# Schweizer Truppen in savoyischen Diensten

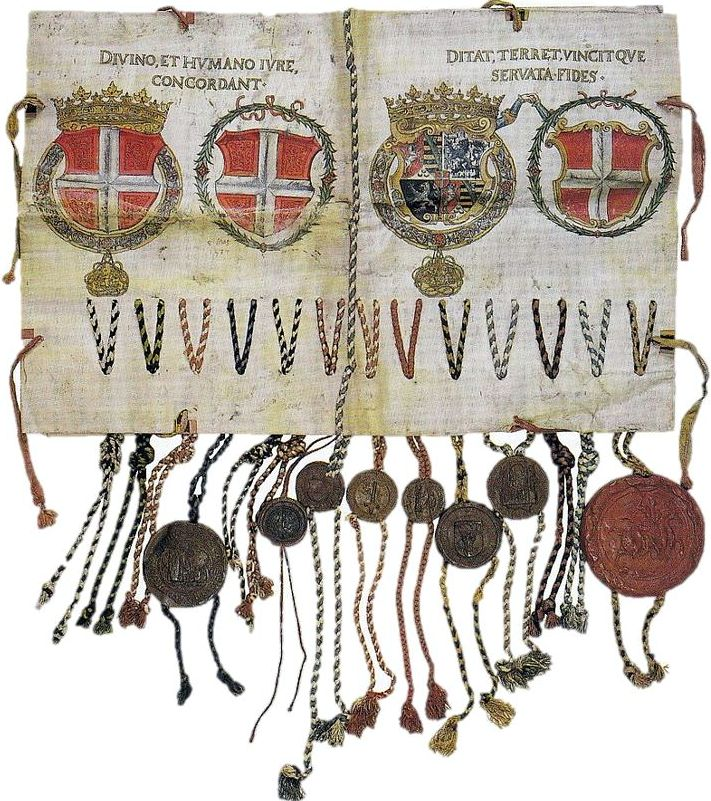
Offensiv- und Defensivvertrag von Herzog Emanuel Philibert von Savoyen mit den katholischen eidgenössischen Kantonen von 1577 (Staatsarchiv Turin)

Fünfunddreissig Schweizer Truppen in savoyischen Diensten dienten den Herzögen und später den Königen aus dem Hause Savoyen von 1582 bis 1848 bei ihrem wechselvollen Aufstieg aus dem Piemont über das Königreich von Sizilien zu demjenigen von Sardinien-Piemont.
Bereits vorher, vor der Existenz der Alten Eidgenossenschaft (erste Tagsatzung 1315 in Brunnen) und bevor die erste «eidgenössische» Kapitulation 1582 abgeschlossen wurde, waren den Grafen, und nachfolgend den Herzögen von Savoyen mindestens acht militärische Einheiten – definitionsgemäss noch keine «Schweizer» Truppen – von (später) eidgenössischen Bundesgenossen zugezogen.
Schweizer Truppen in fremden Diensten hiess der von Behörden der Schweizer Eidgenossenschaft mit Staatsverträgen geregelte Solddienst von geführten, ganzen Truppenkörpern im Ausland.
Diese Verträge enthielten ein Kapitel, das die militärischen Angelegenheiten regelte: die sogenannte Kapitulation (oder Privatkapitulation, wenn einer der Vertragspartner ein privater Militärunternehmer war).

## Übersicht der Schweizer Truppen in savoyischen Diensten
| Grafschaft Savoyen                       |                         |                               |
| #sav                                     | Bezeichnung             | Jahr                          |
| Graf Thomas I. 1189–1233                 |                         |                               |
| Graf Amadeus IV. 1233–1253               |                         |                               |
| 1                                        | Hilfskorps Lausanne     | 1240                          |
| 2                                        | Hilfskorps Viennois     | 1243 1342                     |
| Graf Peter II. 1263–1268                 |                         |                               |
| 3                                        | Hilfskorps Habsburg     | 1265                          |
|                                          |                         |                               |
| Herzogtum Savoyen vor 1582               |                         |                               |
| Graf Amadeus V. «der Grosse» 1285–1323   |                         |                               |
| Graf Eduard 1323–1329                    |                         |                               |
| Graf Aymon 1329–1343                     |                         |                               |
|                                          |                         |                               |
| Graf Amadeus VII. 1363–1391              |                         |                               |
| 4                                        | Hilfskorps Sitten       | 1388                          |
| Graf Amadeus VIII. 1391–1433 Herzog 1416 |                         |                               |
| 5                                        | Hilfskorps Bresse       | 1428                          |
| Herzog Ludwig 1440–1465                  |                         |                               |
| 6                                        | Hilfskorps Dauphin      | 1454                          |
| Herzog Philibert I. 1472–1482            |                         |                               |
| Herzog Karl I. 1472–1482                 |                         |                               |
| 7                                        | Hilfskorps Saluzzo      | 1484                          |
| Herzog Karl III. 1504–1553               |                         |                               |
| 8                                        | Hilfskorps Montferrat   | 1515                          |
| Herzog Emanuel Philibert 1553–1580       |                         |                               |
| 9                                        | Kompanie Schweizergarde | 1579–1798 1799–1802 1814–1832 |

| Herzogtum Savoyen nach 1582                                                                              |                                                              |                     |
| #sav | Bezeichnung                                                  | Jahr                |
| Herzog Karl Emanuel I. 1580–1630                                                                         |                                                              |                     |
| 10 | Regiment Lussi                                               | 1582                |
| 11 | Regiment Lussi                                               | 1593 1595 1597      |
| 12 | Regiment Stocker                                             | 1609–1610           |
| 13 | Regiment Amrhyn                                              | 1616–1618           |
| 14 | Regiment Kalbermatten                                        | 1616–1618           |
| 15 | Regiment von Erlach                                          | 1617–1618           |
| 16 | Regiment Socin                                               | 1625                |
| 17 | Regiment Mageran                                             | 1627–1636 1650–1655 |
| Herzog Karl Emanuel II. 1638–1675                                                                        |                                                              |                     |
| 18 | Freikompanie Schumacher                                      | 1650–1699           |
| 19 | Freikompanie Platmann                                        | 1650–1699           |
| 20 | Freikompanie Stocker                                         | 1650–1699           |
| 21 | Freikompanie Kalbermatten                                    | 1661–1695           |
| 22 | Freikompanie Quartery                                        | 1668–1695           |
| 23 | Freikompanie Stockalper                                      | 1668–1695           |
| Herzog Viktor Amadeus II. 1675–1720/1730–1732 König von Sizilien 1713–1720 König von Sardinien 1720–1730 |                                                              |                     |
| 24 | Bataillon Oberkan                                            | 1691–1694           |
| 25 | Regiment Sacconay                                            | 1694–1696           |
| 26 | Regiment Andorno                                             | 1694–1699           |
| 27 | Bataillon Reding                                             | 1694–1706           |
| 28 | Regiment Reding 1743 Walliser Regiment 1774 Walliser Brigade | 1699–1799           |
| 29 | Regiment «La Reyne»                                          | 1704–1706           |
| 30 | Regiment Alt                                                 | 1704–1706           |
| 31 | Kompanie Théodore Marquis                                    | 1704–1705           |
| 0-1 | Regiment Schmid Regiment Lombach Regiment Frid               | 1704–1705           |

| Königreich Sardinien-Piemont        |                                                                              |           |
| #sav                                | Bezeichnung                                                                  | Jahr      |
| König Karl Emanuel III. 1737–1773   |                                                                              |           |
| 32                                  | Regiment du Pâquier                                                          | 1733–1737 |
| 33                                  | Regiment Kyd                                                                 | 1733–1737 |
| 34                                  | Regiment Guibert                                                             | 1733–1774 |
| 35                                  | Regiment Roguin Berner Regiment 1774 Berner Brigade                          | 1733–1798 |
| 36                                  | Regiment Donatz                                                              | 1733–1737 |
| 37                                  | Regiment Keller                                                              | 1742–1749 |
| 38                                  | Regiment Reydt                                                               | 1742–1774 |
| 39                                  | Bataillon Meyer                                                              | 1744–1792 |
| König Viktor Amadeus III. 1773–1796 |                                                                              |           |
| 40                                  | Regiment Schmid                                                              | 1791–1797 |
| 41                                  | Regiment Peyer Im Hof                                                        | 1793–1798 |
| 42                                  | Regiment Bachmann                                                            | 1793–1798 |
| 43                                  | Regiment Zimmermann                                                          | 1793–1798 |
| König Viktor Emanuel I. 1802–1821   |                                                                              |           |
| 0-2                                 | Regiment Graubünden                                                          | 1814–1815 |
| König Karl Albert 1831–1849         |                                                                              |           |
| 44                                  | Freikompanie Ott 1. compagnia svizzera regolare, Cacciatori (deutsch: Jäger) | 1848      |

Herzöge von Savoyen
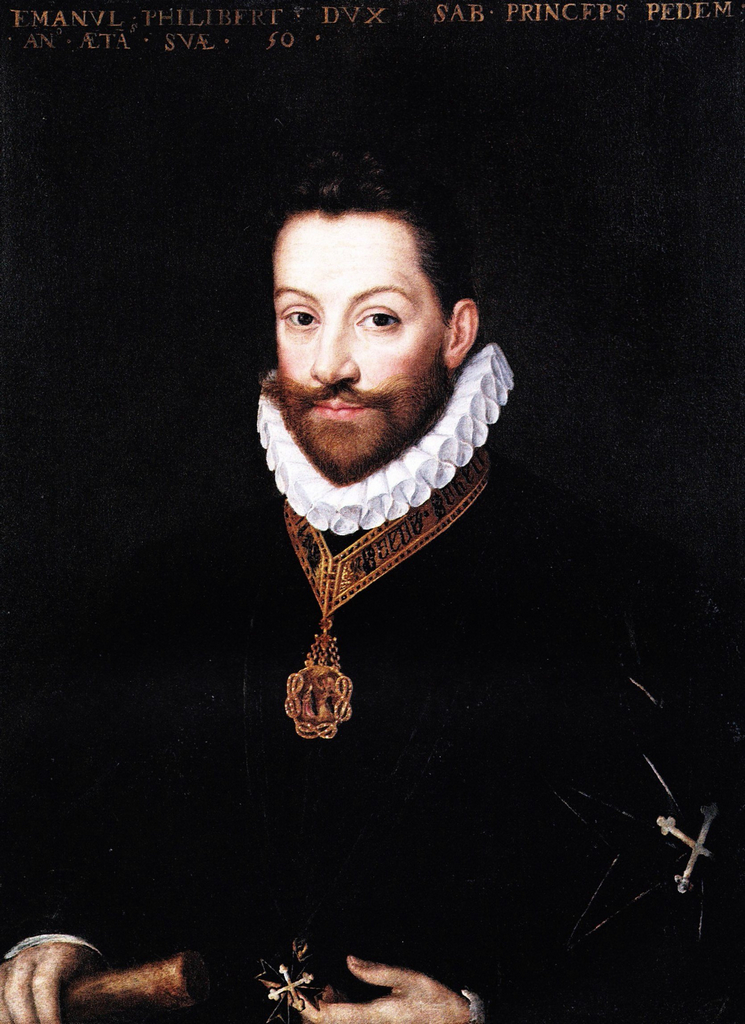
Emanuel Philibert 1553–1580
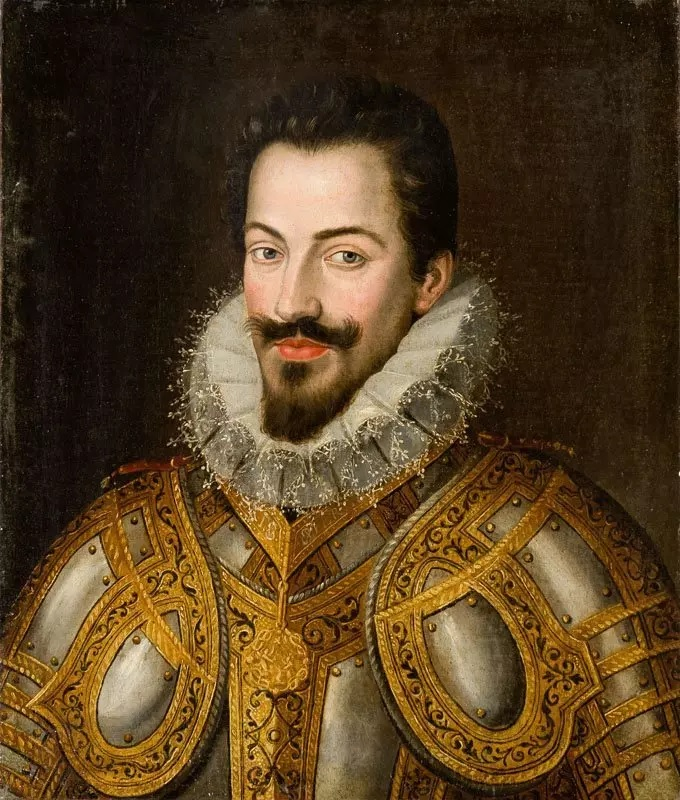
Karl Emanuel I. 1580–1630
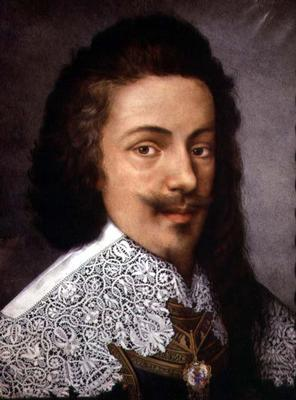
Viktor Amadeus I. 1630–1637
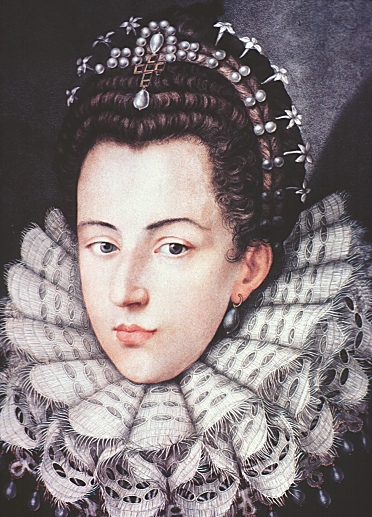
Christina von Frankreich 1637–1667
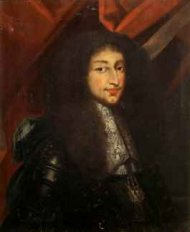
Karl Emanuel II. 1638–1675
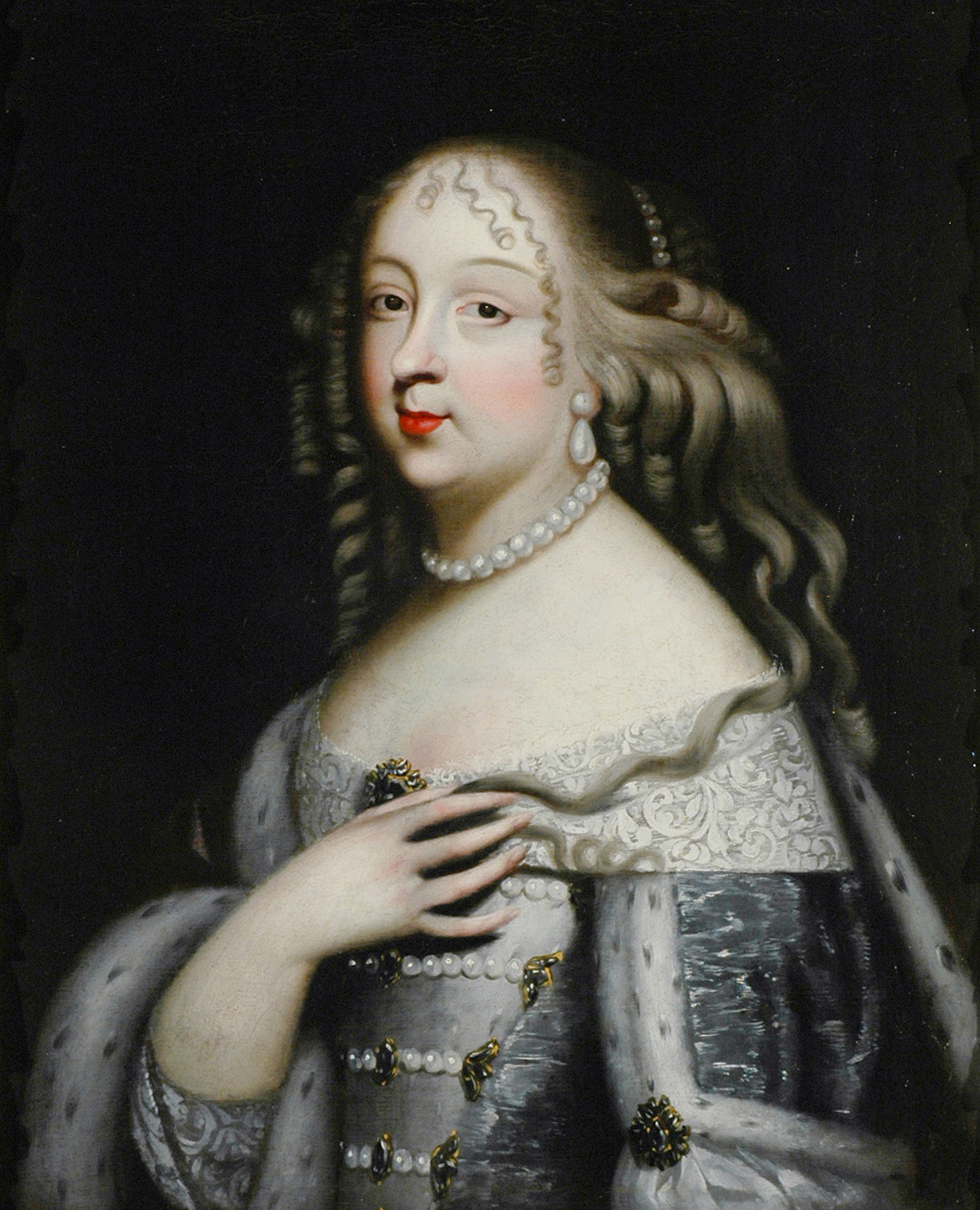
Maria Johanna von Savoyen 1675–1684
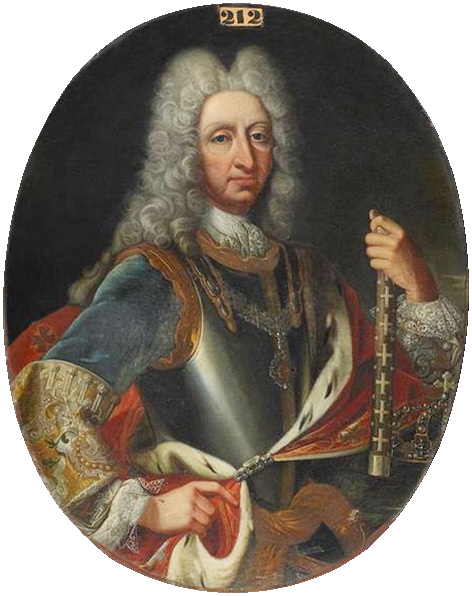
Viktor Amadeus II. 1675–1720

Könige von Sardinien-Piemont
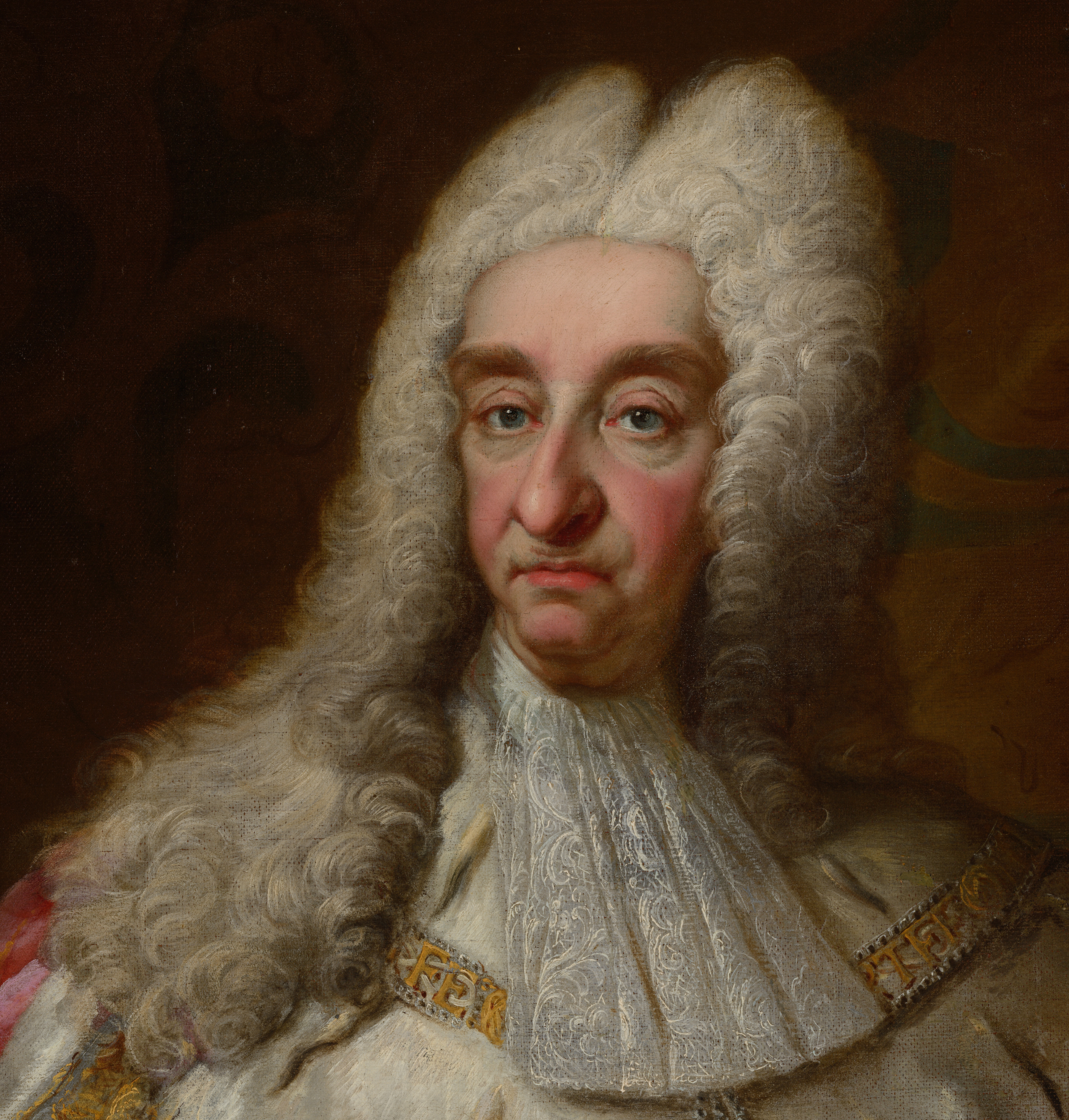
Viktor Amadeus II. 1720–1730
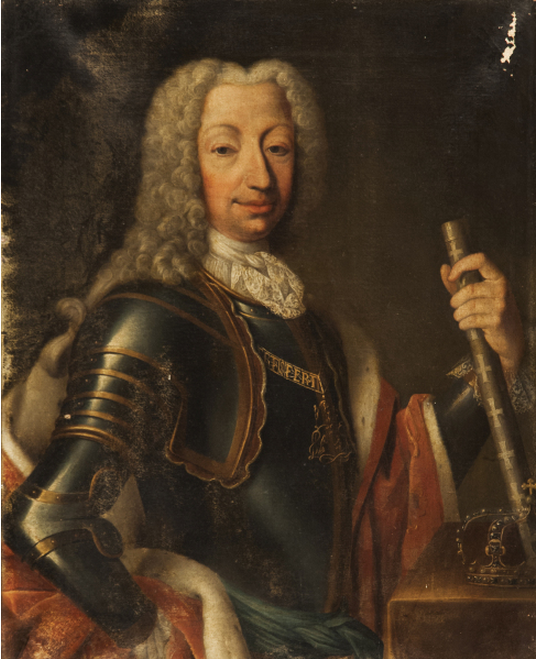
Karl Emanuel III. 1730–1773
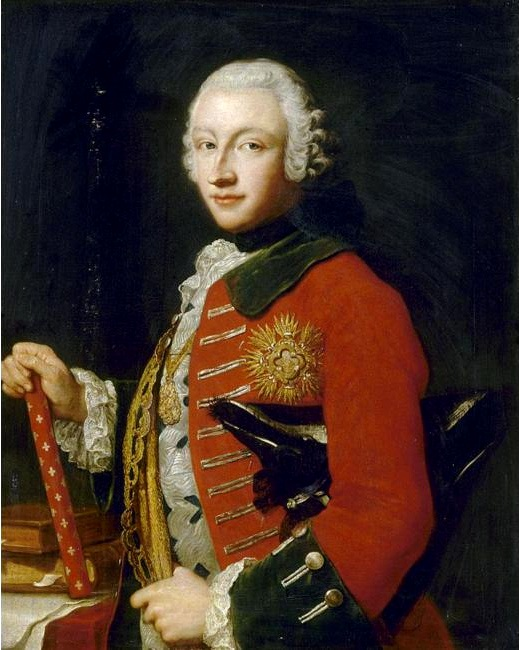
Viktor Amadeus III. 1773–1796
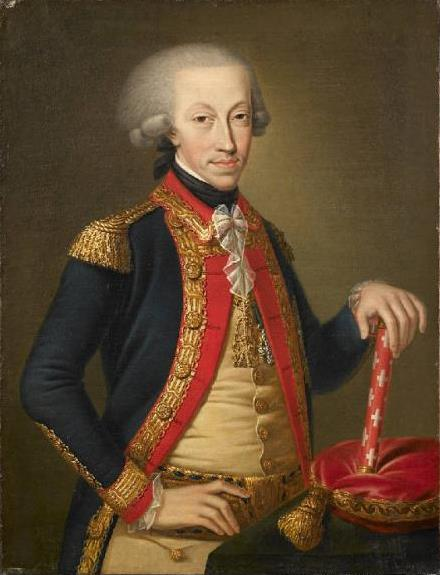
Karl Emanuel IV. 1796–1802
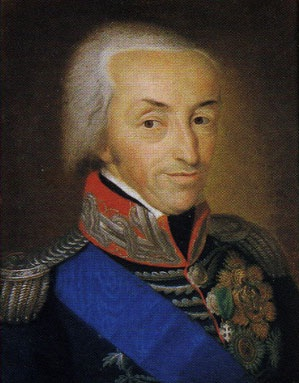
Viktor Emanuel I. 1802–1821
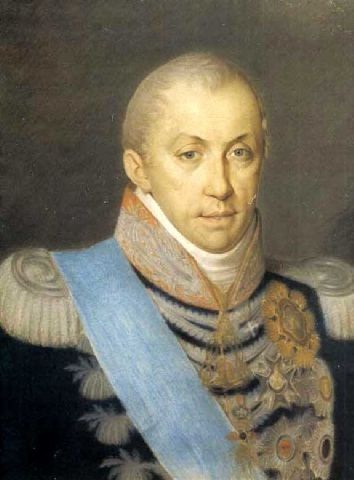
Karl Felix 1821–1831
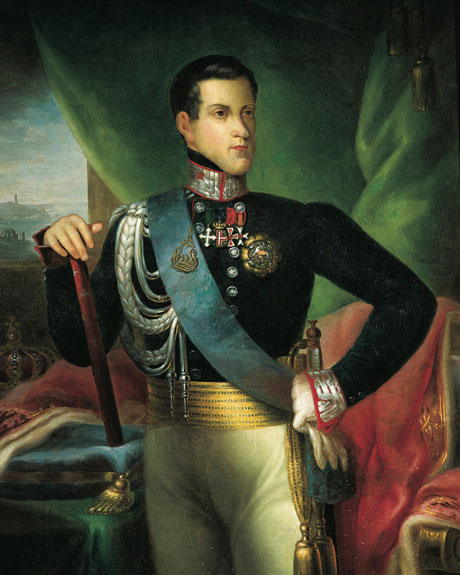
Karl Albert 1831–1849
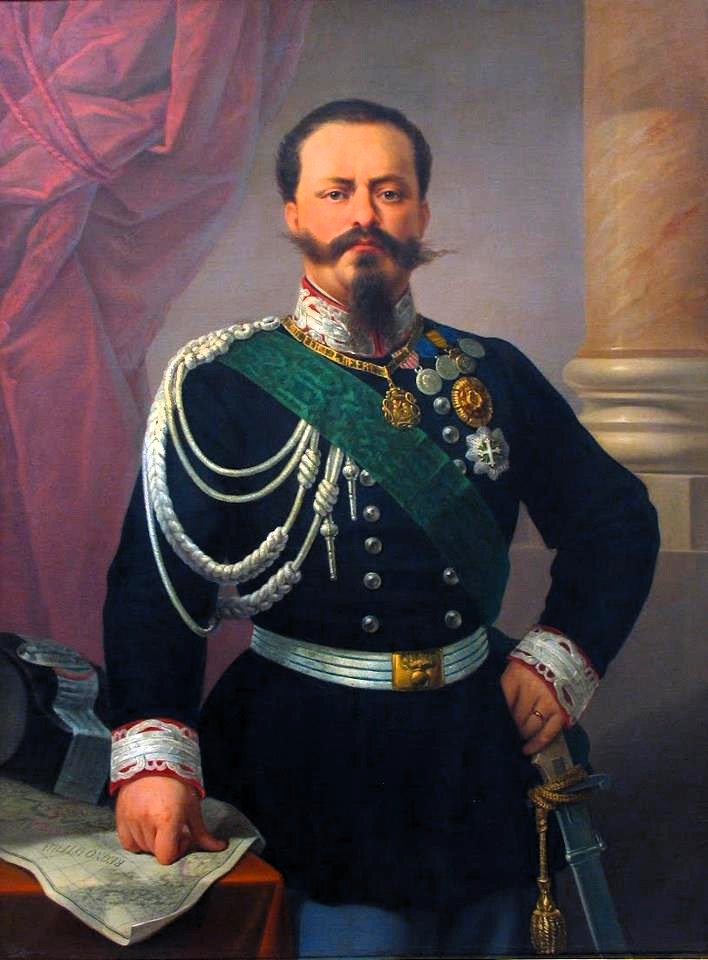
Viktor Emanuel II. 1849–1861

## Vom Grafen in den Alpen zum König von Italien

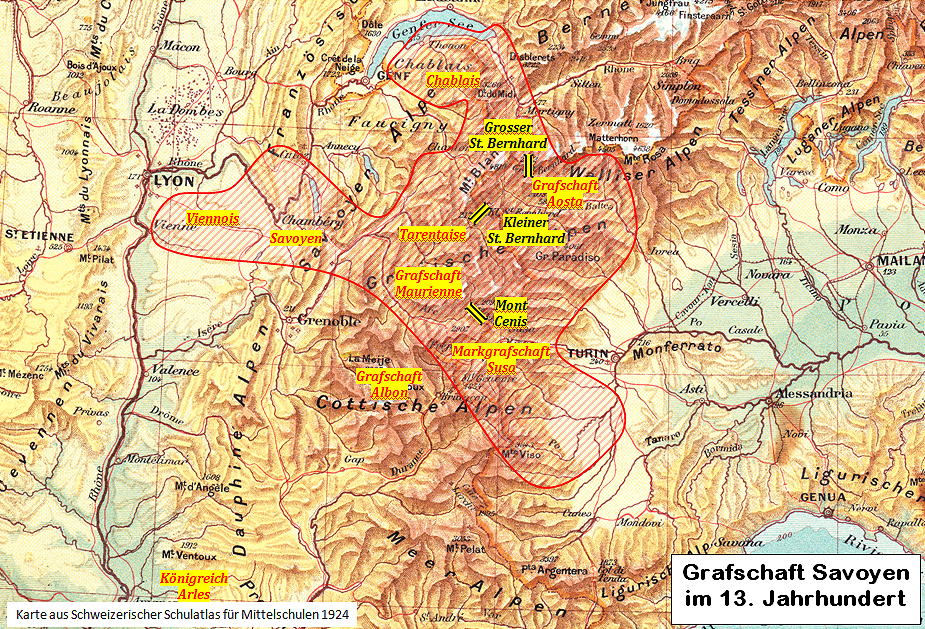
Die Grafschaft Savoyen
im 13. Jahrhundert

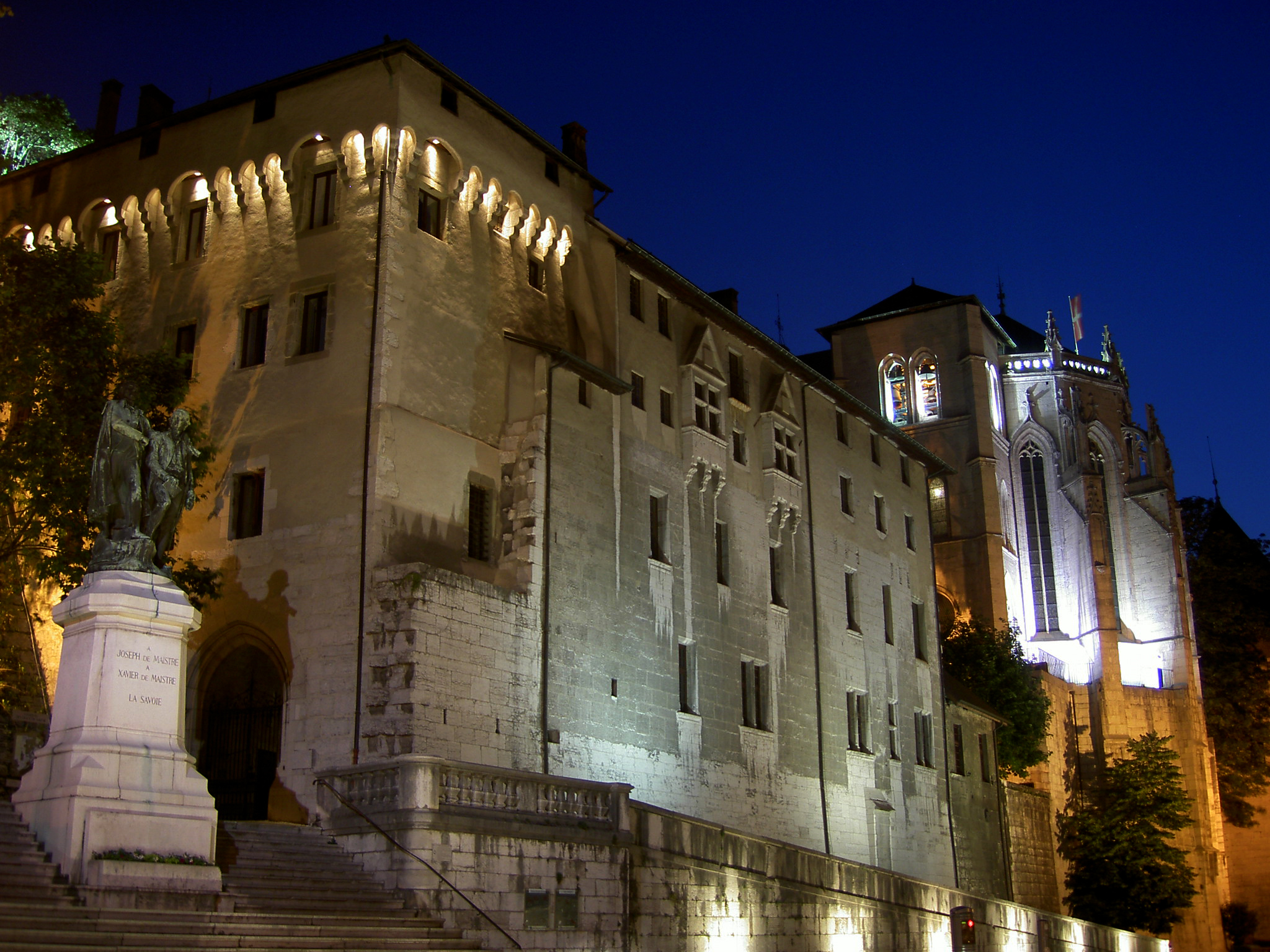
Herzogspalast in Chambery
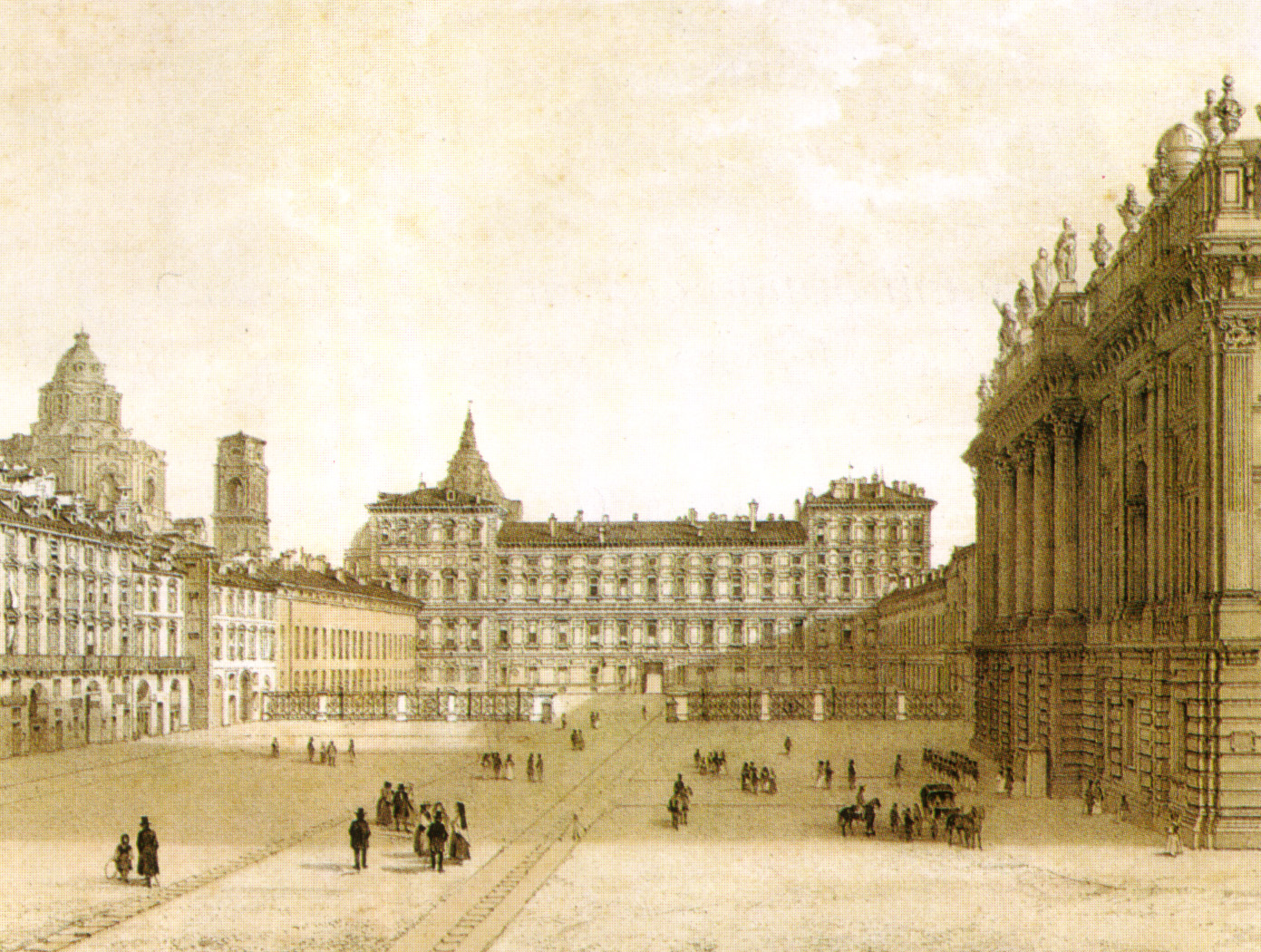
Königspalast in Turin (ca. 1850)

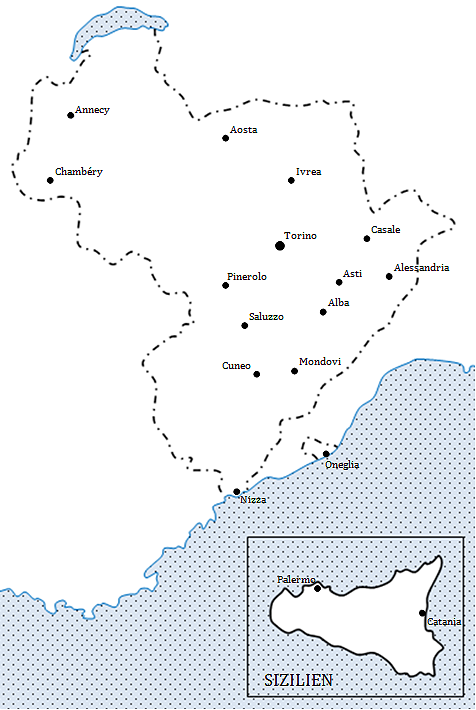
Savoyen im Jahr 1713,
nach dem Frieden von Utrecht

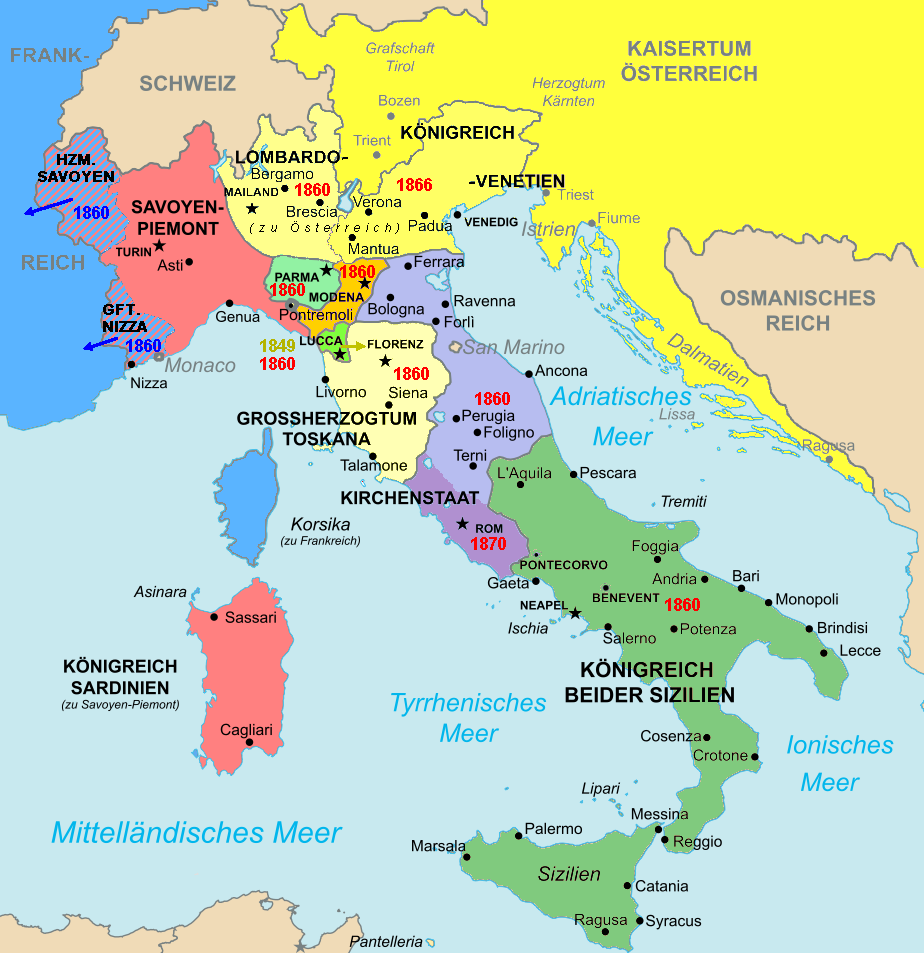
Die Einigung Italiens
im 19. Jahrhundert

Zu Beginn des 13. Jahrhunderts kontrollierte Graf Thomas I. von Savoyen in den Westalpen drei wichtige Passübergänge über die Grajischen und die Walliser Alpen: den Mont Cenis-Pass, den Kleinen und den Grossen Sankt Bernhard-Pass sowie die zuführenden Täler zu diesen Alpenübergängen. Auch das Vorland, im Nordwesten um den Genfersee sowie im Viennois (heute: Bas Dauphiné), im Südosten Anteile des Westrandes der Ebene des Piemonts, angrenzend an das Aostatal und das Susatal, gehörten zu seinem Herrschaftsgebiet.
In der zweiten Hälfte des 19. Jahrhunderts, gut sechshundert Jahre und einunddreissig Nachfolger später, war zwar die Stammlande Savoyen an Frankreich verloren gegangen, Herzog Viktor Emanuel lII. jedoch zum König des vereinigten Italiens aufgestiegen.
Dazwischen lag die wechselvolle Geschichte des Aufstiegs eines kleinen Landes im Kräftefeld der europäischen Grossmächte, in dem mehrmals alles verloren ging und noch mehr wiedergewonnen wurde.
Chambéry, von Thomas I. 1232 erworben und von Amadeus V. 1295 zur Hauptstadt gemacht, war das erste Machtzentrum der Dynastie der Grafen von Savoyen. Dort legte Mitte des 14. Jahrhunderts Amadeus VI. das Schwergewicht der Interessen weg vom Nordosten auf den Ausbau der italienischen Besitzungen um Turin. Ein grundlegender strategischer Entscheid, wie sich zeigte. Sein Sohn, Amadeus VII. stellte 1388 mit der Eroberung der östlichen Provence, der späteren Grafschaft Nizza, den Zugang zum Mittelmeer her.
Das 15. Jahrhundert begann verheissungsvoll und endete in den Italienischen Kriegen, die zum ersten Rückschlag für die Herzöge von Savoyen führen sollten.
1416 verlieh der römisch-deutsche König Sigismund, bei einem persönlichen Besuch in Chambéry, Graf Amadeus VIII. den Herzogstitel. Dessen Sohn Ludwig nannte sich bereits Herzog von Piemont.
Doch im 16. Jahrhundert geriet der hochfahrende und wankelmütige Bündnispartner Karl III. in Oberitalien zwischen die Fronten der epischen Auseinandersetzungen zwischen Frankreichs und Habsburgs Krone. Frankreich überrannte 1536 die beiden Städte Chambéry und Turin. Fast gleichzeitig vertrieben bernische und freiburgische Truppen im Norden Savoyen aus der Waadt und der Stadt Genf. Mitte des 16. Jahrhunderts stand das Herzogtum Savoyen weitgehend unter französischer Besatzung und die Gebiete um Genf und nördlich des Genfersees waren an die Eidgenossen verloren.
Doch sein Sohn und Nachfolger Emanuel Philibert wurde zum überragenden Feldherr seiner Zeit in kaiserlichen Diensten. Er fügte Frankreich in der Schlacht bei Saint-Quentin eine vernichtende Niederlage bei und erhielt 1559 im Frieden von Cateau-Cambrésis sein Herzogtum und dessen Unabhängigkeit zurück.
Er verlegte auch seine Residenz vom bescheidenen Chambéry ins weltmännische Turin. Die Stadt im Piemont wurde zum neuen Machtzentrum des Hauses Savoyen.
Doch bereits sein Sohn Karl Emanuel I. setzte im 17. Jahrhundert das Gewonnene durch unrealistische Eroberungspläne, seine besessene Wut auf das calvinistische Genf und im Mantuanischen Erbfolgekrieg durch seine taktierende Wankelmütigkeit schon wieder aufs Spiel. Kardinal Richelieu machte dem Treiben ein Ende und liess 1630 das Herzogtum Savoyen-Piemont erneut militärisch besetzen. Erst ein Jahr später konnte Karl Emanuels Sohn und Nachfolger Viktor Amadeus I. im Frieden von Cherasco den Schaden begrenzen.
Nach seinem Tod 1637 übernahm seine Witwe Christina von Frankreich an Stelle seines damals noch minderjährigen Sohnes Karl Emanuel II. die Regierung, die sie bis an ihr Lebensende ausübte, auch als er bereits volljährig war. Sie hatte dabei einen vierjährigen familieninternen Erbfolgekrieg zu bewältigen, was ihr dank französischer Unterstützung gelang. Karl Emanuel II. hob das Söldnerwesen auf und ersetzte es durch ein stehendes Heer ausgestattet mit Kavallerie, Infanterie und einheitlichen Uniformen. Er war auch der Erbauer des Herzogs- und späteren Königspalastes in Turin.
Auch dessen Frau, Maria Johanna von Savoyen, führte nach seinem Tod die Regierungsgeschäfte für ihren noch minderjährigen Sohn Viktor Amadeus II. Er entmachtete sie, als er 18-jährig wurde und legte sich im Pfälzischen Erbfolgekrieg und im Spanischen Erbfolgekrieg erfolglos mit Frankreich an. 1706 in der Schlacht von Turin konnte er jedoch seine Hauptstadt, allerdings nur dank der Hilfe seines Cousins Prinz Eugen, des überragenden Feldherrn seiner Zeit im Dienste des österreichischen Kaisers, behaupten.
Das 18. Jahrhundert begann mit einem Höhepunkt und endete im Zusammenbruch: im Friedensschluss von Utrecht 1713 war Viktor Amadeus II. das Glück hold. Es wurde ihm das Königreich Sizilien zugesprochen. Der Herzog Viktor Amadeus II. von Savoyen war König geworden. Nochmals sieben Jahre später tauschte(!) er Sizilien gegen das habsburgische Königreich Sardinien ein. Die Zentrale blieb in Turin, aber das Haus Savoyen nannte sich jetzt Königreich Sardinien-Piemont.
Über dem Wappen der Savoyer Herzöge  schwebte von nun an die Königskrone.
Nach der Französischen Revolution ging das Piemont jedoch, durch die Revolutionsarmee von General Joubert erobert, erneut an Frankreich, das 1798 die Piemontesische Republik ausrief. König Karl Emanuel IV. flüchtete nach Sardinien. Sein Rückeroberungsversuch missglückte. Das Königreich Sardinien-Piemont wurde 1802, zu Beginn des 19. Jahrhunderts, als Subalpinische Republik zum französischen Departement.
Erst nach dem Sturz Napoleons 1814 erhielt Viktor Emanuel I. die Besitzungen auf dem Festland zurück und ein Jahr später vom Wiener Kongress zusätzlich die Republik Genua, die als Herzogtum Genua in das Königreich Sardinien-Piemont eingegliedert wurde. Er musste allerdings den Verbleib der Stammlande des Hauses, Savoyen, bei Frankreich akzeptieren. Seine extrem reaktionäre Haltung isolierte ihn bald so, dass er 1824 zu Gunsten seines ebenfalls konservativen Bruders Karl Felix abdanken musste.
Als er kinderlos starb, kam ein entfernter Cousin aus der savoyischen Nebenlinie Savoyen-Carignan, Karl Albert, auf den sardinisch-piemontesischen Thron. Er führte 1837 ein auf dem Code civil basierendes Zivilgesetzbuch ein und stimmte 1848 der Verfassung einer konstitutionellen Monarchie zu.
Ein Jahr später dankte er zu Gunsten seines ältesten Sohnes, Viktor Emanuel II., ab.
König Viktor Emanuel II. war nach 600 Jahren der 31. Nachfolger von Graf Thomas I. aus dem 13. Jahrhundert.

Flagge Königreich Italien
Flagge Republik Italien

Er wurde 1861 zum König des vereinigten Italiens erklärt.
Erst Mitte des 20. Jahrhunderts, nach dem Zweiten Weltkrieg knapp 100 Jahre später, beendete ein Referendum die savoyische Monarchie und machte Italien 1946 zur parlamentarischen Republik.
Die Mitglieder des Hauses Savoyen mussten das Land verlassen und mit ihnen verschwand auch ihr Emblem auf der Tricolore. Erst 2002 gestattete ihnen eine Verfassungsänderung die Rückkehr, als gewöhnliche Bürger.

## Als mächtiger Nachbar der Schutzherr Berns
Als 1218 der letzte Zähringer, Herzog Berchtold V. ohne männlichen Erben starb, fand sich die junge freie Reichsstadt Bern plötzlich umgeben von kyburgischem Territorium. Ulrich von Kyburg, verheiratet mit Anna, der Schwester von Berchtold, gelang es, die linksrheinischen zähringischen Gebiete in der Westschweiz als Erbe zu übernehmen, entschlossen, sie zu behaupten und sogar auszubauen.
Bern wandte sich angesichts der kyburgischen Bedrohung 1230 an den benachbarten mächtigen Ghibellinen (Anhänger der kaiserlichen Partei), den Grafen Thomas I. von Savoyen, und erhielt prompt dessen tätigen Schutz.
Als seine Söhne und Nachfolger militärische Unterstützung brauchten, wurde sie ihnen von Bern nicht versagt. Von vier Auszügen sind Quellen zugänglich: bei einer umstrittenen Bischofswahl in Lausanne und als die Grafen Auseinandersetzungen mit dem Dauphin von Viennois, mit dem Grafen Rudolf IV. von Habsburg oder mit den Wallisern mit Waffen austrugen.
Es waren die ersten bekannten Hilfskorps aus dem Gebiet der nachmaligen Eidgenossenschaft überhaupt, jedoch noch bevor sie geboren war, die zur Hilfe eines ausländischen Fürsten von souveränen Behörden ausgesandt wurden (die zeitgenössischen Auszüge der Urner, Schwyzer und Unterwaldner 1231 und 1240 waren hingegen feudale Heeresfolgen für Kaiser Friedrich II.).
| Bezeichnung, Einsatzdauer         | (1sav) Hilfskorps Lausanne 1240 | (1sav) Hilfskorps Lausanne 1240 |
| Jahr, Vertragspartner             | Hilfsgesuch von Peter von Savoyen. |                                 |
| Bestand, Formation                | 1'000 Mann. |                                 |
| Herkunft Kader, Truppe            | Aus Bern und Murten. |                                 |
| Besitzer, Kommandant, Namensgeber | Peter von Bubenberg? |                                 |
| Einsatz, Ereignisse               | Kaiser Friedrich II. hatte die Kirche Köniz und ihre Filialen, zu der auch Bern gehörte, dem Deutschen Orden verliehen. Dieses Lehen wurde nach altem Recht jedoch von den Augustinern von Bern beansprucht, die den Bischof Bonifaz von Lausanne hinter sich wussten, zu dessen Bistum Köniz gehörte. Dem Rat von Bern war der Wechsel jedoch offenbar willkommen. Es kam zum Streit mit dem Bischof, der eskalierte. Bonifaz wurde vom Schultheissen Peter von Bubenberg sogar verprügelt und seiner Kleider und seines Pferdes beraubt. Bonifaz, auch aus anderen Gründen, resignierte zuletzt und es kam 1240 zur Neuwahl des Bischofs von Lausanne. Das Domkapitel wurde sich nicht einig. Eine savoyische Mehrheit, angeführt von Heimo von Faucigny und seinem Schwiegersohn Peter von Savoyen, wählte mit 16 Stimmen dessen Bruder Philipp. Die antisavoyische Minderheit der Grafen von Greyerz und Genf bestimmte mit 8 Stimmen den Kantor der Kirche, Johannes von Cossonay, zum Bischof. Die päpstlichen Delegierten, der Bischof von Besançon und der Erzbischof von Langres, bestätigten den Kandidaten der Minderheit, was Faucigny, der den Wahlakt der Minderheit vor dem päpstlichen Entscheid zur Wahl der Mehrheit als Rechtsbruch betrachtete, zum militärischen Eingreifen veranlasste. Ein zwischenzeitlicher Waffenstillstand hielt nur so lange, bis Cossonay mit seinem Anhang in die Vorstadt von Lausanne einzog. Faucigny besetzte daraufhin die Oberstadt und forderte Unterstützung an. Es rückten Peter von Savoyen mit 6'000 Mann und die Berner und Murtener mit 1'000 Mann an und der nachfolgende Kampf forderte 30 Gefallene und 300 Verwundete, bevor ein Waffenstillstand erreicht wurde. Eine päpstliche dreiköpfige Schlichtungskommission, mit der Instruktion für Philipp zu entscheiden, wurde losgeschickt, über deren Wirken keine Quellen berichten. Johannes von Cossonay jedenfalls blieb Bischof von Lausanne. Doch die Angelegenheit scheint letztlich gut ausgegangen zu sein. Cossonay hob 1241 die Exkommunikation von Bubenberg auf, die Bonifaz wegen seiner Prügel über ihn und seine Verwandten für ewige Zeiten ausgesprochen hatte, und verzieh ihm die Beleidigung seines Vorgängers. Philipp wurde Bischof von Valence und 1246 Bischof von Lyon. 1243 wurde in einem Abkommen die Könizer Angelegenheit zu Gunsten des Deutschen Ordens beigelegt. 1244 schloss Cossonay mit den Brüdern Amadeus und Peter von Savoyen einen Frieden ab. |                                 |

| Bezeichnung, Einsatzdauer         | (2sav) Hilfskorps Viennois 1243/ 1342 | (2sav) Hilfskorps Viennois 1243/ 1342                            |
| Jahr, Vertragspartner             | 1243 Hilfsgesuch von Amadeus IV. und 1332 von Aymon von Savoyen. | 1243 Hilfsgesuch von Amadeus IV. und 1332 von Aymon von Savoyen. |
| Bestand, Formation                | 1243: 800 Mann; 1342: 4'000 Mann. | 1243: 800 Mann; 1342: 4'000 Mann.                                |
| Herkunft Kader, Truppe            | Aus Bern. |                                                                  |
| Besitzer, Kommandant, Namensgeber | k. A. |                                                                  |
| Einsatz, Ereignisse               | Schon nach dem Bannstrahl 1239 von Papst Gregor IX. gegen Kaiser Friedrich II., sowie erst recht während des sogenannten Interregnums, nutzten viele mächtige Lokalfürsten die Gelegenheit, ihre Territorien und Rechtsansprüche auf Kosten der Krone und schwächerer Konkurrenten auszuweiten. So auch die Grafen von Savoyen. 1243 führte eine Fehde des Grafen Amadeus IV. von Savoyen mit dem benachbarten Dauphin von Viennois Anfang Mai zu einem Ausmarsch eines bernischen Hilfskorps zu seiner Unterstützung. Es durchquerte die Waadt, vereinigte sich bei Genf mit den Truppen Amadeus und stiess mit ihnen rhoneabwärts vor. Ende August endete die Kampagne mit einem Waffenstillstand. Er ermöglichte es der Berner Truppe, rechtzeitig zur Ernte wieder nach Hause zurückzukehren. Auch die Grafen Eduard und Aymon riefen in der Auseinandersetzung mit den Dauphins von Viennois um die Oberlehensherrschaft über Genf die Berner zu Hilfe. 1342 rückte der Venner Niklaus von Diesbach "in grosser Zahl" bis nach Chambéry, Lyon und St. Germain vor. Das Schloss Monthoux wurde sogar zweimal erobert. |                                                                  |

| Bezeichnung, Einsatzdauer         | (3sav) Hilfskorps Habsburg 1265 | (3sav) Hilfskorps Habsburg 1265 |
| Jahr, Vertragspartner             | Hilfsgesuch von Peter II. von Savoyen. |                                 |
| Bestand, Formation                | 500 Mann. |                                 |
| Herkunft Kader, Truppe            | Aus Bern. |                                 |
| Besitzer, Kommandant, Namensgeber | k. A. |                                 |
| Einsatz, Ereignisse               | 1250, im Jahr als Kaiser Friedrich II. starb, wurde Hartmann von Kyburg der Jüngere volljährig. Er übernahm von seinem Onkel Hartmann dem Älteren den kyburgischen Besitz westlich der Reuss: das ehemalige zähringische Erbe von 1218 in der Westschweiz. Die reichsunmittelbare Stadt Bern, dadurch erneut in den Fokus kyburgischer Ambitionen geraten, verband sich 1255 (1269, 1286 und auch später mehrmals erneuert) in einem formellen Schutzbündnis mit Graf Peter II. von Savoyen. Als zehn Jahre später beide Hartmann, der Jüngere, noch sehr jung, und sein Onkel, der Ältere, als letzte Kyburger, beide ohne männlichen Nachwuchs, kurz nacheinander starben, legte Graf Rudolf IV. von Habsburg sofort die Hand auf das Kyburger Erbe und rückte mit Truppen in die Ostschweiz, die kyburgischen Stammlande, ein. Peter II., als Bruder von Margarethe, der Witwe von Hartmann dem Älteren, befand sich zu diesem Zeitpunkt in England und damit im Nachteil. Er nahm aber den Kampf auf und wurde dabei 1265 auch von einem bernischen Hilfskorps unterstützt. Der Krieg endete 1267 mit einem Vergleich. Bern war jedoch dadurch zwischen die Fronten der Konkurrenten Savoyen und Habsburg geraten. Es befand sich daher 1273, als Graf Rudolf IV. zum römisch-deutschen König gewählt wurde, in einer doppelt schwierigen Situation. Nach der Schlacht bei der Schosshalde bekam das ursprüngliche Berner Banner, ein schwarzer Bär auf silbernem Grund, 1289 schliesslich die Habsburger Farben Gelb und Rot verpasst! |                                 |

| Bezeichnung, Einsatzdauer         | (4sav) Hilfskorps Sitten 1383 | (4sav) Hilfskorps Sitten 1383 |
| Jahr, Vertragspartner             | Hilfsgesuch von Amadeus VII. von Savoyen. |                               |
| Bestand, Formation                | 1'000 Mann und 100 Langspiesse. |                               |
| Herkunft Kader, Truppe            | Aus Bern, der Waadt und Freiburg. |                               |
| Besitzer, Kommandant, Namensgeber | k. A. |                               |
| Einsatz, Ereignisse               | Mit bernischer militärischer Unterstützung eroberte Graf Amadeus VII. Sitten zurück und setzte den von den Wallisern vertriebenen Bischof Eduard (von Savoyen) wieder ein. |                               |

Die Beziehungen Berns mit Savoyen blieben auch über die nächsten zwei Jahrhunderte bestehen und das Schutzbündnis wurde regelmässig erneuert.
1310 stattete Graf Amadeus V., der Grosse, Bern einen persönlichen Besuch ab und 1384 im Burgdorferkrieg verstärkten 4'000 Mann von Graf Amadeus VII. die Berner Truppen bei der Belagerung der Stadt am Eingang zum Emmental.
1414 als der römisch-deutsche König und spätere Kaiser Sigismund auf der Rückreise von Italien zuerst in Freiburg und dann mehrere Tage in Bern verweilte, war er von Graf Amadeus VIII., mit dem er sich offensichtlich gut verstand, begleitet.
Bern trieb für den Empfang einen grossen Aufwand. Es wurde eine Gelegenheit für Absprachen gegen Habsburg, ein Besuch mit erheblichen Auswirkungen, wie sich im nächsten Jahr mit der Eroberung des Aargaus durch Bern zeigen sollte.
Zwei Jahre danach verlieh Sigismund Amadeus VIII. den Herzogstitel.
Als dann später Savoyen von Frankreichs König Karl VII. bedrängt wurde, waren Berns Truppen wieder zur Stelle.
| Bezeichnung, Einsatzdauer         | (5sav) Hilfskorps Bresse 1428 | (5sav) Hilfskorps Bresse 1428              |
| Jahr, Vertragspartner             | Hilfsgesuch des Amadeus VIII. von Savoyen. | Hilfsgesuch des Amadeus VIII. von Savoyen. |
| Bestand, Formation                | Hilfskorps von 3'000 Mann. | Hilfskorps von 3'000 Mann.                 |
| Herkunft Kader, Truppe            | Aus Bern. | Aus Bern.                                  |
| Besitzer, Kommandant, Namensgeber | Schultheiss Rudolf Hofmeister und Venner Ulrich von Gisenstein. |                                            |
| Einsatz, Ereignisse               | Die Landschaft Bresse, seit 1272 im Besitz von Savoyen und nordöstlich von Lyon an der Grenze zum Königreich Frankreich gelegen, war wiederholt Eroberungsversuchen der französischen Krone ausgesetzt. 1428 war es eine Truppe unter Graf Jean von Armagnac, die einen solchen Versuch unternahm, und Herzog Amadeus VIII. von Savoyen in Bern um militärischen Beistand nachsuchen liess. Das bernische Hilfskorps war bereits über Genf hinaus nach Süden vorgerückt, als der Friedensschluss zwischen den Kontrahenten es wieder nach Bern zurückmarschieren liess, ohne in den Kampf verwickelt worden zu sein. |                                            |

| Bezeichnung, Einsatzdauer         | (6sav) Hilfskorps Dauphin 1454 | (6sav) Hilfskorps Dauphin 1454 |
| Jahr, Vertragspartner             | Herzog Ludwig von Savoyen schickte seinen Sohn Amadeus IX. mit einem Hilfsgesuch nach Bern. |                                |
| Bestand, Formation                | Hilfskorps von 3'000 Mann. |                                |
| Herkunft Kader, Truppe            | Aus Bern. |                                |
| Besitzer, Kommandant, Namensgeber | Schultheiss Rudolf von Ringoltingen aus Bern und Venner Niklaus von Scharnachtal aus Oberhofen. |                                |
| Einsatz, Ereignisse               | Es hatte sich einiges angesammelt an Unstimmigkeiten zwischen Ludwig von Savoyen und Frankreichs Karl VII. Unter Ludwig und seiner zypriotischen Frau hatten in Savoyen Nepotismus, Korruption, Intrigen und Willkür um sich gegriffen und den Hof nicht nur bei den Savoyarden schwer in Misskredit gebracht. Kanzler Jacques de Valpergue z. B. wurde von Ludwigs jüngstem Sohn, Philipp II., mit einem Stein um den Hals in einen Sack gesteckt und im Genfersee ertränkt. Die Generalstände lehnten sich auf und der savoyische Adel plante einen Umsturz. Ludwig verhaftete die Verschwörer, verbannte sie gnadenlos, erklärte sie als vogelfrei und beschlagnahmte ihren Besitz. 1451 verheiratete Ludwig sodann seine Tochter Charlotte mit dem Dauphin, dem zukünftigen König Ludwig XI., der gegen seinen Vater, König Karl VII., opponierte, ohne dessen Erlaubnis. Ein schwerer Fauxpas. König Karl drohte 1454 schliesslich mit Krieg gegen Savoyen, um die Missstände zu beheben. Dies war für Ludwig der Anlass, in Bern Truppen anzufordern. Wilhelm von Touteville, Kardinal von Rouen, von Papst Nikolaus V. auf eine Friedensmission zwischen Frankreichs Karl VII. und Englands Heinrich VI. geschickt, machte dabei Station in Genf. Er schaffte es, Karl VII. und Ludwig von Savoyen in Lyon an einen Tisch zu bringen und einen Frieden auszuhandeln. Ludwig hatte die Berner Truppe, die mit dem grossen Berner Banner ausgerückt war, während den Verhandlungen bei Genf in Reserve gehalten, damit nicht einen geringen Druck auf den König ausgeübt und sie beim Friedensschluss wieder verabschiedet. Nach sechs Wochen waren die Berner, ohne Kampfeinsatz, wieder zu Hause. (Karl VII. selber hatte sich Ende November 1453 im Freundschaftsvertrag von Montil-les-Tours verpflichtet, den Eidgenossen «niemals Widerwärtigkeiten zu bereiten», ihnen Beistand zu leisten und freien Durchpass zu gewähren. Seinen Antrag, ihm eine offizielle Schweizer Truppe von 1'000 Mann auszuheben, hatte die Tagsatzung in Bern jedoch abgelehnt.) |                                |

Nachdem Bern im familieninternen Erbfolgekrieg Savoyens nach dem frühen Tod Amadeus IX. mehrmals vermittelnd zu Gunsten seiner noch minderjährigen Söhne eingegriffen hatte, gewann es 1478 die Kantone Zürich, Luzern, Uri, Schwyz, Unterwalden, Zug, Glarus und die Städte Freiburg und Solothurn für ein Ewiges Bündnis mit Savoyen. Den Vertrag mit Herzog Philibert I. unterzeichnete in Chambéry der Berner Schultheiss Adrian I. von Bubenberg im Namen der Eidgenossen. Er wurde in der Folge regelmässig bestätigt, zum Teil mit aufwändigen Feiern und diente als Basis für alle späteren Abkommen mit Savoyen. 1512 mündete er sogar in ein gegenseitiges Offensiv- und Defensivbündnis auf 25 Jahre der Acht Alten Orte mit Savoyen. Karl I. machte 1487 und Karl III. 1515 von diesen Abkommen Gebrauch.
| Bezeichnung, Einsatzdauer         | (7sav) Hilfskorps Saluzzo 1487 | (7sav) Hilfskorps Saluzzo 1487 |
| Jahr, Vertragspartner             | Hilfsgesuch von Herzog Karl I. |                                |
| Bestand, Formation                | Hilfskorps aus 1'200 eidgenössischen Söldnern, anschliessend verstärkt durch 1'200 Walliser und 2'000 Berner, Solothurner und Basler. |                                |
| Herkunft Kader, Truppe            | Ganze Eidgenossenschaft und Wallis, Bern, Solothurn und Basel. |                                |
| Besitzer, Kommandant, Namensgeber | Franz von Greyerz, die Berner unter Gilian von Rümligen, Schultheiss von Murten. |                                |
| Einsatz, Ereignisse               | Lodovico II., der Markgraf von Saluzzo, hatte sich geweigert, Savoyen persönlich den Lehenseid zu leisten, was Karl I. veranlasste militärisch gegen ihn vorzugehen. Die meisten festen Plätze wurden erobert, selbst die Stadt Saluzzo nach mehrmonatiger Belagerung. Unter den savoyischen Truppen befand sich auch das eidgenössische Hilfskorps. Als Lodovico seine savoyische Herrschaft, Saluzzo, zum französischen Lehen erklärte, griff König Karl VIII. ein und liess in Pont de Beauvoisin einen Waffenstillstand zwischen Saluzzo und Savoyen verhandeln. Noch bevor die Verhandlungen abgeschlossen waren, griff Lodovico wieder zu den Waffen. Karl I. eroberte in der Folge 1488 die ganze Markgrafschaft endgültig. Einzig die Burg von Rivello verschonte er und liess sie als Zufluchtsort seiner monserratischen Verwandten unversehrt. Karl VIII. griff nochmals ein und übergab die Herrschaft Saluzzo französischen Edelleuten zur neutralen Verwaltung. Die Angelegenheit endete 1490 mit dem Tode Karls I. |                                |

| Bezeichnung, Einsatzdauer         | (8sav) Hilfskorps Montferrat 1515 | (8sav) Hilfskorps Montferrat 1515 |
| Jahr, Vertragspartner             | Hilfsgesuch Karls II. von Savoyen an die Kantone Bern und Freiburg. |                                   |
| Bestand, Formation                | Hilfskorps von 3'000 Mann. |                                   |
| Herkunft Kader, Truppe            | Aus Bern und Freiburg. |                                   |
| Besitzer, Kommandant, Namensgeber | Bartholomäus May, Herr von Strättligen, Toffen und Blumenstein. |                                   |
| Einsatz, Ereignisse               | Karl III. lag sich mit dem Markgrafen Theodor II. von Montferrat in den Haaren und setzte die Berner Truppe gegen ihn ein. Die zogen, da der Sold ausblieb, plündernd und brandschatzend durch die Markgrafschaft Montferrat. Sie hatten bereits einige Plätze eingenommen, als sie von den Behörden von Bern und Freiburg, die inzwischen einen Vergleich zwischen Savoyen und Montferrat vermittelt hatten, zuerst zum eidgenössischen Hauptheer in Vercelli und später nach Hause zurückgerufen wurden. Herzog Karl III. wirkte dann als wichtiger Vermittler der Ewigen Richtung, die die Eidgenossen nach der katastrophalen Niederlage von Marignano 1515 mit Frankreichs König Franz I. 1515 in Genf aushandelten und 1516 in Freiburg feierlich abschlossen. |                                   |

## Der Schützling Bern wird Konkurrent
Als 1517 eine eidgenössische Delegation in diplomatischer Mission Franz I. vom militärischen Eingreifen im von Aufruhr betroffenen Savoyen abbringen konnte, beehrte Herzog Karl II. Bern und Freiburg Ende Jahr mit einer offiziellen Visite, um seine Dankbarkeit persönlich auszudrücken. Auch an seiner Hochzeit mit der portugiesischen Infantin 1521, und bei der Taufe seines ältesten Sohnes, zwei Jahre später, waren offizielle eidgenössische Abordnungen in Chambéry zugegen.
Doch 1528 wendete sich das Blatt, als Adlige aus Savoyen und der Waadt unter Karls Führung den gegen Genf gerichteten Löffelbund gründeten und die Stadt auf alle mögliche Arten beeinträchtigten.
Zwei Jahre zuvor, 1526, hatten sich Bern und Freiburg, im Einverständnis mit Herzog Karl, mit der aufstrebenden Stadt Genf verbündet. Sie verfolgten nun mit grosser Aufmerksamkeit die Aktivitäten und Angriffe des Löffelbundes gegen die Rhonestadt.
Nachdem ihre Versuche, die Angelegenheit friedlich ausgehen zu lassen, fruchtlos blieben, machte sich eine Streitmacht von 7'000 Bernern unter Schultheiss Johann von Erlach, 2'000 Freiburgern angeführt von Ulli Schneuwly, 400 Solothurnern und 18 Artilleriestücken 1530 durch die Waadt auf den Weg nach Genf. Unterwegs wurden etliche Schlösser und Burgen geplündert und zerstört.
Weitere 3'000 Berner Freiwillige stiessen dazu und Lausanne und Morges waren bereits eingenommen, als Karl III. eine Delegation mit einem Waffenstillstandsgesuch nach Bern schickte. Er wurde ihm, auf Fürsprache der zehn anderen Kantone, vom Grossen Rat von Bern zugestanden. Worauf die Delegierten von Zürich, Luzern, Uri, Schwyz, Unterwalden, Zug, Glarus, Basel, Schaffhausen, Appenzell, der Stadt St. Gallen und des Wallis, mit einer Verhandlungsvollmacht von Bern, in St. Julien mit denjenigen des Herzogs Karl III. einen Waffenstillstand mit Bedingungen aushandelten, die dann vertragsgemäss in Payerne von allen beteiligten Parteien ratifiziert wurden.

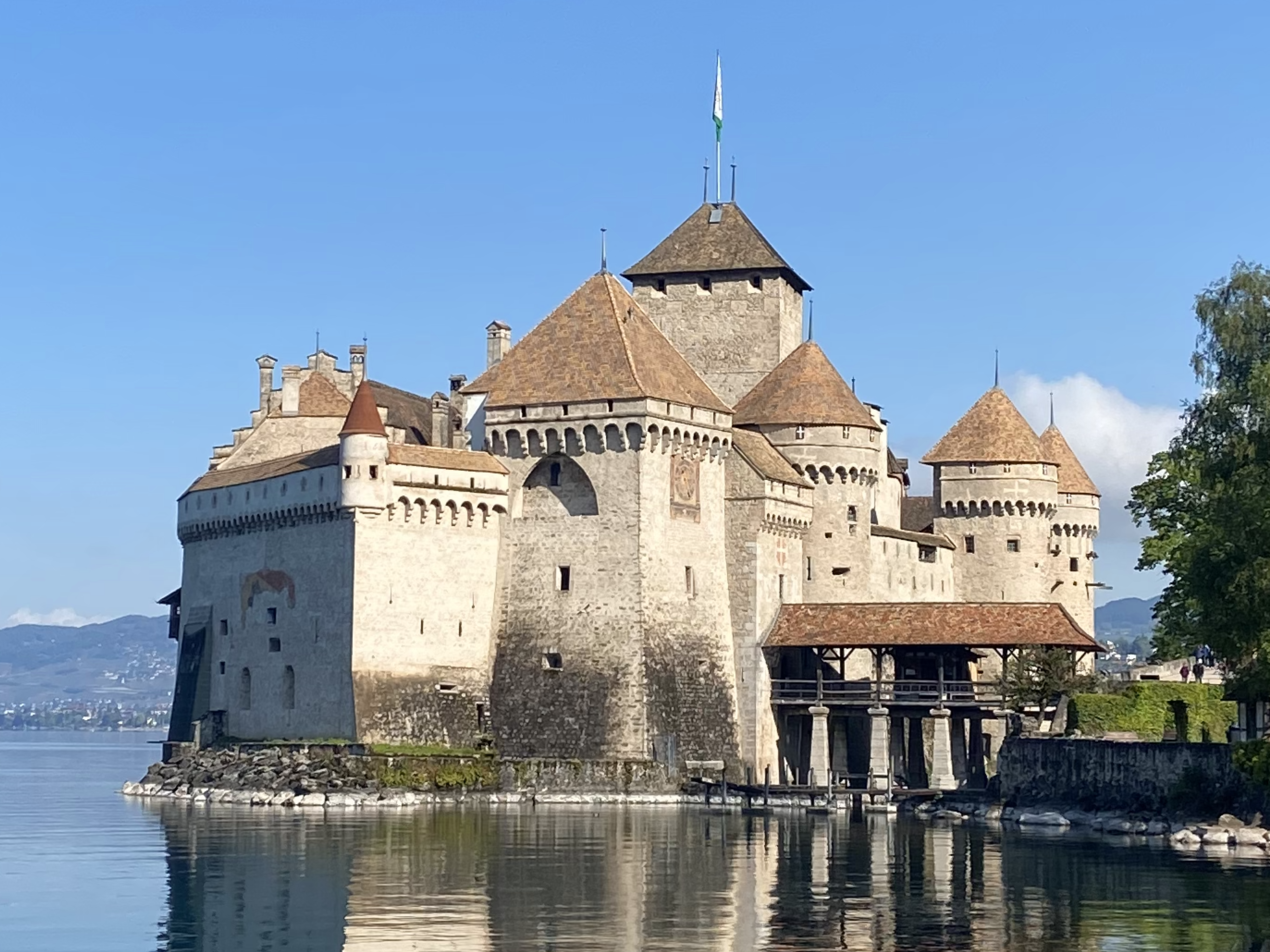
Schloss Chillon heute

Nachdem Genf ab 1533 die Reformation eingeführt und der Bischof von Genf, Jean de La Beaume, seiner Rechte beraubt, 1534 deswegen die Stadt verlassen hatte, glaubte Karl III., umso mehr als Freiburg und das Wallis mit diesem Vorgang nicht einverstanden waren, den Moment zum Handeln als gekommen.
Er überliess dem Bischof Schloss Peney, reaktivierte den Löffelbund, belegte Genf mit einer Blockade und erklärte den Vertrag von St. Julien, wegen Vertragsbruch durch Genf, für sich als nichtig, worauf eine hektische gegenseitige aber ergebnislose Diplomatie einsetzte.
1536 erklärte Bern schliesslich Savoyen den Krieg und der Säckelmeister und spätere Schultheiss von Bern, Hans Franz Nägeli, eroberte mit 7'000 Mann die Waadt, zerstörte die Burgen der Mitglieder des Löffelbundes und befreite den seit 6 Jahren im Kerker von Schloss Chillon gefangenen Genfer Pfarrer, François Bonivard.
Trotz verschiedener Demarchen Frankreichs und sogar von Kaiser Karl V., behauptete Bern, mit dem Hinweis auf Artikel 4 der Vereinbarung von St. Julien von 1530, seine Eroberungen und erneuerte sein Bündnis mit Genf 1558.
Zwei Jahre später, 1560, gelang dem Nachfolger Karls II., Emanuel Philibert, im zweiten Anlauf, mit den katholischen Kantonen Luzern, Uri, Schwyz, Unterwalden, Zug und Solothurn den Vertrag von 1512 zu erneuern. Zürich, Bern, Glarus, Basel, Freiburg, Schaffhausen, Appenzell, Graubünden, das Wallis und Biel verweigerten die Zustimmung.
Als 1563 auch Freiburg und das Wallis den Vertrag mit Savoyen erneuerten, ging eine Abordnung aus Bern, mit den beiden Schultheissen Hans Franz Nägeli und Hans Steiger, ein Jahr später in Lausanne ebenfalls einen modern anmutenden Friedensschluss ein. Dieser wurde von den übrigen eidgenössischen Orten, Spanien und Frankreich, vertreten durch ihre Botschafter in der Eidgenossenschaft, garantiert. Nachdem 1570 endlich auch ein Einvernehmen über des Herzogs Stellung in Genf gefunden war, erneuerte auch Bern den in wenigen Punkten revidierten Freundschaftsvertrag von 1512.
Doch schon sieben Jahre später, 1577, gingen die katholischen Kantone (1581 erneuert, ohne Solothurn) mit Herzog Emanuel Philibert, der so die Glaubensspaltung der Eidgenossen ausnützte, eine Erweiterung dieses Freundschaftsvertrages zu einem «hülflichen und beschirmenden» Bündnis ein. Sie verpflichteten sich zur Stellung von bis zu 12'000 Mann gegen die Zusicherung von savoyischer Unterstützung im Falle eines den Kantonen drohenden Krieges durch Geld oder Büchsenschützen, zu Fuss oder beritten. Die Formulierung, die Genfer so wenig als «andere Untertanen des Herzogs», der ausdrücklich als «Herr zu Genf und Freiherr in der Waadt» bezeichnet wurde, in Schutz und Schirm zu nehmen, bis dessen Ansprüche gütlich oder rechtlich ausgetragen seien, war ein Affront erster Güte gegen Bern!
Dass Emanuel Philibert 1579, im Rahmen dieses Offensiv- und Defensivbündnis und nach dem Vorbild der französischen «Hundertschweizer» (italienisch: Cento Svizzeri della Guardia), «nur» eine knappe Hundertschaft Schweizer Söldner für seine persönliche Leibwache anwarb, beruhigte die Situation in keiner Weise.
Noch im selben Jahr vereinbarten Bern und Solothurn mit Frankreichs Heinrich III, vertreten durch seinen Botschafter in der Eidgenossenschaft, Nicolas de Harlay, sieur de Sancy, ein Schutzbündnis für Genf.
| Jahr | 1577 | 1597 | 1701 | 1774 | 1814 |  | Periode   | 1609–1618 | 1630–1639 | 1644–1650 | 1651–1652 |
| Mann | 73   | 175  | 125  | 112  | 50   |  | Kompanien | 5         | 4         | 4         | 4         |

| Jahr      | Name                    | Herkunft                   |
| 1599–1614 | Heinrich Püntener       | Uri                        |
| 1614–1628 | Johann Joachim Püntener | Sohn des obigen            |
| 1628–1648 | Heinrich Püntener       | jüngerer Bruder des obigen |
| 1648–1665 | Ludwig Amrhyn           | Luzern                     |
| 1665–1671 | Jost Amrhyn             | jüngerer Bruder des obigen |
| 1671–1700 | Johann Anton Schmid     | Uri                        |
| 1700–1709 | Jost Anton Schmid       | zweiter Sohn des obigen    |
| 1709–1730 | Mark Rudolf Kyd         | Schwyz                     |

| Jahr      | Name                          | Herkunft  |
| 1730–1735 | Jodocus Anton Schmid          | Uri       |
| 1735–1740 | Konrad Heinrich Ab Yberg      | Schwyz    |
| 1740–1774 | Franz Joseph Friedrich Kyd    | Schwyz    |
| 1774–1782 | Eugen Alexander von Sury      | Solothurn |
| 1782–1792 | Gregor de Kalbermatten        | Wallis    |
| 1792–1803 | Fidel Uttinger                | Zug       |
| 1814–1829 | Joseph François Marie Belmont | Wallis    |
| 1829–1831 | Gregor de Kalbermatten        | Wallis    |

## Endlich im Geschäft mit den (katholischen) Eidgenossen

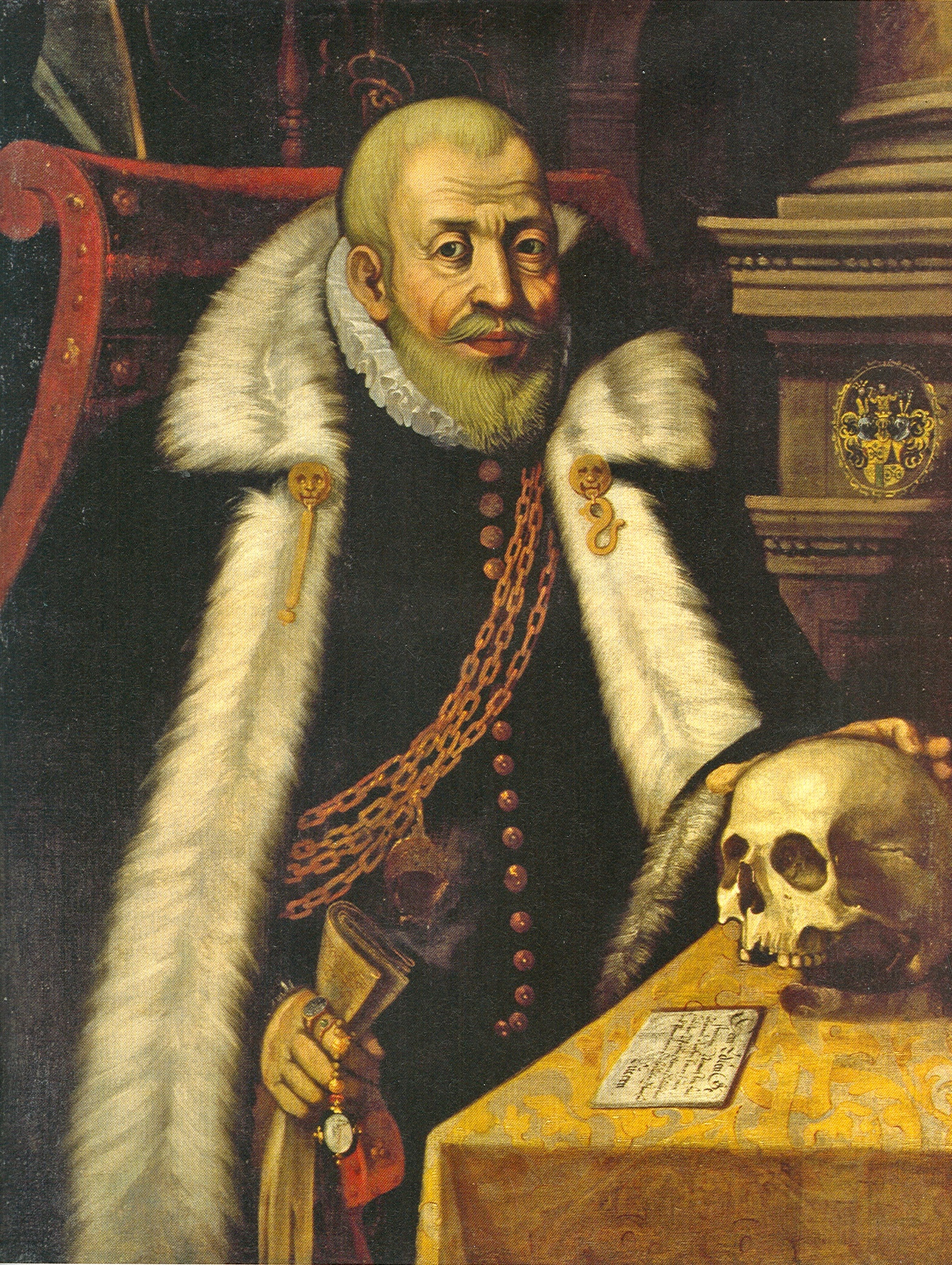
Ludwig Pfyffer von Altishofen

1582 liessen die katholischen Kantone auf Betreiben des Luzerner Schultheissen Ludwig Pfyffer von Altishofen, des sogenannten «Schweizerkönigs» und leidenschaftlichen Hugenotten- und Calvinistenhassers – «die fule Stadt Genf und ihr gottlos Gesind» – die Situation weiter eskalieren.
Sie schlossen 1582 mit dem Nachfolger des Herzogs, seinem Sohn Karl Emanuel I., die erste eidgenössische Kapitulation mit dem Herzogtum Savoyen ab.
Die Stimmung gegen Genf heizten Pfyffer und andere weiter an. Beispielsweise Papst Clemens VIII. mit seiner Aussage über diese Metropole des verhassten Calvinismus: «quel maledetto nido d'heresia» (deutsch: dieses verfluchte Nest der Ungläubigkeit).
Der junge tatkräftige Herzog fühlte sich, angesichts der angeheizten innereidgenössischen Situation, in einer sicheren Position und liess sich, trotz des Freundschaftsvertrages seines Vaters von 1570 mit Bern, noch 1582 die erste Schweizer Truppe in savoyischen Diensten zugehen.
Deren Stationierung im Chablais und im Faucigny, im Grenzraum zu Freiburg und Bern, liess Schlimmes befürchten.
Die Angelegenheit nahm jedoch einen anderen, glücklicheren Ausgang.
Die Vernunft setzte sich dank der Tagsatzung letztlich durch und ein trotz aller religiöser Gegensätze vorhandener eidgenössischer Zusammenhalt verhinderte schliesslich die drohende militärische Konfrontation.
| Bezeichnung, Einsatzdauer         | (10sav) Regiment Lussi 1582 | (10sav) Regiment Lussi 1582 |
| Jahr, Vertragspartner             | 1582, Kapitulation von Herzog Karl Emanuel I. von Savoyen mit den katholischen Kantonen. |                             |
| Bestand, Formation                | 1 Regiment von 1'500 Mann. |                             |
| Herkunft Kader, Truppe            | Aus den katholischen Kantonen Luzern, Uri, Schwyz, Unterwalden und Zug. |                             |
| Besitzer, Kommandant, Namensgeber | Oberst Johann Kaspar Lussi aus Unterwalden. |                             |
| Einsatz, Ereignisse               | Das Regiment wurde von Herzog Karl Emanuel I., durch die Unterstützung von Ludwig Pfyffer gebildet. Pfyffer setzte dadurch die internen Bündnisverträge der Eidgenossen faktisch ausser Kraft. Provokativ stationierte der Herzog das Regiment im Grenzraum zum Gebiet von Freiburg und Bern, im Chablais und im Faucigny. Doch die Reaktion der übrigen eidgenössischen Orte an der Tagsatzung, insbesondere von Zürich, sekundiert vom Gesandten des französischen Königs Heinrich III. in der Schweiz, Henri Clausse, sieur de Fleury, war so heftig, dass die fünf Orte gezwungen waren, das Regiment Lussi sofort wieder zurückzurufen! Trotz der konfliktträchtigen Glaubensspaltung hatte der doch vorhandene Zusammenhalt der Eidgenossen vorerst diese kritische Situation entschärft. |                             |

Der offene Krieg Savoyens mit Genf dauerte, unterbrochen von kurzlebigen Waffenstillständen, aber trotzdem weiter an.
1589 war für Bern, nach mehreren fruchtlosen Deeskalationsversuchen, das Mass voll. Es erklärte Savoyen den Krieg und rückte mit 10'000 Mann geführt von Schultheiss Hans von Wattenwyl zusammen mit den Kriegsräten Ludwig von Erlach, Hans Jakob von Diesbach, Ulrich von Bonstetten und Rudolf Sager, dem Venner Peter von Werth sowie den Vize-Vennern Hans Anton Tillier, Hans Weyermann und Michael Ougsburger in Savoyen ein.
Dieser Kriegszug endete 1589 mit dem Friedensschluss von Nyon, dem sich aber Genf nicht anschloss. 1598 wurde aber auch Genf in Vervins in einen Friedensvertrag eingebunden, dessen offene Punkte 1601, unter der Vermittlung von König Heinrich IV., in Lyon bereinigt wurden.
Inzwischen hatten die Kantone Luzern, Uri, Schwyz und Unterwalden dem Herzog Karl Emanuel I. bereits wieder Schweizer Truppen zugeführt.
| Bezeichnung, Einsatzdauer         | (11sav) Regiment Lussi 1593, 1595, 1597 | (11sav) Regiment Lussi 1593, 1595, 1597 |
| Jahr, Vertragspartner             | 1582, Kapitulation von Herzog Karl Emanuel I. von Savoyen mit den katholischen Kantonen. |                                         |
| Bestand, Formation                | 1 Regiment von 3'000 Mann in 7 Kompanien zu 250 Mann und einer Depotkompanie von 550 Mann. |                                         |
| Herkunft Kader, Truppe            | Aus den 4 katholischen Kantonen Luzern, Uri, Schwyz und Unterwalten. |                                         |
| Besitzer, Kommandant, Namensgeber | Oberst Kaspar Lussi aus Unterwalden. |                                         |
| Einsatz, Ereignisse               | Lussi führte sein Regiment dreimal nach Savoyen zur Verteidigung von wichtigen Positionen des Herzogs. Die Offensivaktionen gegen französische oder Genfer Truppen im Chablais, Faucigny oder in Gex und Umgebung waren ihm aber verboten. |                                         |

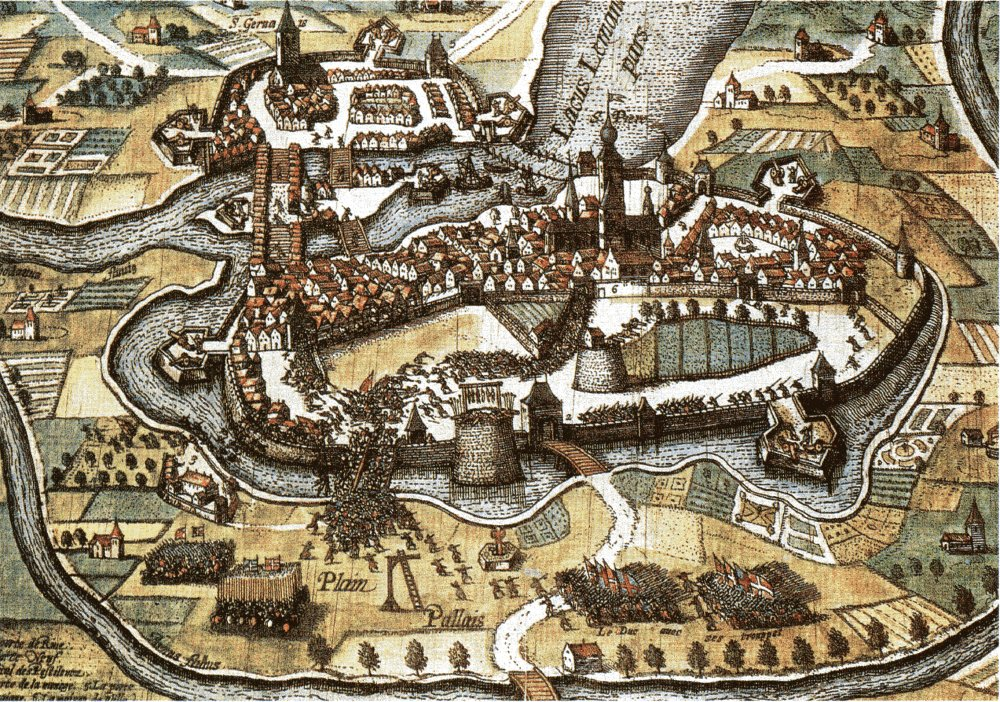
Die Escalade 1602

Die immer noch schwelende innereidgenössische Krise wurde jedoch durch eine unerwartete Wende der Dinge beendet.
1602 missglückte ein überraschender nächtlicher savoyischer Angriff auf Genf – die sogenannte Escalade – vollständig und 1611 versuchte der Herzog einen Angriff auf die Waadt.
Angesichts der entschlossenen versammelten Heeresmacht Berns mit von den übrigen protestantischen Orten zugesagter Unterstützung brach er den Angriff jedoch wieder ab.
Die Feindseligkeiten zwischen den beiden Kontrahenten endeten schliesslich 1617, nachdem Savoyen, nach einer 3-jährigen Auseinandersetzung über Nachfolgeprobleme im Herzogtum Mantua, durch die Armee des spanischen Gouverneurs der Lombardei, Pedro Álvarez de Toledo, unter Druck geraten war.

## Bern wiedergewonnen, die Waadt verloren
Nun akzeptierte Bern schliesslich ebenfalls ein Offensiv- und Defensivbündnis mit Savoyen: mit 22 Artikeln, für die Lebensdauer des Herzogs, seines Nachfolgers und zusätzlich vier Jahre.
Die Verhandlungen von Jakob Vaques, dem Gesandten des englischen Königs Jakob I. in Bern, und später auch Jean Baptiste Gabaléon, Sondergesandter von Herzog Karl Emanuel I., mit den Delegierten des Grossen Rates der Republik und Stadt Bern hatten drei Jahre gedauert. Sie führten aber zur Unabhängigkeit von Genf und zur endgültigen Anerkennung der bernischen Waadt durch den Herzog.
Bern führte dem Herzog, nach reiflicher Überlegung, auf dieser Basis eine Schweizer Truppe zum Kampf gegen die spanischen Aggressoren zu. Die innerschweizerischen Kantone und das Wallis hatten ihm jedoch bereits vorher wieder Truppen genehmigt.
| Bezeichnung, Einsatzdauer         | (12sav) Regiment Stocker 1609–1610                                                                              | (12sav) Regiment Stocker 1609–1610 |
| Jahr, Vertragspartner             | 1582, Kapitulation von Herzog Karl Emanuel I. von Savoyen mit den katholischen Kantonen.                        |                                    |
| Bestand, Formation                | 1 Regiment von 3'000 Mann in 7 Kompanien zu 250 Mann und einer Depotkompanie von 550 Mann.                      |                                    |
| Herkunft Kader, Truppe            | Aus den 5 katholischen Kantonen Luzern, Uri, Schwyz, Unterwalten und Zug.                                       |                                    |
| Besitzer, Kommandant, Namensgeber | Oberst Johann Jakob Stocker aus dem Kanton Zug.                                                                 |                                    |
| Einsatz, Ereignisse               | Beim Einsatz in Oberitalien starb Stocker im malariaverseuchten Vercelli 1610 und das Regiment wurde aufgelöst. |                                    |

| Bezeichnung, Einsatzdauer         | (13sav) Regiment Amrhyn 1616–1618 | (13sav) Regiment Amrhyn 1616–1618 |
| Jahr, Vertragspartner             | 1582, Kapitulation von Herzog Karl Emanuel I. von Savoyen mit den katholischen Kantonen. |                                   |
| Bestand, Formation                | 1 Regiment von 3'000 Mann in 7 Kompanien zu 250 Mann und einer Depotkompanie von 550 Mann. |                                   |
| Herkunft Kader, Truppe            | Aus den 5 katholischen Kantonen Luzern, Uri, Schwyz, Unterwalten und Zug. |                                   |
| Besitzer, Kommandant, Namensgeber | Oberst Walther Amrhyn aus Luzern. |                                   |
| Einsatz, Ereignisse               | Im Einsatz in Oberitalien gegen die spanischen Truppen. Das Regiment bildete unter dem Kommandanten des Garderegiments, Oberst Gaspard de Genevois, Markgraf de Lullin und Baron de la Bastie, mit den Regimentern Kalbermatten und von Erlach ein Korps in den vereinigten Truppen von Frankreich und Savoyen: 8'000 Schweizer unter den beiden französischen Generälen, den Herzögen von Rohan und von Candale, und das savoyische Heer geführt von Graf Guido Biandrate di San Giorgio. Die Kampagne wurde durch den von Kardinal Ludovisi vermittelten Waffenstillstand von Pavia beendet. Das Regiment wurde beim Ende des Krieges anfangs 1618 wieder aufgelöst. |                                   |

| Bezeichnung, Einsatzdauer         | (14sav) Regiment Kalbermatten 1616–1618/1660 | (14sav) Regiment Kalbermatten 1616–1618/1660 |
| Jahr, Vertragspartner             | 1616, Kapitulation von Herzog Karl Emanuel I. von Savoyen mit (Bern und) dem Wallis. |                                              |
| Bestand, Formation                | 1 Regiment von 2'000 Mann in 5 Kompanien zu 300 Mann und einer Depotkompanie von 500 Mann. |                                              |
| Herkunft Kader, Truppe            | Aus dem Wallis. |                                              |
| Besitzer, Kommandant, Namensgeber | Oberst Nikolaus Kalbermatten aus Sion. |                                              |
| Einsatz, Ereignisse               | Im Einsatz in Oberitalien gegen die spanischen Truppen. Das Regiment bildete unter dem Kommandanten des Garderegiments, Oberst Gaspard de Genevois, Markgraf de Lullin und Baron de la Bastie, mit den Regimentern Amrhyn und von Erlach ein Korps in den vereinigten Truppen von Frankreich und Savoyen: 8'000 Schweizer unter den beiden französischen Generälen, den Herzögen von Rohan und von Candale, und das savoyische Heer geführt von Graf Guido Biandrate di San Giorgio. Die Kampagne wurde durch den von Kardinal Ludovisi vermittelten Waffenstillstand von Pavia beendet. Das Regiment wurde beim Ende des Krieges anfangs 1618 auf 2 Kompanien reduziert und 1660 aufgelöst. Aus den Entlassenen bildeten sich 3 Freikompanien (1661 Kalbermatten; 1668 Quartery und Stockalper). |                                              |

| Bezeichnung, Einsatzdauer         | (15sav) Regiment von Erlach 1617–1618 | (15sav) Regiment von Erlach 1617–1618 |
| Jahr, Vertragspartner             | 1617, Kapitulation von Herzog Karl Emanuel I. von Savoyen, vertreten durch seinen Sondergesandten Jean Baptiste Gabaléon, mit Bern. |                                       |
| Bestand, Formation                | 1 Regiment von 3'000 Mann in 6 Kompanien zu 325 Mann und einer Depotkompanie von 400 Mann. |                                       |
| Herkunft Kader, Truppe            | Aus dem Kanton Bern. |                                       |
| Besitzer, Kommandant, Namensgeber | Oberst Anton von Erlach, mit dem Oberstleutnant und Kommandanten der Depotkompanie, Niklaus von Mülinen, sowie den Hauptleuten Rudolf von Erlach, Hans Rudolf von Wattenwyl, Niklaus Diesbach, Hans Rudolf Wagner, Peter Zehender, Jakob von Greyerz und Abraham Jenner. |                                       |
| Einsatz, Ereignisse               | Im Einsatz in Oberitalien, vertragsgemäss auf Kosten Berns, gegen die spanischen Truppen. Das Regiment bildete unter dem Kommandanten des Garderegiments, Oberst Gaspard de Genevois, Markgraf de Lullin und Baron de la Bastie, mit den Regimentern Amrhyn und Kalbermatten ein Korps in den vereinigten Truppen von Frankreich und Savoyen: 8'000 Schweizer unter den beiden französischen Generälen, den Herzögen von Rohan und von Candale, und das savoyische Heer geführt von Graf Guido Biandrate di San Giorgio. Die Kampagne wurde durch den von Kardinal Ludovisi vermittelten Waffenstillstand von Pavia beendet. Das Regiment wurde beim Ende des Krieges, nach besonderen Ehrenbezeigungen durch den Herzog, anfangs 1618 wieder aufgelöst. Am 21. Dezember bedankte sich Herzog Karl Emanuel I. persönlich bei den Offizieren für ihre Dienste, überreichte jedem eine goldene Kette und ein Goldmedaillon mit seinem Konterfei und richtete dem ganzen Regiment einen doppelten Monatssold aus. Das Regiment machte sich anschliessend von Turin über Chambéry, Rumilli, Thonon, quer über den Genfersee und Morges auf den Heimweg nach Bern. |                                       |

| Bezeichnung, Einsatzdauer         | (16sav) Regiment Socin 1625 | (16sav) Regiment Socin 1625 |
| Jahr, Vertragspartner             | k. A. |                             |
| Bestand, Formation                | 1 Regiment. |                             |
| Herkunft Kader, Truppe            | Aus Basel und Bern. |                             |
| Besitzer, Kommandant, Namensgeber | Emanuel Socin aus Basel. |                             |
| Einsatz, Ereignisse               | Ausser dem Eintrag einer Zeile in der Liste der savoyischen und sardinischen Regimenter der Frühen Neuzeit, unter dem Kapitel Schweiz, war keine Quelle über dieses Regiment zu finden. |                             |

| Bezeichnung, Einsatzdauer         | (17sav) Regiment Mageran 1627–1636, 1650–1655 | (17sav) Regiment Mageran 1627–1636, 1650–1655 |
| Jahr, Vertragspartner             | 1626, Michael Mageran mit Herzog Karl Emanuel I. |                                               |
| Bestand, Formation                | 1 Regiment. |                                               |
| Herkunft Kader, Truppe            | Aus dem Wallis. |                                               |
| Besitzer, Kommandant, Namensgeber | Besitzer (und erster Kommandant bis 1629?): Michael Mageran aus Leuk im Wallis, der reichste Walliser seiner Zeit. |                                               |
| Einsatz, Ereignisse               | Über das Regiment ist, ausser einem Eintrag in der Liste der savoyischen und sardinischen Regimenter der Frühen Neuzeit, wenig bekannt. Einige Quellen nennen Namen von Offizieren: - Oberstleutnant: Niklaus Schiner aus Ernen (1637) und Antoine du Fay aus Monthey (1653); - Offizier: Jean Antoine Vantéry aus Treistorrent (1637–1639); - Fähnrich: Jean (de) Monthey (1630); - Feldprediger: Joseph Anton Heimen aus Leuk; - Hauptleute: Johannes Maderan aus Leuk (Bruder), Hans Gabriel Werra aus Visp (1627), Heinrich in Albon aus Visp (1627), Franz Allet aus Leuk, Franz Grölly aus Sion (1650). |                                               |

Herzog Viktor Amadeus I. erneuerte 1637 den Vertrag seines Vaters mit Bern für die Dauer von 20 Jahren mit dem Zusatz, dass bei ausbleibender Kündigung durch einen Vertragspartner bei dessen Ende, er «immerwährend» werde. Er starb noch im selben Jahr.
Nach seinem Tod 1637 kam es zum Familienzwist zwischen seiner Witwe Christina, Schwester des französischen Königs Ludwig XIII., mit den Brüdern ihres verstorbenen Mannes, Kardinal Moritz und Prinz Thomas Franz. Der Streit über die Vormundschaft des minderjährigen Thronfolgers Hyazinth († 1638) und, nach dessen Tod, seines Bruders Karl Emanuel II. eskalierte zum Krieg. Prinz Thomas Franz, der Kommandant der spanischen Truppen in Flandern, belagerte dabei sogar mit 10'000 Mann 1639 Turin, die Residenz Christinas. Sie konnte sich aber mit Hilfe ihres Bruders letztlich durchsetzen. Sie gab die Regentschaft dann auch nicht ab, als Karl Emanuel II. volljährig wurde.
| Bezeichnung, Einsatzdauer         | (18sav) Freikompanie Schumacher nicht regulär 1650–1699 | (18sav) Freikompanie Schumacher nicht regulär 1650–1699 |
| Jahr, Vertragspartner             | 1650, Privatkapitulation. |                                                         |
| Bestand, Formation                | 1 Kompanie von 300 Mann. |                                                         |
| Herkunft Kader, Truppe            | Aus dem aufgelösten Garderegiment. |                                                         |
| Besitzer, Kommandant, Namensgeber | 1650, Hauptmann Jost? Schumacher aus Luzern; 1652, Hauptmann Johann Ludwig Peyer aus Schaffhausen; 1655 Hauptmann Franz Josef Friedrich Kyd aus Schwyz. |                                                         |
| Einsatz, Ereignisse               | Da die Schweizer Truppen nicht offensiv gegen Frankreich eingesetzt werden durften, leisteten sie sehr oft Garnisonsdienste. So auch die Freikompanie Schumacher/Peyer/Kyd. Die Freikompanie wurde 1696 schliesslich in das Regiment Reding eingegliedert. |                                                         |

| Bezeichnung, Einsatzdauer         | (19sav) Freikompanie Platmann nicht regulär 1650–1699 | (19sav) Freikompanie Platmann nicht regulär 1650–1699 |
| Jahr, Vertragspartner             | 1650, Privatkapitulation. |                                                       |
| Bestand, Formation                | 1 Kompanie von 300 Mann. |                                                       |
| Herkunft Kader, Truppe            | Aus dem aufgelösten Garderegiment. |                                                       |
| Besitzer, Kommandant, Namensgeber | 1650, Hauptmann Platmann (Blattmann?); 1655, Hauptmann Müller; 1655 Hauptmann Schmidt. |                                                       |
| Einsatz, Ereignisse               | Da die Schweizer Truppen nicht offensiv gegen Frankreich eingesetzt werden durften, leisteten sie sehr oft Garnisonsdienste. So auch die Freikompanie Platmann/Müller/Schmidt. Die Freikompanie wurde 1696 schliesslich in das Regiment Reding eingegliedert. |                                                       |

| Bezeichnung, Einsatzdauer         | (20sav) Freikompanie Stocker nicht regulär 1650–1699 | (20sav) Freikompanie Stocker nicht regulär 1650–1699 |
| Jahr, Vertragspartner             | 1650, Privatkapitulation. |                                                      |
| Bestand, Formation                | 1 Kompanie von 300 Mann. |                                                      |
| Herkunft Kader, Truppe            | Aus Zug und dem aufgelösten Garderegiment. |                                                      |
| Besitzer, Kommandant, Namensgeber | Franz Friedrich Stocker aus Hirzfelden Kanton Zug; 1693 Franz Joseph Friedrich Stocker (sein Sohn, 1696 Major im Regiment Andorno, 1699–1712 Major in der savoyischen Schweizergarde). |                                                      |
| Einsatz, Ereignisse               | Da die Schweizer Truppen nicht offensiv gegen Frankreich eingesetzt werden durften, leisteten sie sehr oft Garnisonsdienste. So auch die Freikompanie Stocker, in der Zitadelle von Turin. Die Freikompanie Stocker, um deren Hauptmannsstelle für eigene Landsleute sich der Kanton Zug mehrmals heftig bemühte, wurde 1696 schliesslich in das Regiment Reding eingegliedert.sav |                                                      |

| Bezeichnung, Einsatzdauer         | (21sav) Freikompanie Kalbermatten nicht regulär 1661–1695 | (21sav) Freikompanie Kalbermatten nicht regulär 1661–1695 |
| Jahr, Vertragspartner             | 1661, Privatkapitulation. |                                                           |
| Bestand, Formation                | 1 Kompanie von 300 Mann. |                                                           |
| Herkunft Kader, Truppe            | Aus dem aufgelösten Regiment Kalbermatten. |                                                           |
| Besitzer, Kommandant, Namensgeber | 1661, Hauptmann Kalbermatten. |                                                           |
| Einsatz, Ereignisse               | Da die Schweizer Truppen nicht offensiv gegen Frankreich eingesetzt werden durften, leisteten sie sehr oft Garnisonsdienste, beispielsweise in Festungen. So auch diese Freikompanie. Die Freikompanie Kalbermatten wurde 1695 schliesslich in das Regiment Andorno eingegliedert. |                                                           |

| Bezeichnung, Einsatzdauer         | (22sav) Freikompanie Quartery nicht regulär 1668–1695 | (22sav) Freikompanie Quartery nicht regulär 1668–1695 |
| Jahr, Vertragspartner             | 1668, Privatkapitulation. |                                                       |
| Bestand, Formation                | 1 Kompanie von 300 Mann. |                                                       |
| Herkunft Kader, Truppe            | Aus dem aufgelösten Regiment Kalbermatten. |                                                       |
| Besitzer, Kommandant, Namensgeber | 1668, Hauptmann Gaspard Antoine Quartery. |                                                       |
| Einsatz, Ereignisse               | Da die Schweizer Truppen nicht offensiv gegen Frankreich eingesetzt werden durften, leisteten sie sehr oft Garnisonsdienste, beispielsweise in Festungen. So auch diese Freikompanie. Die Freikompanie Quartery wurde 1695 schliesslich in das Regiment Andorno eingegliedert. |                                                       |

| Bezeichnung, Einsatzdauer         | (23sav) Freikompanie Stockalper nicht regulär 1668–1695 | (23sav) Freikompanie Stockalper nicht regulär 1668–1695 |
| Jahr, Vertragspartner             | 1668, Privatkapitulation. |                                                         |
| Bestand, Formation                | 1 Kompanie von 300 Mann. |                                                         |
| Herkunft Kader, Truppe            | Aus dem aufgelösten Garderegiment. |                                                         |
| Besitzer, Kommandant, Namensgeber | 1668 Hauptmann Stockalper; 1675 Hauptmann Berthod. |                                                         |
| Einsatz, Ereignisse               | Da die Schweizer Truppen nicht offensiv gegen Frankreich eingesetzt werden durften, leisteten sie sehr oft Garnisonsdienste, beispielsweise in Festungen. So auch diese Freikompanie. Die Freikompanie Stockalper/Berthod wurde 1695 schliesslich in das Regiment Andorno eingegliedert. |                                                         |

## Verheert von Erbfolgekriegen, wird Savoyen zum Königreich
1684 liess der Herzog Viktor Amadeus II.  durch seinen Sondergesandten Benoit de Cite, Marquis de Greissy und Conte de Pecot, in der Hofkirche in Luzern feierlich den Vertrag mit Luzern, Uri, Schwyz, Unterwalden, Zug und Freiburg erneuern. Diesem schlossen sich, dafür gewonnen vom savoyischen Sondergesandten Octavien de Solara, Graf von Govon, 1686 Solothurn, die katholischen Teile von Glarus und Appenzell, als auch der Fürstabt von St. Gallen mit Delegationen im Dom von Turin bei grossem Pomp an. Kurz darauf brach der Pfälzische Erbfolgekrieg aus.

### Pfälzischer Erbfolgekrieg 1668–1697
Von Frankreichs Ludwig XIV. angezettelt, wurde er vor allem in Deutschland ausgetragen, weitete sich aber in die Niederlande, nach Italien, Spanien, in die Kolonien und in einen Kaperkrieg auf hoher See aus.
Als sich 1690 Herzog Viktor Amadeus II. der antifranzösischen Augsburger Allianz anschloss, brachen die französischen Truppen von Marschall Cantinat in Savoyen ein.
Die savoyische Armee baute ihre Bestände aus, auch mit neuen Schweizer Truppen, teilweise von Englands Wilhelm III. finanziert.
Die savoyische Streitmacht wurden dann 1693 in der Schlacht bei Marsaglia fast aufgerieben und anschliessend zu einem jahrelangen Kleinkrieg, vor allem mit ihren Miliztruppen, gezwungen. Doch der Schachzug Ludwigs XIV., Savoyen einige Festungen zurückzugeben, veranlasste Viktor Amadeus II., auf die profranzösische Seite zu wechseln.
Dies gestattete Frankreich, die in Italien frei gewordenen Truppen in Flandern einzusetzen, was den Friedensschluss in Rijswijk 1797 beschleunigte. Er bestätigte grosso modo die Eroberungen Ludwigs XIV. und band Savoyen wieder an Frankreich.
| Bezeichnung, Einsatzdauer         | (24sav) Bataillon Oberkan 1691–1694 | (24sav) Bataillon Oberkan 1691–1694 |
| Jahr, Vertragspartner             | 1690, Privatkapitulation von Oberst Heinrich Oberkan aus Zürich mit König Wilhelm III. von England, von den eidgenössischen Behörden geduldet. Im 17. Jahrhundert dienten bereits schweizerische Söldner in den Heeren Hollands und Englands. Die Kapitulation der Eidgenossen von 1480 mit Frankreich, und vor allem dessen finanzielle Möglichkeiten, verhinderten jedoch längere Zeit eine offizielle militärische Annäherung zwischen Wilhelm III. und den Eidgenossen. Besonders die protestantischen Kantone verfolgten mit Sorge die Bedrängnis ihrer niederländischen Glaubensgenossen. Es brauchte aber etliche unfreundliche Akte Frankreichs, - z. B. den offensiven Einsatz seiner Schweizer Truppen trotz anders lautender Kapitulationsbestimmungen, - schliesslich die Aufhebung des Ediktes von Nantes 1685 mit der Vertreibung der Hugenotten - und den französischen Überfall 1688 auf die Kurpfalz, bis in der Eidgenossenschaft die Stimmung kippte. Anfänglich wurden inoffiziell Privatkapitulationen, wie die von Oberkan, geduldet, jedoch schon bald mit obrigkeitlicher Bewilligung Schweizer Truppen für andere Staaten im Vertragsverhältnis angeworben. 1690 schlossen die protestantischen Kantone Zürich, Bern, Glarus, Schaffhausen und Appenzell Ausserrhoden sowie die Stadt St. Gallen mit Englands König Wilhelm III. einen Vertrag für zwei Schweizer Regimenter ab, in den die holländischen Generalstaaten ausdrücklich eingeschlossen wurden, dem aber noch keine unmittelbare englische Werbung folgte. |                                     |
| Bestand, Formation                | 1 Bataillon von 800 Mann in 4 Kompanien zu 200 Mann. |                                     |
| Herkunft Kader, Truppe            | Zwei Quellen erwähnen im Jahr 1690–1691 ein kurzlebiges «religiöses» Regiment «di Svizzeri» (deutsch: aus Schweizern bestehend) in savoyischen Diensten. War es der Grundstock für das Bataillon Oberkan? |                                     |
| Besitzer, Kommandant, Namensgeber | Oberst Heinrich Oberkan aus Zürich. Er hatte den französischen Dienst quittiert und in England angeworben. |                                     |
| Einsatz, Ereignisse               | Das Bataillon in englischem Sold wurde dem Herzog Viktor Amadeus II. von Savoyen zur Verfügung gestellt. Es kämpfte im Pfälzischen Erbfolgekrieg im Piemont. Beim Tod von Oberst Oberkan 1664 ging sein Bataillon im Regiment Sacconay auf. |                                     |

| Bezeichnung, Einsatzdauer         | (25sav) Regiment Sacconay 1694–1706/1714 | (25sav) Regiment Sacconay 1694–1706/1714                                                                                  |
| Jahr, Vertragspartner             | 1694, Kapitulation von Oberst Jean de Sacconay aus Lausanne mit Wilhelm III., von den eidgenössischen Behörden anerkannt. | 1694, Kapitulation von Oberst Jean de Sacconay aus Lausanne mit Wilhelm III., von den eidgenössischen Behörden anerkannt. |
| Bestand, Formation                | 1 Regiment von 1'600 Mann. | 1 Regiment von 1'600 Mann.                                                                                                |
| Herkunft Kader, Truppe            | Viele Offiziere stammten aus der Waadt und dem Freistaat Graubünden, die Mannschaft aus Bern, Waadt, Basel, Graubünden und Zürich. Je eine Kompanie war im Besitz der Brüder Caspar und Salomon Hirzel aus Zürich. | |
| Besitzer, Kommandant, Namensgeber | Oberst Jean de Sacconay aus Lausanne. Er hatte den französischen Dienst quittiert und in Holland angeworben, wo ihn Wilhelm mit der Werbung beauftragte; 1707 Oberst Antoine de Mestral aus der Waadt. | |
| Einsatz, Ereignisse               | Das Bataillon Oberkan wurde, nach dessen Tod 1694, in englischem Sold mit einem weiteren Bataillon zum Regiment ausgebaut und dem Herzog Viktor Amadeus II. von Savoyen zur Verfügung gestellt. Es kämpfte im Pfälzischen Erbfolgekrieg im Piemont. Zwei Jahre später, 1696, wechselte das Regiment in holländischen Dienst. Dort wurde es 1714 aufgelöst und seine Einheiten auf die übrigen Schweizer Regimenter und das von Albemarle verteilt. | |

| Bezeichnung, Einsatzdauer         | (26sav) Regiment Andorno 1693–1698 | (26sav) Regiment Andorno 1693–1698 |
| Jahr, Vertragspartner             | k. A. |                                    |
| Bestand, Formation                | 1 Regiment bestehend aus 2 Kompanien, im folgenden Jahr auf 3 Kompanien, 1695 auf 2 Bataillone erhöht und 1796 wieder auf 1 Bataillon mit 7 Kompanien zurückgebaut. |                                    |
| Herkunft Kader, Truppe            | Deserteure aus französischem Dienst und aus den Schweizer Freikompanien Kalbermatten, Quartery und Berthod. |                                    |
| Besitzer, Kommandant, Namensgeber | Bihron di Parella, Sohn des Markgrafen von Andorno, Carlo Emilio San Martino di Parella. |                                    |
| Einsatz, Ereignisse               | Das Andorno-Tal liegt an der Grenze zu Savoyen im Nordwesten des Piemonts. Es wurde Anfang des 17. Jahrhunderts von Herzog Karl Emanuel I. für seinen illegitimen Sohn, Emanuel Philibert, zu einer Markgrafschaft erhoben und gelangte 1674 an die Grafen von San Martino di Parella. Vom Eintrag in der Liste der savoyischen und sardinischen Regimenter der Frühen Neuzeit wissen wir von seiner Existenz als Schweizer Truppe, aber nichts über seine Herkunft und Einsätze. Eine andere Quelle verrät uns einige abenteuerliche Einzelheiten. Bihron di Parella, der Sohn des Grafen und Feldmarschalls des Herzogs von Savoyen, Carlo Emilio San Martino di Parella, soll 1693, auch mit zwielichtigen Zeitgenossen, ein Regiment gebildet haben. Das Geld dazu borgte der ansehnliche junge Mann als Liebhaber von einer adligen Dame schon reiferen Alters. Er brach die Affäre sofort ab, als das Regiment komplett war und blieb das Geld der geprellten Dame schuldig. Später beklagte sich der Stadtrat von Aosta (wo das Regiment wohl stationiert war) beim Herzog, dass die Colonelle des Regiments (die dem Obersten gehörende erste Kompanie) in nur zehn Tagen zwei Bürger getötet, zwei Raubüberfälle begangen und eine Brücke in Brand gesteckt habe. Die Bauern auf den Feldern und ihre Frauen seien vor ihnen nicht mehr sicher. Die Offiziere griffen nicht ein und wären durch Zechprellerei aufgefallen. Er befürchte aus den Reden der Soldaten sehr, dass die Truppe, im Falle eines Angriffs der Franzosen, sie nicht verteidigen, sondern sogar die Waffen gegen sie selber richten würde. Eine ziemlich wilde Soldateska also. Jedenfalls wurde das Regiment, als «nicht vertragskonform», 1698 aufgelöst und einige seiner Kompanien in das Regiment Reding eingegliedert. |                                    |

| Bezeichnung, Einsatzdauer         | (27sav) Bataillon Reding 1694–1704 | (27sav) Bataillon Reding 1694–1704 |
| Jahr, Vertragspartner             | 1684, Kapitulation von Herzog Viktor Amadeus II. von Savoyen mit den katholischen Kantonen Luzern, Uri, Schwyz, Unterwalden, Zug und Freiburg. |                                    |
| Bestand, Formation                | 1 Bataillon von 800 Mann. |                                    |
| Herkunft Kader, Truppe            | Aus der katholischen Innerschweiz. |                                    |
| Besitzer, Kommandant, Namensgeber | Oberst Hans Franz Reding von Biberegg aus Schwyz. |                                    |
| Einsatz, Ereignisse               | Das Bataillon wurde 1704 bei der Verteidigung des Fort Bard im Aostatal überrannt, gefangen genommen und nach einem Gefangenenaustausch ins Regiment «La Reyne» eingegliedert. Die Eroberung der Festung von Bard ermöglichte den französischen Truppen den raschen Vorstoss ins Piemont. Reding selber hatte das Bataillon während der Belagerung aus eigenen Mitteln erhalten und wechselte persönlich enttäuscht, vom Herzog durch Nichtbezahlung wegen Aufgabe des Fort Bard «bestraft», in französischen Dienst. |                                    |

| Bezeichnung, Einsatzdauer         | (28sav) Regiment Reding, 1743 Walliser Regiment, 1774 Walliser Brigade 1699–1798 | (28sav) Regiment Reding, 1743 Walliser Regiment, 1774 Walliser Brigade 1699–1798 |           |        |        |       |      |           |
| Jahr, Vertragspartner             | 1684, Kapitulation von Herzog Viktor Amadeus II. von Savoyen, mit den katholischen Kantonen (1706, 1709, 1731, 1741, 1748, 1759 (vom König auf 1706 vordatiert) und 1786 erneuert). Zum ersten Mal war diese Kapitulation ohne Restriktionen, die Truppe durfte nun auch offensiv und auf Schiffen eingesetzt werden. |                                                                                  |           |        |        |       |      |           |
| Bestand, Formation                | 1699, 1 Regiment von 2'400 Mann in 3 Bataillonen von 800 Mann mit je 4 Kompanien zu 200 Mann; 1704, reduziert auf 1 Kompanie (im Korps mit 1 Kompanie des deutschen Regiments Schulenburg); 1706, erneut 1 Bataillon; 1709, erhöht auf 9 Kompanien; 1711, 1 Regiment mit 10 Kompanien in 3 Bataillonen; 1716, 1 Regiment mit 4 Bataillonen, davon 2 auf Sizilien; 1724, 1 Regiment mit 2 Bataillonen mit je 5 Kompanien; 1728, 1 Regiment mit 16 Kompanien in 3 Bataillonen; 1737, 1 Regiment mit 3 Bataillonen von je 3 Kompanien, nach der Aufnahme von 3 Walliser Freikompanien, die, 1733 gebildet, seither in Sardinien stationiert gewesen waren; 1741, 1 Regiment mit 4 Bataillonen; 1748, 1 Regiment mit 3 Bataillonen von je 4 Kompanien; 1774, auf 1 Bataillon reduziert; 1786, 1 Regiment mit 2 Bataillonen von je 5 Kompanien; 1786, 1 Regiment von 12 Kompanien in 2 Bataillonen; 1788, 1 Regiment mit 3 Bataillonen von je 4 Kompanien; 1791, Sollbestand von 1'249 Mann, Organisation analog Regiment Schmid (unten). \| Uniform 1744[57]: \| \| \| \| \| \| \| \| \| \| \| \| \| \| \| \| \| \| \| \| Rock \| Kragen \| Brustklappen \| Umschläge \| Futter \| Knöpfe \| Weste \| Hose \| Halsbinde \| \| \| \| \| \| \| \| \| \| \| \| Uniform 1791[29]: \| \| \| \| \| \| \| \| \| |                                                                                  |           |        |        |       |      |           |
| Herkunft Kader, Truppe            | Aus den Freikompanien KydSchumacher, SchmidPlatmann, Stocker, dem aufgelösten Regiment Andorno, der katholischen Innerschweiz und Graubünden. |                                                                                  |           |        |        |       |      |           |
| Besitzer, Kommandant, Namensgeber | - 1699, (1669 Besitzer) Oberst Josef Anton Reding aus Schwyz; 1706, Oberst Franz Josef Friedrich Kyd; - 1709, (1709 Besitzer) Oberst Karl Hackbrett; 1731, Oberst Jean-Simon de Belmont; - 1731, (1731 Besitzer) Oberst Johannes Rietmann; - 1744, (1744 Besitzer) Oberst Bruno von Kalbermatten; - 1762, (1762 Besitzer) Oberst Melchior-François Soutter; - 1768, (1774 Besitzer) Oberst Gregor von Kalbermatten; - 1774, (1782 Besitzer) Oberst Louis-Eugène de Courten; 1782, Oberst Josef Franz Ab Yberg; 1793, Oberst Franz Anton Bühler; - 1795, (1795 Besitzer) Oberst Anton Prosper von Streng; - 1798, (1798 Besitzer) Oberst Joseph-François-Martin de Belmont. |                                                                                  |           |        |        |       |      |           |
| Einsatz, Ereignisse               | Das Regiment wurde für den Spanischen Erbfolgekrieg ausgehoben: - 1704 bei der Verteidigung von Ivrea geriet das Regiment in französische Gefangenschaft. Mit Regimentsangehörigen, denen die Flucht gelang, konnte mit Schweizer Söldnern des gemischten Regiments Aygoin, das zeitgleich aufgehoben wurde, wenigstens eine Kompanie gebildet werden. Sie formierte sich vorübergehend mit einer Kompanie aus dem deutschen Regiment Schulenburg zu einem Korps. - 1706, nach der monatelangen Belagerung und der Schlacht von Turin, baute Oberst Kyd offenbar aus dem Regiment «La Reyne» und den Resten der übrigen Schweizer Truppen das Regiment Reding (vorteilhaftere Anciennität als «La Reyne» für die Offiziere?!) wieder auf, vorerst aus einem Bataillon bestehend; - 1708 war Kyd damit im Piemont (Perosa) und in Sizilien (Messina) im Einsatz gegen die franco-spanischen Alliierten; - 1716, nach dem Frieden von Utrecht operierte Hackbrett bereits mit je zwei Bataillonen im Piemont und in Sizilien gegen Spanien, um nach Kriegsende wieder auf 2 Bataillone reduziert zu werden. Auch im Polnisch-Österreichischen Erbfolgekrieg kam das Regiment wieder zum Einsatz: - 1733 war es in den Laufgräben an der erfolgreichen Belagerung der habsburgischen Festung Pizzighettone durch die franco-savoyischen Truppen beteiligt, die die kaiserlichen Truppen zum Rückzug nach Mantua zwang; - 1734 nahm das Regiment an den Belagerungen von Novara und Tortona teil und es befanden sich in der Schlacht bei Parma unter französischem Kommando in der 4., der piemontesischen, hinter 3 französischen Linien zwei Bataillone von Rietmann in der Schlachtordnung. Auch in Guastalla, wo König Karl Emanuel III., vom österreichischen Angriff im Nachthemd überrascht, zuerst Reissaus nehmen musste, stellte das Regiment RietmannReding seinen Mann; - 1735 kämpfte Rietmann mit der piemontesischen Armee östlich vom Gardasees und bezog mit ihr das Winterquartier in der Gegend von Cremona und Brescia. Im selben Jahr wurde Rietmann zum Gouverneur von Como ernannt, wo sein Regiment in Garnison gelegt wurde. Im Österreichischen Erbfolgekrieg gegen Frankreich und Spanien hatte zu Beginn Rietmann das Kommando: - 1742 verliess er die Zitadelle von Turin, um mit dem 1. und 2. Bataillon an der Kampagne in der Po-Ebene zu kämpfen. Das 3. Bataillon in der Festung Fenestrelle und das 4. Bataillon in Cuneo hingegen, waren in Savoyen in Abwehrkämpfe gegen die spanischen Invasoren verwickelt, die sich über den kalten Winter hinzogen; - 1743 bei den Kämpfen bei Chateau Dauphin zusammen mit dem 2. Bataillon, verzeichnete das 1. Bataillon erhebliche Verluste. Das Regiment gehörte auch zu den erfolgreichen Verteidigern der Stellungen in Pietralunga. Die franco-spanischen Truppen wurden zurückgeworfen und beim Rückzug zusammen mit zwei anderen Schweizer Regimentern (de DiesbachRoguin und Guibert) verfolgt und weiter dezimiert. - 1744 erlitt es grosse Verluste durch Gefallene, Deserteure und Gefangene gegen die Armee des spanischen Infanten Philipp bei der verlustreichen Verteidigung der piemontesischen Befestigungen bei Villefranche-sur-Mer und der Festung Mont Alban zusammen mit den Regimentern Keller und RoyRoguin sowie weiteren Truppen. Mitte Jahr musste es sich mit denselben Schweizer Regimentern aus den im Vorjahr behaupteten Stellungen in Pietralunga zurückziehen und mit dem neuen Kommandanten Kalbermatten gehörte es zu den piemontesischen Truppen, die die Stellung am Monte Cavallo (bei Casteldelfino) dem Feind überlassen mussten. Im Herbst befanden sich das 1. und 2. Bataillon unter den Verteidigern von Cuneo und die beiden anderen in der zweiten Linie des rechten Flügels im Entsatzkorps unter der persönlichen Führung des Königs Karl Emanuel III., das in der Schlacht bei Madonna del Olmo den Franzosen unterlag; - 1745 gehörte es zu den Verlierern der Schlachten von Moncastel und in Bassignano, wo es das Regiment Guibert durch einen Gegenangriff von hinten aus einer Umzingelung befreite; - 1746 kämpfte das Regiment zusammen mit den Regimentern Guibert und 2 Bataillonen von RoyRoguin im Korps von General Leutrum bei der Eroberung von Asti (mit 9 französischen Bataillonen und einem General-Leutnant als Gefangene) und Tortona, sowie beim Entsatz der belagerten Zitadelle von Alexandria; - 1746 nahm 1 Bataillon im Herbst bis zum nächsten Frühjahr an der Kampagne in die Provence teil, während 2 Bataillone im Susatal in den Feldbefestigungen auf den Höhen des Monte Assietta eingesetzt wurden; - 1747 leisteten diese beiden Bataillone 2 und 3 einen entscheidenden Beitrag zum Sieg auf dem Assietta-Pass auf 2'500 m ü/M; - Das Regiment KalbermattenReding war die beste Kampfeinheit der savoyischen Armee in diesem Krieg; - 1774, nach mehreren Bestandesreduktionen nach Kriegsende, wurde es bei der allgemeinen Neuorganisation des sardinisch-piemontesischen Heeres auf ein Bataillon zurückgestuft. Im Ersten Koalitionskrieg, mit Savoyen in der antifranzösischen Koalition, von 1792–1796 gegen Frankreich und ab 1796 gegen die österreichisch-russische Allianz, war das Regiment wieder auf drei Bataillone mit je 4 Kompanien zu 175 Mann aufgerüstet: - 1792, nachdem die französischen Revolutionstruppen allzu leicht Nizza überrannt hatten, plante das Direktorium in Paris eine Doppelaktion gegen das konterrevolutionäre Königreich Sardinien-Piemont: im Norden über die Alpen in das Piemont und im Süden die Invasion von Sardinien. Dabei waren an der Südgrenze zu Frankreich westlich von Nizza nur schwache savoyische Truppen, darunter Regiment de CourtenReding, von Oberstleutnant von Streng kommandiert. Sie konnten die Pässe trotz nachhaltiger Gegenwehr nicht halten und den Vorstoss von Massénas zahlenmässig überlegenen Truppen nach Sospel nicht verhindern. Eine erfolgreiche Gegenattacke auf den Col de Braus konnte, wegen kräftemässiger Unterlegenheit, nicht ausgenutzt werden; - 1793, im Frühjahr, war das Walliser Regiment de CourtenReding mit einem Bataillon in Sassari und davon einem Detachement in Maddalena im Norden, dem zweiten Bataillon in Cagliari im Süden stationiert, mit den einheimischen Milizen an der Verteidigung der Insel an vorderster Front beteiligt. Der französische Invasionsversuch bei Cagliari mit dem ausgedehnten Bombardement der Stadt durch eine französische Flottille und anschliessend einer marineinfanteristischen Landeoperation endete, auch dank eines gewaltigen Mistral-Sturms mit nachfolgend heftigen Regenfällen, im Desaster für die Franzosen. Der Angriff auf Maddalena im Norden, trotz des Artillerieeinsatzes eines gewissen Oberstleutnant Napoleone Buonaparte(!), ging unter ähnlichen Umständen ebenfalls komplett schief. Napoleon selber entging der Gefangennahme nur knapp. Gegen Ende Jahr hatte Napoleon mehr Glück in Toulon, als seine taktischen Massnahmen die französische Rückeroberung der Hugenottenhochburg ermöglichte. Unter den alliierten Unterstützungstruppen, die dabei die Stadt räumen mussten, befand sich auch das Regiment von StrengReding. Es wurde, wie die anderen Schweizer Regimenter in savoyischen Diensten, 1798 dem französischen Oberkommando in Italien unterstellt und landete schliesslich in der 1. Helvetischen Legion in Italien in französischen Diensten. |                                                                                  |           |        |        |       |      |           |
| Uniform 1744:                     | |                                                                                  |           |        |        |       |      |           |
|                                   | |                                                                                  |           |        |        |       |      |           |
| Rock                              | Kragen | Brustklappen                                                                     | Umschläge | Futter | Knöpfe | Weste | Hose | Halsbinde |
|                                   | |                                                                                  |           |        |        |       |      |           |
| Uniform 1791:                     | |                                                                                  |           |        |        |       |      |           |

### Spanischer Erbfolgekrieg 1701–1714
Savoyen wurde einer der am härtesten mitgenommenen Schauplätze des Spanischen Erbfolgekrieges, nachdem Herzog Viktor Amadeus II. 1703 von der pro- zur antifranzösischen Koalition gewechselt hatte.
Gleichzeitig lieferte Savoyen mit Prinz Eugen seinen Verbündeten Österreich, England und Holland den überragendsten Feldherrn seiner Zeit.
Das Herzogtum versuchte, nachdem das Regiment Sacconay 1696 in den holländischen Dienst ausgeschieden war, seine Streitkräfte zusätzlich zur Schweizergarde sowie dem Bataillon und dem Regiment Reding mit weiteren Schweizer Truppen zu verstärken. Was kurzfristig nur teilweise gelang.
Die französische Armee rückte schneller vor, als die Bildung einiger angeworbener Truppen dauerte. Die einrückenden Truppenteile wurden teilweise in Vercelli abgefangen. Wer durchkam, war rasch verbraucht. Nicht alle Regimenter schafften es auf Kampfstärke.
| Bezeichnung, Einsatzdauer         | (29sav)Regiment «La Reyne» 1704–1706 | (29sav)Regiment «La Reyne» 1704–1706 |
| Jahr, Vertragspartner             | k. A.; 1704, Privatkapitulation von Oberstleutnant Vinzenz Tscharner mit der englischen Königin Anne? |                                      |
| Bestand, Formation                | 1 Regiment mit 2 Bataillonen. |                                      |
| Herkunft Kader, Truppe            | Berner und aus dem Gefangenenaustausch des Bataillons Reding. |                                      |
| Besitzer, Kommandant, Namensgeber | Die englische Königin Anne, die das Regiment finanzierte und Savoyen zur Verfügung stellte. - 1704, Oberstleutnant Vinzenz Tscharner aus Bern und, Kommandant an seiner Stelle der «Colonella» (1. Kompanie im 1. Bataillon und im Besitz des Obersten), Kapitänleutnant Johannes Rietmann; - 1706, Oberst Franz Josef Friedrich Kyd? |                                      |
| Einsatz, Ereignisse               | Die Truppe ist auf einer savoyischen Truppenliste aufgeführt. Eine Quelle berichtet über den Einsatz des Regiments «La Reyne»: - 1704: Garnisonsdienst in der Festung «La Verrua» in Turin; - 1705: beteiligt an der Verteidigung des belagerten Nizza; - 1706: offenbar baute Oberst Kyd nach der monatelangen Belagerung und der Schlacht von Turin aus dem Regiment «La Reyne» und den Resten der übrigen Schweizer Truppen das Regiment Reding (bessere Anciennität als «La Reyne»?) wieder auf. So wurde beispielsweise Johannes Rietmann sieben Jahre danach im Regiment Hackbrett zum Major befördert. Fortsetzung siehe deshalb bei Regiment Reding. |                                      |

| Bezeichnung, Einsatzdauer         | (30sav)Regiment Alt 1704–1706 | (30sav)Regiment Alt 1704–1706 |
| Jahr, Vertragspartner             | k. A. |                               |
| Bestand, Formation                | 1 Bataillon. |                               |
| Herkunft Kader, Truppe            | Katholische Freiburger. |                               |
| Besitzer, Kommandant, Namensgeber | 1703, Oberst Jean-Jacques-Joseph d'Alt de Tieffenthal; 1704, Oberst Joseph Protais d'Alt de Tieffenthal.                                                                                         |                               |
| Einsatz, Ereignisse               | Die Truppe wurde nach Einsätzen bei der Belagerung der Festung von Turin, entgegen ihrer Kapitulation und trotz der Proteste der Freiburger Regierung, in das Regiment KydtReding eingegliedert. |                               |

| Bezeichnung, Einsatzdauer         | (31sav)Kompanie Théodore Marquis 1704–1705 | (31sav)Kompanie Théodore Marquis 1704–1705 |
| Jahr, Vertragspartner             | k. A. |                                            |
| Bestand, Formation                | 1 Kompanie von 200 Mann. |                                            |
| Herkunft Kader, Truppe            | Walliser. |                                            |
| Besitzer, Kommandant, Namensgeber | Théodore Marquis. |                                            |
| Einsatz, Ereignisse               | Die Truppe ist auf einer savoyischen Truppenliste aufgeführt, es waren jedoch keine Quellen über den Einsatz der Kompanie Théodore Marquis verfügbar. Sie scheint 1705 aufgehoben worden zu sein. |                                            |

| Bezeichnung, Einsatzdauer         | (0-1sav)Regiment Schmid, Regiment Lombach, Regiment Frid 1704–1705 | (0-1sav)Regiment Schmid, Regiment Lombach, Regiment Frid 1704–1705 |
| Jahr, Vertragspartner             | Bündnisvertrag 1684 mit den katholischen Kantonen, 1637 mit Bern. |                                                                    |
| Bestand, Formation                | Je 1 Regiment. |                                                                    |
| Herkunft Kader, Truppe            | Schweizer und «Deutsche». Auch französische Deserteure und Hugenotten? |                                                                    |
| Besitzer, Kommandant, Namensgeber | Die Obersten: - 1704, Anton Lombach aus Bern; - 1704, Jost Anton Schmid aus Uri; - 1704, Johann Heinrich Fridt. |                                                                    |
| Einsatz, Ereignisse               | Die Regimenter Lombach und Schmid befanden sich 1704, wie die Regimenter Alt und La Reyne, in Vercelli erst in Formierung, als sie vom französischen Durchbruch bei Bard überrascht und wahrscheinlich praktisch eliminiert wurden. Ihre Namen tauchen auf einer savoyischen Truppenliste auf, sonst sind aber keine Quellen über sie verfügbar. Es scheint, dass sie nicht zustande kamen oder aufgelöst, bzw. ihre Reste von Oberst Kyd ins Regiment Reding eingegliedert wurden. Zum Regiment Fridt zitiert eine Quelle aus dem Staatsarchiv in Turin: „Memoria della Capitulazione accordata da S. A. R. al Sig.r Frid per la levata di un Reggimento Suizzero, ed Allemano composto di uno, o di due Battaglioni. 4. 8.bre 1703. (in deutscher Übersetzung: Memorandum für eine Kapitulation S.A.R. (deutsch: Seine Königliche Hoheit, in diesem Falle Viktor Amadeus II.) an Herrn Frid (Johann Heinrich Fridt?) zur Werbung eines Schweizer oder Deutschen Regimentes, bestehend aus einem oder zwei Bataillonen, vom 4. Oktober 1703.“ Offenbar ist aber nicht klar, ob es sich überhaupt um eine schweizerische oder vielmehr um eine deutsche, bestenfalls aus beiden Ländern gemischte Truppe handelt. Auch von ihr waren keine Informationen über den Einsatz zu finden. |                                                                    |

Als strategische Schlüsselposition der Kämpfe auf italienischem Boden erwies sich schliesslich die letzte Zuflucht von Viktor Amadeus II., die Zitadelle von Turin. Sie konnte auch in der entscheidenden und grössten Schlacht des Krieges 1706 von Frankreich nicht erobert werden. Es musste sogar seine praktisch vernichteten Truppen, darunter die spanischen Schweizer Regimenter Capol, Betschart und Amrhyn, aus Italien zurückziehen.
Die anschliessenden Friedensschlüsse von Utrecht 1713 sowie Rastatt und Baden 1714 sprachen Savoyen jedoch das Königreich Sizilien zu und brachten Viktor Amadeus II. die Königswürde!
Trotz siegreicher Kämpfe konnte Prinz Eugen die Übernahme des spanischen Thrones durch die Bourbonen nicht verhindern. Spanien musste jedoch Gebiete an die österreichischen Habsburger abgeben. Sie erhielten die Spanische Niederlande, das Herzogtum Mailand, das Königreich Neapel und das Königreich Sardinien.
1730 tauschten Habsburg und Savoyen, nach schweren Kämpfen auf der Mittelmeerinsel, Sizilien gegen Sardinien. Das Haus Savoyen nannte sich nun Königreich Sardinien-Piemont.

### Polnisch-Österreichischer Erbfolgekrieg 1733–1738
Karl Emanuel III., seit 1730 König von Sardinien-Piemont, auf der französischen Seite und mit begehrlichem Blick auf die österreichischen Besitzungen in Italien, verstärkte seine Streitkräfte für den Polnisch-Österreichischen Erbfolgekrieg, indem er den Bestand des vorhandenen Regiments RietmannReding erhöhte und weitere fünf Schweizer Regimenter einstellte.
| Bezeichnung, Einsatzdauer         | (32sav) Regiment du Pâquier 1733–1737 | (32sav) Regiment du Pâquier 1733–1737 |
| Jahr, Vertragspartner             | 1733, Privatkapitulation von Jean Jacques du Pâquier aus Neuenburg mit Herzog Karl Emanuel III. von Savoyen. |                                       |
| Bestand, Formation                | 1 Regiment von 1'200 Mann in 2 Bataillonen von je 4 Kompanien mit 150 Mann. |                                       |
| Herkunft Kader, Truppe            | Aus Neuenburg. |                                       |
| Besitzer, Kommandant, Namensgeber | Oberst Jean Jacques du Pâquier aus Neuenburg. |                                       |
| Einsatz, Ereignisse               | Das Regiment schaffte es nie auf den Sollbestand und war materiell und personell schlecht ausgestattet. Es erscheint nicht in den Schlachtordnungen der Kampagnen der Jahre 1734 und 1735 und wurde 1737 aufgelöst. |                                       |

| Bezeichnung, Einsatzdauer         | (33sav) Regiment Kyd 1733–1737 | (33sav) Regiment Kyd 1733–1737 |
| Jahr, Vertragspartner             | 1733, Kapitulation von König Karl Emanuel III. von Savoyen mit Schwyz. |                                |
| Bestand, Formation                | 1 Regiment von 1'200 Mann in 2 Bataillonen von je 4 Kompanien mit 150 Mann. |                                |
| Herkunft Kader, Truppe            | Aus der katholischen Innerschweiz. |                                |
| Besitzer, Kommandant, Namensgeber | Franz Friedrich Kyd aus Schwyz; 1736 Franz Joseph Friedrich Kyd, sein Sohn. |                                |
| Einsatz, Ereignisse               | Das Regiment hatte grosse Rekrutierungsschwierigkeiten. Selbst als es auf der Insel Sardinien stationiert wurde, wo die Bedingungen ausgezeichnet waren, kam es nie auf den Vollbestand. Im Gegenteil, als es aufs Festland verlegt wurde, verlor es sogar grosse Teile durch Desertion. Es erscheint auch nicht in den Schlachtordnungen der Kampagnen 1834 und 1835. Oberst Kyd suchte um Annullation seiner Kapitulation nach, was ihm 1737 gewährt wurde. Er marschierte mit dem Rest des Regiments durch das Aostatal in die Schweiz zurück. |                                |

| Bezeichnung, Einsatzdauer         | (34sav) Regiment Guibert 1733–1774 | (34sav) Regiment Guibert 1733–1774 |           |        |        |       |      |           |
| Jahr, Vertragspartner             | 1733, Privatkapitulation von Alexandre Guibert de Sissac aus Neuenburg mit Herzog Karl Emanuel III. von Savoyen (1737, 1741, 1751, 1755 erneuert). |                                    |           |        |        |       |      |           |
| Bestand, Formation                | 1 Regiment von 1'200 Mann in 2 Bataillonen von je 4 Kompanien mit 150 Mann. 1742 wurde der Sollbestand auf 2'100 Mann in 3 Bataillonen von je 4 Kompanien mit 175 Mann erhöht, 1749 10 von 16 Kompanien wieder entlassen und 1754 das Regiment auf 1½ Bataillon von 700 Mann mit 6 Kompanien von 125 Mann reduziert. \| Uniform 1744[57]: \| \| \| \| \| \| \| \| \| \| \| \| \| \| \| \| \| \| \| \| Rock \| Kragen \| Brustklappen \| Umschläge \| Futter \| Knöpfe \| Weste \| Hose \| Halsbinde \| |                                    |           |        |        |       |      |           |
| Herkunft Kader, Truppe            | Aus der Gegend von Luzern. |                                    |           |        |        |       |      |           |
| Besitzer, Kommandant, Namensgeber | Oberst Alexandre Guibert de Sissac, Hugenotte aus der Guyenne, naturalisiert in Genf und Neuenburg; 1746 Beat Kaspar Uttinger aus Zug; 1753 Louis François Fatio aus Genf. |                                    |           |        |        |       |      |           |
| Einsatz, Ereignisse               | Das Regiment wurde 1734 in Turin versammelt und war vorerst im Garnisonsdienst eingesetzt. In den französisch-spanisch-savoyischen Kampagnen auf dem italienischen Kriegsschauplatz des Polnischen Thronfolgekrieges befand es sich erst im Herbst des nächsten Jahres westlich des Gardasees und unterstützte das französische Vorgehen auf dessen Ostseite. Den Winter verbrachte es im Raum Cremona – Brescia. 1737 wurde es nicht entlassen, sondern die Kapitulation erneuert. Im Österreichischen Erbfolgekrieg operierten die savoyischen Truppen, darunter die Schweizer Regimenter, mit den österreichischen Truppen unter dem Feldmarschall Maria Theresias, Graf Traun, in Italien vereinigt gegen die spanische Armee, von der sich der neapolitanische Teil, wegen einer Bedrohung Neapels durch eine englische Flotte, zurückgezogen hatte: - 1742 war das Regiment in der ersten Jahreshälfte an den erfolgreichen Belagerungen und Einnahmen von Modena und Mirandola in der Po-Ebene beteiligt und im Herbst wieder im Aostatal mit Gegenangriffen von La Salle aus gegen die spanische Invasion beschäftigt; - 1743, im Tal des Varaita, gehörte es zu den erfolgreichen Verteidigern der Stellungen in Pietralunga (Nähe Pontechianale). In seinen Stellungen an Monte Battagliola verhinderte es ein feindliches Umgehungsmanöver, das den spanischen Angreifern 500 Mann Verluste kostete. Die franco-spanischen Truppen wurden von der savoyischen Armee zurückgeworfen und beim Rückzug von den Regimentern Guibert und RietmannReding verfolgt und weiter dezimiert; - 1744 im Frühjahr wieder im Süden, gehörte es zu den savoyischen Kräften, die den ersten Ansturm der Armee des spanischen Infanten Philipp auf die piemontesischen Befestigungen bei Villefranche-sur-Mer und der Festung Mont Alban zum Stehen bringen konnten. Seine Grenadiere waren an der erfolgreichen Rückeroberung der Stellungen am Col de Villefranche beteiligt. Mitte Jahr, zurück im Varaita-Tal, musste es nach der erfolgreichen Verteidigung der bereits teilweise verlorenen Stellungen am Monte Cavallo unter Verlusten von 166 Mann vor dem letzten französischen Ansturm das Feld räumen. Im Herbst war das 3. Bataillon im belagerten Cuneo eingeschlossen, während die beiden anderen Bataillone an der Niederlage bei Madonna del Olmo, der durch den König persönlich herangeführten Entsatzkräfte, beteiligt waren; - 1745, in der Schlacht von Bassignano, wurde das Regiment, im Zentrum in der ersten Linie stehend, von einer gegnerischen Übermacht umzingelt. Es konnte sich unter Verlusten von gegen 500 Mann freikämpfen, verlor aber den schwer verwundeten Generalleutnant Guibert durch Gefangennahme. Er verschied im nächsten Jahr am erlittenen Oberschenkelknochendurchschuss; - 1746 kämpfte das Regiment UttingerGuibert, zusammen mit den Regimentern KalbermattenReding und 2 Bataillonen von RoyRoguin, im Korps von General Leutrum bei der Eroberung von Asti (mit 9 französischen Bataillonen und einem General-Leutnant als Gefangene) und Valence. Anschliessend nahm das 1. Bataillon am Vorstoss in die Provence teil, während die beiden anderen mit Leutrum an der Belagerung von Tortona sowie beim Entsatz der belagerten Zitadelle von Alexandria beteiligt waren. 1774 wurde das Regiment FatioGuibert aufgelöst: seine Kompanien wurden in andere savoyische Fremdenregimenter eingeteilt, 5 ins Regiment Chablais und 1 ins Regiment Grisons-Carignan. |                                    |           |        |        |       |      |           |
| Uniform 1744:                     | |                                    |           |        |        |       |      |           |
|                                   | |                                    |           |        |        |       |      |           |
| Rock                              | Kragen | Brustklappen                       | Umschläge | Futter | Knöpfe | Weste | Hose | Halsbinde |

| Bezeichnung, Einsatzdauer         | (35sav) Regiment Roguin, Berner Regiment, 1774 Berner Brigade, bis 1739 nicht regulär 1733–1798 | (35sav) Regiment Roguin, Berner Regiment, 1774 Berner Brigade, bis 1739 nicht regulär 1733–1798 |           |        |        |       |      |           |
| Jahr, Vertragspartner             | 1733, Privatkapitulation von Albert Ludwig Roguin aus Yverdon. Er schloss sie ohne Bewilligung der «gnädigen Herren» ab und büsste es mit dem Gang ins Exil. 1738, Kapitulation auf 12 Jahre von König Karl Emanuel III. von Savoyen mit Bern für das Regiment Diesbach. 1744, die Kapitulation sollte alle 12 Jahre erneuert werden (effektiv: 1751, 1763, 1786, 1788) und die königsblaue Uniform wurde eingeführt. |                                                                                                 |           |        |        |       |      |           |
| Bestand, Formation                | 1 Regiment von 1'800 Mann in 3 Bataillonen mit je 4 Kompanien von 150 Mann. 1739 um einen Drittel auf 1'200 Mann in 2 Bataillonen abgebaut, 1742 wieder auf 1'800 Mann in 3 Bataillonen vergrössert, 1750 die Bataillone durch Herabsetzung des Kompaniebestandes von 150 auf 125 Mann wieder auf 500 Mann reduziert, 1786 mit 2 Bataillonen auf je 5 Kompanien erweitert, 1792 mit aus kurz vorher aus französischen Schweizer Regimentern entlassenen Soldaten ergänzt; 1788 1 Regiment von 1'800 Mann mit einem Stab von 20 Offizieren, 12 Kompanien in 3 Bataillonen, aus denen je 2 Grenadier- und 1 Jägerkompanie, sowie 20 Mann und 5 Unteroffiziere für ein Feldartillerie-Detachement mit 6 Geschützen ausgezogen wurden. 1791, Organisation analog Regiment Schmid (unten). \| Uniform 1744[57]: \| \| \| \| \| \| \| \| \| \| \| \| \| \| \| \| \| \| \| \| Rock \| Kragen \| Brustklappen \| Umschläge \| Futter \| Knöpfe \| Weste \| Hose \| Halsbinde \| \| \| \| \| \| \| \| \| \| \| \| Uniform 1794[29]: \| \| \| \| \| \| \| \| \| |                                                                                                 |           |        |        |       |      |           |
| Herkunft Kader, Truppe            | Aus Bern und später aus aller Herren Länder. |                                                                                                 |           |        |        |       |      |           |
| Besitzer, Kommandant, Namensgeber | 1734 Oberst Albert Ludwig Roguin aus Yverdon; 1739 Oberst Rudolf von Diesbach; 1744 Oberst Augustin Gabriel Roguin aus Yverdon, Cousin des Regimentsgründers, wurde in den Kämpfen von Pietralunga bei der Verteidigung der Stellung Mont Passet getötet und auf dem Schlachtfeld begraben; 1744 Oberst Pierre Antoine Louis Roy aus Romainmôtier; 1760 Oberst Samuel Tscharner aus Bern; 1786 Oberst David Friedrich Tschiffeli aus Bern; 1787 Oberst Georges de Rochemondet von Nyon; 1794 Oberst Rudolf Stettler von Bern; 1798 Oberst Franz Friedrich von Ernst. |                                                                                                 |           |        |        |       |      |           |
| Einsatz, Ereignisse               | Das Regiment war in den französisch-spanisch-savoyischen Kampagnen 1734 und 1735 auf dem italienischen Kriegsschauplatz des Polnischen Thronfolgekrieges im Einsatz. Im Österreichischen Erbfolgekrieg operierten die savoyischen Truppen, darunter die Schweizer Regimenter, mit den österreichischen Truppen unter dem Feldmarschall Maria Theresias, Graf Traun, in Italien vereinigt gegen die spanische Armee, von der sich der neapolitanische Teil, wegen einer Bedrohung Neapels durch eine englische Flotte, zurückgezogen hatte: - 1742 waren das 1. und 2. Bataillon an den erfolgreichen Belagerungen und Einnahmen von Modena und Mirandola beteiligt, während das 3. in Savoyen im Einsatz war; - 1743 nahm das ganze Regiment unter Oberstleutnant August Gabriel Roguin in der Schlacht von Campo Santo im Nahkampf mit gesenktem Bajonett und dem Verlust von 139 Mann eine Artilleriestellung am rechten spanischen Flügel ein. In diesem verlustreichsten Gemetzel der Kampagne beanspruchte Spanien den Sieg, zog sich aber vorläufig aus Norditalien zurück. Später im Jahr gehörte das Regiment zu den erfolgreichen Verteidigern der Stellungen in Pietralunga. Die franco-spanischen Truppen wurden zurückgeworfen und beim Rückzug zusammen mit zwei anderen Schweizer Regimentern (RietmannReding und Guibert) verfolgt und weiter dezimiert. - 1744 mussten dieselben drei Regimenter nach hartem Kampf die Befestigungen von Pietralunga (Nähe Pontechianale) den Franzosen überlassen. Das Regiment RoguinRoguin verlor dabei 360 Mann (18 % seines Bestandes) und den Regimentskommandanten Roguin. Er fiel bei der Verteidigung der Stellung Mont Passet im Nahkampf, mit dem Sponton in der Hand, durch eine Kugel eines französischen Grenadiers in die Brust und wurde auf dem Schlachtfeld begraben. Nachher war das Regiment Teil des Entsatzheeres, durch König Karl Emanuel III. persönlich geführt, zur Unterstützung der belagerten Stadt Cuneo, das in der Schlacht von Madonna dell'Olmo unterlag. Der französische Sieger war jedoch so stark dezimiert, dass er die Belagerung von Cuneo abbrach. - 1745 gehörte das 2. Bataillon zu den Verteidigern von Tortona und erlitt das 3. Bataillon, zusammen mit dem Regiment Guibert 6 Monate (September 1744 bis Februar 1745) in der Zitadelle von Alexandria eingeschlossen, fürchterliche Verluste. Im Herbst gehörte das 1. Bataillon zu den Verlieren der Schlachten von Bassignano und Moncastel; - 1746 spielte das 1. Bataillon, zusammen mit den Regimentern KalbermattenReding und Guibert im Korps von General Leutrum, bei der Eroberung von Asti (mit 9 französischen Bataillonen und einem General-Leutnant als Gefangene) und Valence, sowie beim Entsatz der belagerten Zitadelle von Alexandria eine Rolle. Später waren das 2. und 3. Bataillon, zusammen mit dem von Meyer, wieder mit Leutrum, an der zweiten Eroberung von Asti beteiligt. - 1747 waren das 1. und 2. Bataillon im Süden bei der Ligurischen Kampagne im Einsatz und das 3. Bataillon mit dem Regiment KalbermattenReding gehörte zu den entscheiden Truppen beim Sieg auf dem Assietta-Pass auf 2'500 m ü/M; - Die Regimenter von Diesbach/Roguin/RoyRoguin und Rietmann/KalbermattenReding waren die kampfstärksten Truppeneinheiten der savoyischen Armee in diesem Krieg. - 1774 bei der allgemeinen Beförderungswelle erhielt auch der Regimentskommandant Samuel Tscharner (unter Überspringung des Ranges des General-Majors) direkt den Grad eines General-Leutnants und stand mit seinem Regiment von da an am rechten Flügel des königlichen Heeres. Im Ersten Koalitionskrieg von 1794–1796 war es Teil des Armeekorps des Bruders des Königs, des Herzogs von Montferrat, Moritz Josef Maria von Savoyen, auf einem Nebenkriegsschauplatz im Herzogtum Aosta. Der Einsatz war auf den Pässen nach Frankreich und den angrenzenden Tälern und bestand meist aus Märschen, Vorpostengeplänkel und ab und zu einem Handstreich. Es war im Einsatz in den Grajischen Alpen am Kleinen Sankt Bernhard Pass und im Aostatal, dann an der Grenze zu den Cottischen Alpen am Mont Cenis-Pass und im Susatal, oder in den Ligurischen Alpen bei Ceva im Tanaro-Tal am Übergang von Cuneo ans Mittelmeer nach Savona. - 1794 wird von einem unrühmlichen Vorgang berichtet: in einer Stellung am Kleinen Sankt Bernhard Pass soll Hauptmann Marc Antoine Begoz aus dem Berner Regiment RochemondetRoguin bestochen worden sein und habe sich einer französischen Grenadiereinheit kampflos ergeben. Das ihm beigegebene sardinische Artillerie-Detachement wurde niedergemetzelt. Dieser Durchbruch ermöglichte einen französischen Angriff auf die ungeschützte Flanke der mit einer Batterie von 20 Geschützen ausgestatteten Stellung von Oberstleutnant Stettler, der sich zurückziehen musste. Die sardinische Reserve, im Anmarsch auf ein Branntweinlager gestossen, das sie plünderte, wurde von den Franzosen anschliessend überrannt. Die Angreifer hatten nun den Pass im Besitz und konnten ins Aostatal vorstossen. - 1795 gelang demselben Stettler, nun Regimentskommandant, in einem im Übrigen komplett missglückten Angriffsplan des Oberkommandos von General Montafia, eine entscheidende Angriffsaktion auf ein Grabensystem, bei der erfolgreichen Einnahme der französischen Spinarda-Stellung in den Ligurischen Alpen. 1798, nach der raschen Eroberung des Piemont durch die französischen Truppen von General Joubert, wurde das Regiment dem französischen Kommando unterstellt. Es bildete 1800 das Gros der 2. Helvetischen Legion. |                                                                                                 |           |        |        |       |      |           |
| Uniform 1744:                     | |                                                                                                 |           |        |        |       |      |           |
|                                   | |                                                                                                 |           |        |        |       |      |           |
| Rock                              | Kragen | Brustklappen                                                                                    | Umschläge | Futter | Knöpfe | Weste | Hose | Halsbinde |
|                                   | |                                                                                                 |           |        |        |       |      |           |
| Uniform 1794:                     | |                                                                                                 |           |        |        |       |      |           |

| Bezeichnung, Einsatzdauer         | (36sav) Regiment Donatz 1733–1737 | (36sav) Regiment Donatz 1733–1737 |
| Jahr, Vertragspartner             | 1733, Kapitulation von König Karl Emanuel III. von Savoyen mit Konradin Donatz und Graubünden. |                                   |
| Bestand, Formation                | 1 Regiment von 1'800 Mann in 3 Bataillonen mit je 4 Kompanien von 150 Mann. |                                   |
| Herkunft Kader, Truppe            | Aus Graubünden, der Schweiz und weiteren Ländern. |                                   |
| Besitzer, Kommandant, Namensgeber | Oberst Konradin Donatz aus Graubünden. |                                   |
| Einsatz, Ereignisse               | Das Regiment war in den französisch-spanisch-savoyischen Kampagnen 1734 und 1735 auf dem italienischen Kriegsschauplatz des Polnischen Thronfolgekrieges im Einsatz. Offenbar mit Erfolg, nach Kriegsende wurde Donatz zum Brigadier und, bei der aus ökonomischen Gründen erfolgten Auflösung seines Regiments, 1737 zum General-Major befördert. Die entlassenen Regimentsmitglieder wurden in nationale Truppen eingegliedert: die Soldaten aus Sardinien-Piemont ins Füsilierregiment, die Franzosen ins Regiment Desportes, die Italiener ins Regiment Lombardia und die Schweizer, Bündner und Deutsche in die Regimenter Rhebinder und Schulenburg, beide von deutscher Nation. |                                   |

### Österreichischer Erbfolgekrieg 1740–1748
Im Österreichischen Erbfolgekrieg stellte sich König Karl Emanuel III. 1742, finanziell von der englischen Krone unterstützt, an die österreichische Seite von Königin Maria Theresia. Er verstärkte die Bestände seiner vorhandenen Truppen und stellte weitere Einheiten in seinen Dienst, auch aus der Schweiz.
Nach einer anfänglichen Offensivaktion, mit der er ein spanisches Heer aus Oberitalien vertreiben konnte, musste er sich angesichts der ressourcenmässigen Überlegenheit des franco-spanischen Gegners auf den hinhaltenden Kampf in seiner «Alpenfestung» konzentrieren. Abgestützt auf imposante Festungsbauwerke wie diejenigen von Bard, Exilles oder Fenestrelle und zahlreiche Feldbefestigungen führte er anschliessend einen zähen Gebirgskrieg.

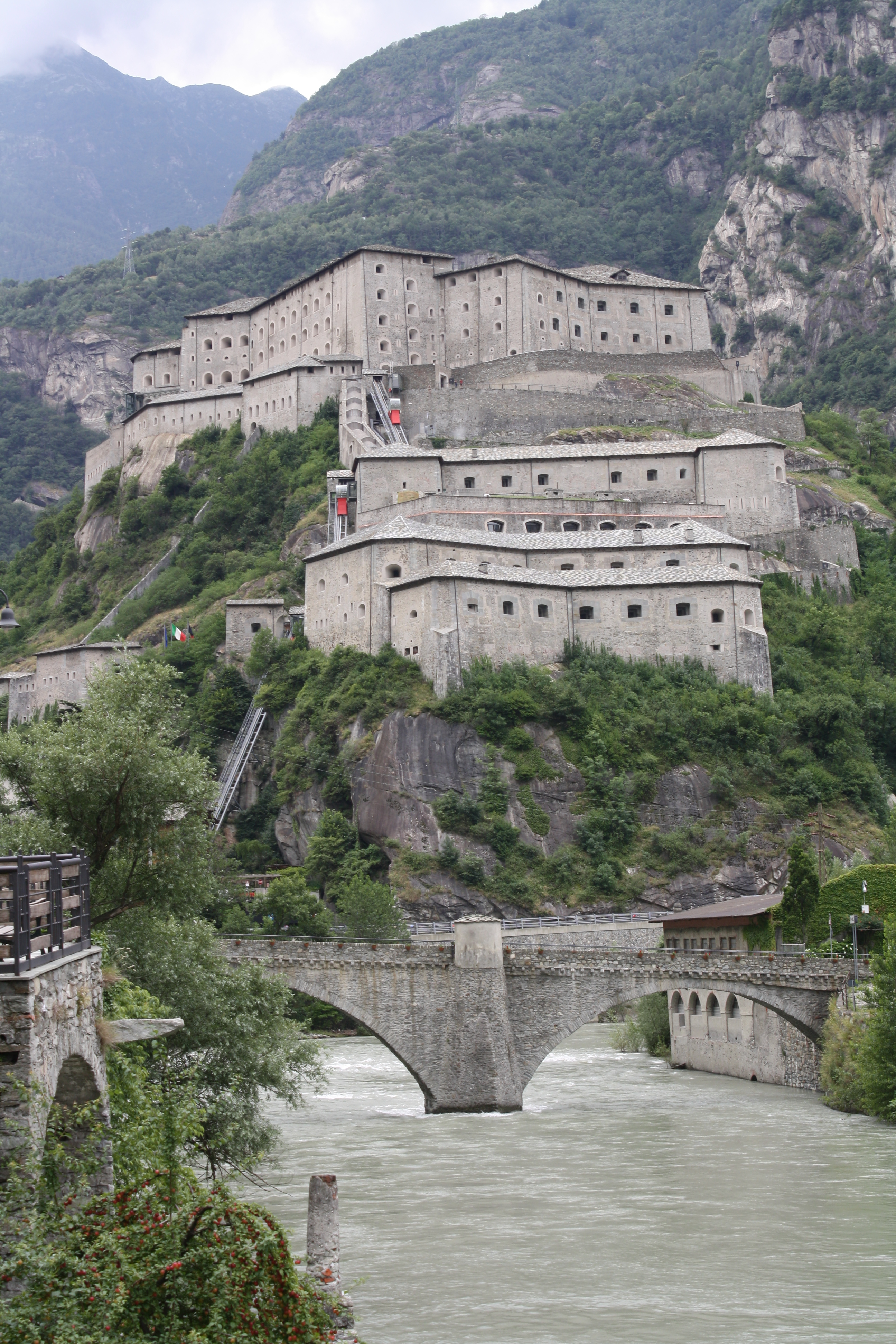
Die Festung Bard
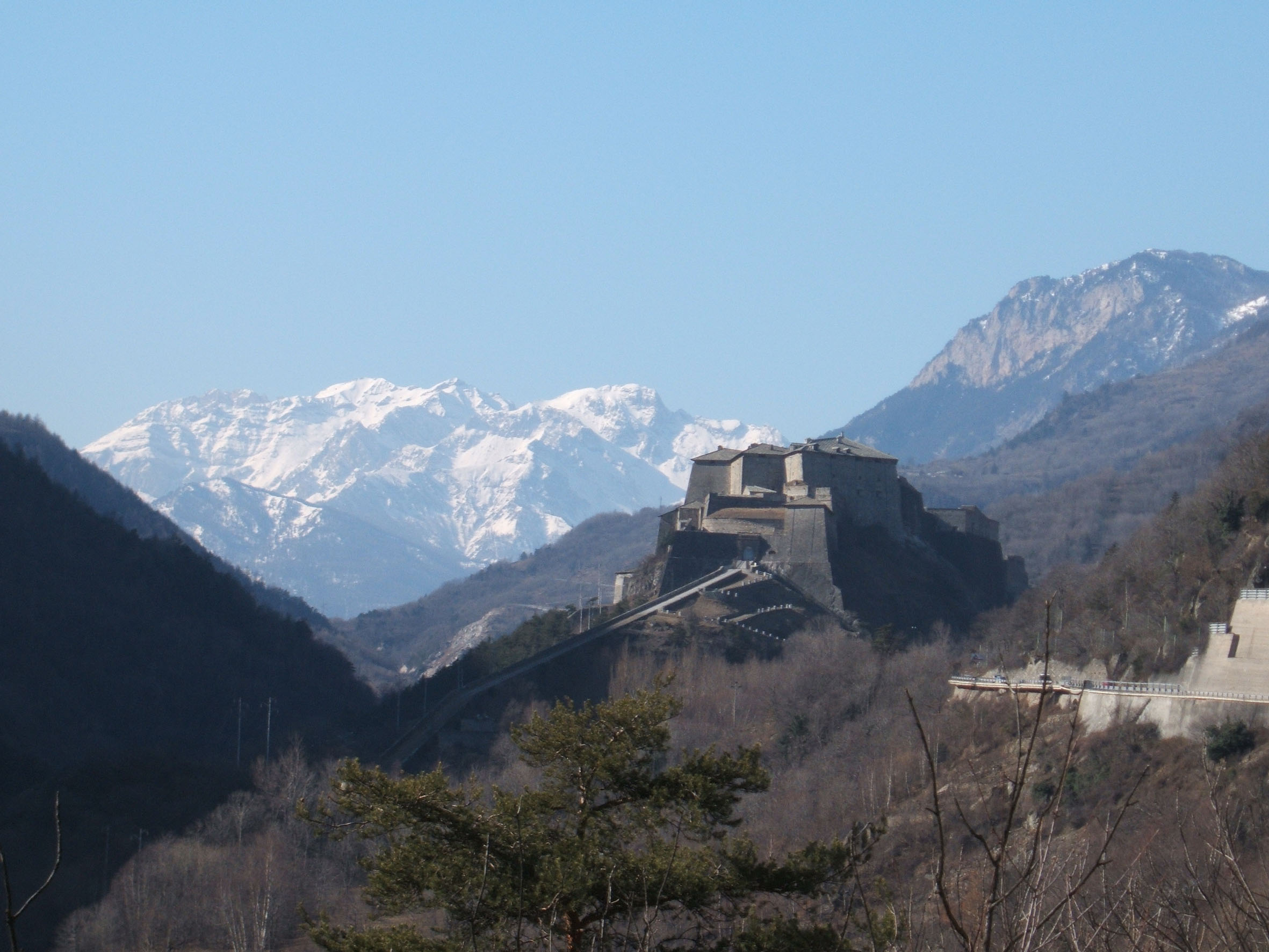
Die Festung Exilles
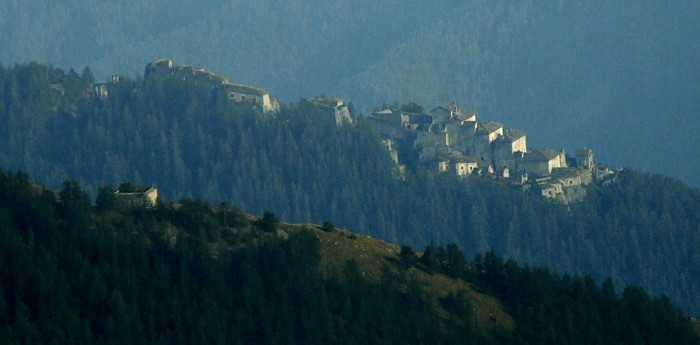
Die Festung Fenestrelle

Sein Einsatz zielte auf einen Gebietszuwachs in der Lombardei, der ihm im Frieden von Aachen 1748 auch zugestanden wurde.
Die Entwicklung der Sollbestände der Schweizer Truppen während des Krieges:
|                             | 1740 | 1740  | 1743 | 1743  | 1744 | 1744   | 1747 | 1747   | 1749 | 1749  |                                           |                |
| Einheit/Regiment            | Bat  | Mann  | Bat  | Mann  | Bat  | Mann   | Bat  | Mann   | Bat  | Mann  |                                           |                |
| Schweizergarde              | -    | 112   | -    | 112   | -    | 112    | -    | 112    | -    | 112   |                                           |                |
| Rietmann/KalbermattenReding | 3    | 1'800 | 3    | 2'100 | 4    | 2'800  | 4    | 2'800  | 2    | 1'400 |                                           |                |
| Guibert/Uttinger            | 2    | 1'800 | 3    | 2'100 | 3    | 2'100  | 3    | 2'100  | 2    | 1'400 | 1774 als Regiment Fatio aufgelöst         |                |
| von Diesbach/RoyRoguin      | 2    | 1'800 | 3    | 2'100 | 3    | 2'100  | 3    | 2'100  | 2    | 1'400 |                                           |                |
| Keller                      | -    | -     | 2    | 1'400 | 2    | 1'400  | 2    | 1'400  | -    | -     | 1749 aufgelöst                            | 1749 aufgelöst |
| Reydt/von Salis             | -    | -     | 3    | 2'100 | 3    | 2'100  | 3    | 2'100  | 2    | 1'400 | 1774 in savoyischen Einheiten aufgegangen |                |
| Meyer                       | -    | -     | -    | -     | 1    | 700    | 1    | 700    | 1    | 700   | 1751 auf 500 Mann reduziert               |                |
| Total                       | 7    | 4'312 | 11   | 9'912 | 16   | 11'312 | 16   | 11'312 | 9    | 6'412 |                                           |                |

Die Kampftaktik der Schweizer Regimenter in savoyischen Diensten zu dieser Zeit war, gemäss einem Réglement d'Exercise et de Maneuvre (deutsch: Übungs- und Manövrierreglement) von 1709, die Lineartaktik.
Formation der Infanteriekompanie in 4 Linien (1741–1750) (H=Hauptmann, L=Leutnant, F=Fähnrich, U=höherer Unteroffizier, K=Korporal, s=Soldat):
| ^^Front^^                               |                                         |         |
| L F H                                   |                                         |         |
| UKsssssssssssUsssssssssssUsssssssssssKU | UKsssssssssssUsssssssssssUsssssssssssKU | Linie 1 |
| KssssssssssKssssssssssssKssssssssssK    | KssssssssssKssssssssssssKssssssssssK    | Linie 2 |
| KssssssssssKssssssssssssKssssssssssK    | KssssssssssKssssssssssssKssssssssssK    | Linie 3 |
| UKssssssssssssssssssssssssssssssssssKU  | UKssssssssssssssssssssssssssssssssssKU  | Linie 4 |
| U                                       | U                                       |         |

Im Feuerkampf stellte sich das Bataillon in 3 Linien und in 13 Detachementen auf (12 aus Füsilieren und 1 die Grenadiere). Die Grenadiere bildeten das Zentrum und davor standen die vereinigten Fahnen. Das Bataillon bildete links und rechts vom Zentrum 2 Flügel, jeder bestehend aus 6 Füsilierdetachementen. Das 1. Bataillon trug die Oberstenflagge und eine Ordonnanzflagge voran, das 2. Bataillon zwei Ordonnanzflaggen.
Nachstehend ist der rechte Flügel mit sechs Detachementen (bestehend aus 2 Kompanien) eines Schweizer Bataillons im Feuerkampf als Beispiel schematisch dargestellt. Der linke Flügel war identisch formiert. Die Detachementskommandanten waren vorne rechts platziert, die höheren Unteroffiziere bildeten die Ankerpunkte der Formation und das Feuer wurde durch Trommelsignale kommandiert (H=Hauptmann, L=Leutnant, U=höherer Unteroffizier, K=Korporal, s=Soldat, t=Tambour):
| ^^Front^^    |            |            |            |            |            |         |
| LK<14s>U     | K<18s>KU   | K<14s>KH   | LK<14s>U   | K<18s>KU   | K<14s>KH   | Linie 1 |
| UK<14s>K     | K<18s>K    | K<14s>KU   | UK<14s>K   | K<18s>K    | K<14s>KU   | Linie 2 |
| UK<14s>K     | K<18s>K    | K<14s>KU   | UK<14s>K   | K<18s>K    | K<14s>KU   | Linie 3 |
| U            |            | U          | U          |            | U          |         |
|              | L          |            |            | L tttt     |            |         |
| 6            | 5          | 4          | 3          | 2          | 1          |         |
| Detachemente |            |            |            |            |            |         |
|              |            |            |            |            |            |         |
| Kompanie 2   | Kompanie 2 | Kompanie 2 | Kompanie 1 | Kompanie 1 | Kompanie 1 |         |

Das Feuer des Bataillons im Angriff erfolgte von aussen nach innen. Die beiden äusseren Detachemente rechts eröffneten das Feuer, die beiden links aussen folgten usw. (M=Major, höhere Offiziere, F=Fähnrich):
| ^^Angriffsrichtung^^ |               |               |               |               |               |         |                |                |                |                |                |                |
|                      |               |               |               |               |               | M       |                |                |                |                |                |                |
|                      |               |               |               |               |               |         |                |                |                |                |                |                |
| 12                   | 11            | 10            | 9             | 8             | 7             | FF      | 6              | 5              | 4              | 3              | 2              | 1              |
|                      |               |               |               |               |               |         |                |                |                |                |                |                |
| 2                    | 2             | 4             | 4             | 6             | 6             | Salve   | 5              | 5              | 3              | 3              | 1              | 1              |
| Linker Flügel        | Linker Flügel | Linker Flügel | Linker Flügel | Linker Flügel | Linker Flügel | Zentrum | Rechter Flügel | Rechter Flügel | Rechter Flügel | Rechter Flügel | Rechter Flügel | Rechter Flügel |

Das Ziel war ein kontinuierliches Feuer entlang der Front des Bataillons im Vormarsch. Die Schussabgabe eines Detachementes erfolgte durch alle 3 Linien gleichzeitig: die 1. Linie kniend, die 2. und 3. Linie stehend. Es hielt dazu an und musste, nach den Salven der 5 anderen Detachemente, wieder schussbereit in die Bataillonsreihe aufgeschlossen haben.
Zum Nachladen seiner Muskete biss der Soldat mit den Zähnen das gefaltete Ende der Papierpatrone ab, behielt die darin enthaltene leicht unterkalibrige Kugel (das verwendete Schwarzpulver führte zu Ablagerungen im Lauf) im Mund und füllte zuerst die Pulverpfanne. Dann schüttete er das restliche Pulver in den Lauf, schob das Papier der Patrone nach, liess das Geschoss in den Lauf gleiten und stopfte es mit dem Ladestock fest auf die Pulverladung. Nach dem Versorgen des Ladestockes und dem Spannen des Hahns war er wieder schussbereit. Als typische Schusskadenz waren 3–4 Schuss pro Minute realistisch.
Heutige Untersuchungen von damaligen Schlachten in Lineartaktik zeigten jedoch, dass die durchschnittliche Trefferquote unter 10 % lag.

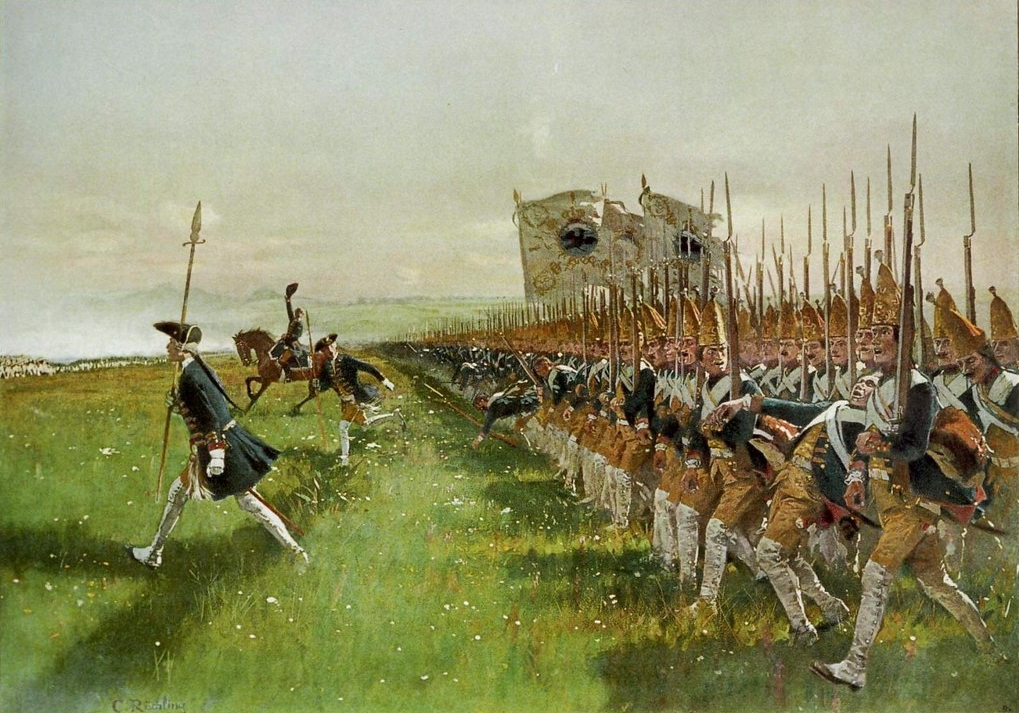
Lineartaktik: ein Bataillon im Angriff 1745
Höhere Offiziere mit Sponton voran, Oberst zu Pferd

Die Schweizer Truppen hatten die Fähigkeit entwickelt, diese Lineartaktik im Gebirgskrieg und insbesondere in der Verteidigung von Stellungen anzuwenden.
| Bezeichnung, Einsatzdauer         | (37sav) Regiment Keller 1742–1749 | (37sav) Regiment Keller 1742–1749 |           |        |        |       |      |           |
| Jahr, Vertragspartner             | 1742, Kapitulation von Luzern, durch Schultheiss Ludwig Schumacher, mit König Karl Emanuel III. von Sardinien-Piemont, vertreten durch Carlo Vincenzo Ferrero di Roasio, Markgraf von Orméa, Aussen- und Innenminister seiner Majestät, für eine Vertragsdauer von 10 Jahren. | 1742, Kapitulation von Luzern, durch Schultheiss Ludwig Schumacher, mit König Karl Emanuel III. von Sardinien-Piemont, vertreten durch Carlo Vincenzo Ferrero di Roasio, Markgraf von Orméa, Aussen- und Innenminister seiner Majestät, für eine Vertragsdauer von 10 Jahren. |           |        |        |       |      |           |
| Bestand, Formation                | 1 Regiment von 1'400 Mann in 2 Bataillonen mit je 4 Kompanien zu 175 Mann. \| Uniform 1744[57]: \| \| \| \| \| \| \| \| \| \| \| \| \| \| \| \| \| \| \| \| Rock \| Kragen \| Brustklappen \| Umschläge \| Futter \| Knöpfe \| Weste \| Hose \| Halsbinde \| | |           |        |        |       |      |           |
| Herkunft Kader, Truppe            | Aus der katholischen Innerschweiz und später Deserteure aus aller Herren Länder. | |           |        |        |       |      |           |
| Besitzer, Kommandant, Namensgeber | Oberst Johann Martin Franz Anton Keller, mit Oberstleutnant Anton Schumacher, Neffe des Schultheissen, beide aus Luzern. | |           |        |        |       |      |           |
| Einsatz, Ereignisse               | - Regiment Keller: Soldat mit Muskete, Offizier mit Sponton - Oberst Johann Martin Franz Anton Keller - Ordonnanzflagge Keller (Rekonstruktion) - Oberstenfahne der Schweizer Regimenter im Dienste des Hauses Savoyen Das 2. Bataillon war unter dem Kommando von Oberstleutnant Schumacher die ganze Zeit auf Sardinien im Ordnungsdienst eingesetzt. Schumacher geriet dort zwischen die Fronten der korrupten Ränke- und Intrigenspiele der Provinzgouverneure und wurde 1747 sogar in Haft gesetzt. - 1743, zusammen mit drei anderen Schweizer Regimentern und dem Bataillon Meyer, war das von Keller geführte 1. Bataillon an der erfolgreichen Verteidigung der Stellungen von Pietralunga (Nähe Pontechianale) beteiligt. - 1744, gegen die Armee des spanischen Infanten Philipp bei der verlustreichen Verteidigung der Befestigungen bei Villefranche-sur-Mer und der Festung Mont Alban zusammen mit den Regimentern KalbermattenReding und Guibert sowie weiteren Truppen, geriet das 1. Bataillon in eine kritische Lage, verlor zwei Drittel seines Bestandes und musste sich ergeben. Der savoyische Befehlshaber, Victor Amédée François Philippe de Savoie, Marquis de Suze, der Bruder des Königs, geriet mit Oberst Keller in Gefangenschaft. Oberstleutnant Schumacher verliess Sardinien und übernahm vorübergehend auch das Kommando des 1. Bataillons; (Auf der Gegenseite nahmen übrigens auch die vier Schweizer Regimenter von Sury, Dunant, Alt-Reding und Jung-Reding in spanischen Diensten am Angriff teil, jedoch ohne Direktbegegnung!). - 1745 befanden sich seine Reste im erfolglos belagerten Ceva und in den folgenden beiden Jahren wieder im Garnisonsdienst auf savoyischem Gebiet; Das glücklose Regiment Keller wurde 1749 aufgelöst und die Entlassenen in sardinisch-piemontesische Truppen eingegliedert. Im Kanton Glarus führte dies noch zu einem beschämenden Nachspiel. Die Landsgemeinde war es gewohnt, an die Bewilligung von Werbungen und auch Nachwerbungen für jeden «Landmann, so 16 Jahre alt und darob» mit einem «Standgeld» (6 Batzen, später sogar einen halben Gulden) zu verknüpfen, eine eigentliche Gelderpressung und letztlich ein Menschenhandel also. Da durch die obige Eingliederung dieser Geldsegen der «lieben Landlüt» aufhörte, wurde ein Sündenbock gesucht und in Major Hans Heinrich Schindler (siehe Regiment Keller) gefunden. Er wurde widersinnig des Verkaufs der beiden protestantischen Glarner Kompanien an den König von Sardinien-Piemont beschuldigt und von der Landsgemeinde gezwungen, jedem protestantischen Landmann «ab 16 Jahren und darob» einen Kronentaler zu bezahlen. Immerhin: die Hälfte davon verweigerte dessen Annahme. | |           |        |        |       |      |           |
| Uniform 1744:                     | | |           |        |        |       |      |           |
|                                   | | |           |        |        |       |      |           |
| Rock                              | Kragen | Brustklappen | Umschläge | Futter | Knöpfe | Weste | Hose | Halsbinde |

| Bezeichnung, Einsatzdauer         | (38sav) Regiment Reydt 1742–1774 | (38sav) Regiment Reydt 1742–1774 |           |        |        |       |      |           |
| Jahr, Vertragspartner             | 1742, Kapitulation von Johannes Reydt und Graubünden mit König Karl Emanuel III. von Sardinien-Piemont, vertreten durch Carlo Vincenzo Ferrero di Roasio, Markgraf von Orméa, Aussen- und Innenminister seiner Majestät. 1744, die Kapitulation sollte alle 12 Jahre erneuert werden und die königsblaue Uniform wurde eingeführt. |                                  |           |        |        |       |      |           |
| Bestand, Formation                | 1 Regiment von 2'100 Mann in 3 Bataillonen mit je 4 Kompanien zu 175 Mann. \| Uniform 1744[57]: \| \| \| \| \| \| \| \| \| \| \| \| \| \| \| \| \| \| \| \| Rock \| Kragen \| Brustklappen \| Umschläge \| Futter \| Knöpfe \| Weste \| Hose \| Halsbinde \| |                                  |           |        |        |       |      |           |
| Herkunft Kader, Truppe            | Aus Graubünden und der Eidgenossenschaft. |                                  |           |        |        |       |      |           |
| Besitzer, Kommandant, Namensgeber | - Kommandanten: 1742, Oberst Johannes Reydt aus Chur; 1746, (1742 Major, 1745 Oberstleutnant) Oberst Thomas von Salis-Haldenstein aus Graubünden; 1752, Oberst Jakob Ulrich Sprecher von Bernegg aus Graubünden; 1772, Oberst Otto Schwartz aus Graubünden; 1773, (1760 Major, 1771 Oberstleutnant) Jean-Baptiste Roquette aus Como, naturalisiert im Veltlin; - Kommandant der Brigade Grisons-Carignan: 1774, Ludwig Viktor, Fürst von Carignan. |                                  |           |        |        |       |      |           |
| Einsatz, Ereignisse               | - das Regiment bildete sich 1642 in der Zitadelle von Turin und kam noch im selben Jahr in Savoyen zum Einsatz; - 1743 war es an der erfolgreichen Verteidigung der Stellungen von Pietralunga (Nähe Pontechianale) beteiligt, was die Franzosen über den Col de St. Veran und die Spanier über den Col de Langel, nach schwersten Verlusten, zum Rückzug zwang; - 1744 gehörten das 1. und 2. Bataillon zu den Verlierern von Madonna dell'Olmo; - 1744/45 erlitten dieselben Bataillone, zusammen mit einem Bataillon des Regiments RoyRoguin 6 Monate (September 1744 bis Februar 1745) in der Zitadelle von Alexandria eingeschlossen, fürchterliche Verluste; - 1746 machte das 1. Bataillon den Vorstoss in die Provence mit; - 1747 war das Regiment wieder im Süden, an der ligurischen Küste, im Einsatz; - 1748, bei Kriegsende, wurde sein Bestand um 1/3 auf 1'350 Mann in 6 Kompanien abgebaut; - 1774 nahm das Regiment die 2 Kompanien des Bataillons SchindlerMeyer und 1 Kompanie des Regiments FatioGuibert auf und ging seinerseits in der mit sardinisch-piemontesischen Einheiten vermischten Brigade Grisons-Cardignan auf. 1774 wurde das Regiment also savoyisch. (1798 blieb dieses Walliser-Regiment, von Oberst Belly aus Belfort kommandiert, als einziges bestehen, hatte aber grosse Mühe einen Bestand von nur schon 150 Mann zu erhalten. Während der österreichisch-russischen Besetzung von Turin war es ausschliesslich für Gefangenentransporte eingesetzt. Beim Einmarsch der Franzosen 1800 wurde das Gros selber in Gefangenschaft gesetzt, in La Rochelle. Der Rest trat im Piemont in französische Dienste.) |                                  |           |        |        |       |      |           |
| Uniform 1744:                     | |                                  |           |        |        |       |      |           |
|                                   | |                                  |           |        |        |       |      |           |
| Rock                              | Kragen | Brustklappen                     | Umschläge | Futter | Knöpfe | Weste | Hose | Halsbinde |

| Bezeichnung, Einsatzdauer         | (39sav) Bataillon Meyer 1744–1774 | (39sav) Bataillon Meyer 1744–1774 |           |        |        |       |      |           |
| Jahr, Vertragspartner             | 1744, Privatkapitulation von Oberst Adrian Meyer aus Herisau mit König Karl Emanuel III. von Sardinien-Piemont, vertreten durch Carlo Vincenzo Ferrero di Roasio, Marquis d'Orméa, Aussen- und Innenminister seiner Majestät. Der Vertrag hatte eine Laufzeit von 4 Jahren (1752 für 6 und 1758 für 8 Jahre verlängert) und wurde von den Kantonen Appenzell Ausserrhodenprotestantisch und Glarusprotestantisch offiziell genehmigt. |                                   |           |        |        |       |      |           |
| Bestand, Formation                | 1 Bataillon von 700 Mann mit 4 Kompanien von 175 Mann. \| Uniform 1744[57]: \| \| \| \| \| \| \| \| \| \| \| \| \| \| \| \| \| \| \| \| Rock \| Kragen \| Brustklappen \| Umschläge \| Futter \| Knöpfe \| Weste \| Hose \| Halsbinde \| |                                   |           |        |        |       |      |           |
| Herkunft Kader, Truppe            | Protestanten aus Appenzell, Glarus und dem Rheintal. |                                   |           |        |        |       |      |           |
| Besitzer, Kommandant, Namensgeber | Oberstleutnant Adrian Meyer aus Herisau (1747 Oberst, 1754 Brigadier, 1761 General-Major, 1771 General-Leutnant und 2. Kommandant von Sardinien, 1774 bei der Überfahrt von Cagliari nach Nizza ertrunken), mit Major Hans Heinrich Schindler (1747 Oberstleutnant, 1755 Oberst, 1762 Brigadier, 1771 General-Major); 1774 General-Leutnant Hans Heinrich Schindler aus Glarus (1774 Abschied). |                                   |           |        |        |       |      |           |
| Einsatz, Ereignisse               | Das Bataillon war als Garnisonsbesatzung ausgehoben worden, wurde jedoch im Österreichischen Erbfolgekrieg ab 1746 in der ersten Linie der Kampftruppen eingesetzt: - 1744 Garnisonsdienst im Piemont; - 1745, beim nächtlichen französischen Überraschungsangriff auf das savoyische Joussaud am Eingang des Troncea-Tals, verlor das Bataillon mit 151 Mann über einen Viertel seines Bestandes; - 1746 nach der erfolgreichen Belagerung von Valence war es bei der Eroberung von Asti dabei, bei der 7'000 gegnerische Gefangene gemacht wurden; - 1747 gehörte es zu den Siegern auf dem Assietta-Pass auf 2'500 m ü/M; - 1751 musste es seine Kompanien auf 125 Mann reduzieren, was einem Totalbestand des Bataillons von 500 Mann entsprach. Nach dem Frieden von Aachen von 1848 in Sardinien stationiert, wurde Meyer 1771 dort stellvertretender Kommandant der Insel. Als 3 Jahre später sein Abschied genehmigt worden war, ertrank er auf der Überfahrt von Cagliari nach Nizza in der Nähe der Insel Elba. General-Leutnant Schindler übernahm kurzzeitig das Kommando. Das Bataillon wurde noch 1774 auf zwei Kompanien reduziert, bevor er seinen Abschied nahm und das Bataillon in das Bündner Regiment SchwarzReydt und dieses in die mit sardinischen Einheiten vermischte Brigade «Grisons Carignan» eingegliedert wurde. Die Brigade stand unter dem Oberkommando von Ludwig Viktor, Fürst von Carignan. 1789 wurden die beiden Kompanien mit ihren Hauptleuten, Major Jakob Schmid aus Näfels und Hauptmann Johann Jakob Loppacher aus Herisau, als «Centurie» Schmid wieder aus dieser Brigade ausgegliedert und 1790 mit je einer neuen Kompanie aus Glarusprotestantisch und Appenzell Ausserrhodenprotestantisch zum Bataillon ausgebaut. Im folgenden Jahr bekam Major Schmid die Genehmigung, ein weiteres Bataillon anzuwerben (siehe Regiment Schmid). |                                   |           |        |        |       |      |           |
| Uniform 1744:                     | |                                   |           |        |        |       |      |           |
|                                   | |                                   |           |        |        |       |      |           |
| Rock                              | Kragen | Brustklappen                      | Umschläge | Futter | Knöpfe | Weste | Hose | Halsbinde |

## Von der französischen Revolution weggefegt
Der Ausbruch der Französischen Revolution 1789 löste eine Koalition der dadurch erschütterten Monarchien Europas gegen die junge Französische Republik aus, der sich auch Sardinien-Piemont anschloss: König Viktor Amadeus III. trat ihr ebenfalls bei. Die Staatsfinanzen waren bereits angespannt, die Steuerbelastung und die Teuerung hoch. Doch seine Verpflichtung, 50'000 Mann zu stellen, löste trotzdem wiederum Werbungen von fremden Truppen aus.
Es wird geschätzt, dass 1792 in Frankreich, nach der Einführung der allgemeinen Wehrpflicht, über 190 Kompanien Schweizer Truppen entlassen worden und gegen 7'000 Mann in die Schweiz zurückgekehrt waren. Bern konnte es sich leisten, sein Regiment von Wattenwyl zur eigenen stehenden Truppe zu machen. Anders die übrigen Orte. Die Grenzkantone Basel und Solothurn beispielsweise hatten Handelsbeziehungen mit Frankreich hielten sich jedoch zurück mit der Genehmigung von Werbungen. Doch die Innerschweizer Kantone und Graubünden, mit ihrem Käse- und Viehexport und dem Lebensmittelimport (z. B. Reis) nach bzw. vom südlichen Nachbarn, waren für die Nachfrage Savoyens empfänglich. Dies, obwohl gleichzeitig die bereits bestehenden Regimenter in Neapel, Spanien und Holland zu unterhalten waren.
Bei Kriegsbeginn 1792 vorhandene Schweizer Truppen:
| 112   | Mann | Kompanie Schweizergarde              |
| 1'200 | Mann | Walliser Regiment BelmontReding      |
| 1'200 | Mann | Berner Regiment de RochemondetRoguin |
| 2'512 | Mann | Schweizer Truppen insgesamt          |

Neu angeworben wurden die vier Schweizer Regimenter:
| 1'249 | Mann | Regiment Glarus-Appenzell Schmid |
| 1'249 | Mann | Bündnerregiment Peyer im Hof     |
| 1'249 | Mann | St. Gallerregiment Bachman       |
| 1'249 | Mann | Luzernerregiment Zimmermann      |
| 4'996 | Mann | Schweizer Truppen insgesamt      |

Sollbestand der Schweizer Truppen 1793:
| 7508 | Mann | Schweizer Truppen insgesamt |

| Bezeichnung, Einsatzdauer          | (40sav) Regiment Glarus-Appenzell Schmid 1791–1797 | (40sav) Regiment Glarus-Appenzell Schmid 1791–1797 |           |        |        |       |      |           |
| Jahr, Vertragspartner              | 1791 und 1792, Privatkapitulation der reformierten Kantone Glarus und Appenzell Ausserrhoden mit König Viktor Amadeus III. von Sardinien-Piemont, Laufzeit 15 Jahre. |                                                    |           |        |        |       |      |           |
| Bestand, Formation                 | 1 Regiment mit einem Sollbestand von 1'249 Mann mit 1 (Friedensbestand) bzw. 2 Bataillonen (Kriegsbestand) sowie 1 Depotkompanie, 1 Jägerkompanie und Scharfschützen- und Artillerie-Detachementen. Das Bataillon bestand aus 4 Füsilierkompanien, aus denen 1 Grenadier- und 1 Jägerkompanie ausgezogen wurden. Der Stab bestand aus Oberst (Besitzer), eventuell 1 zweiten, kommandierenden Oberst, Oberstleutnant, Regimentsmajor, Regiments-Hilfsmajor (führte das 1. Bataillon im Gefecht), Bataillonsmajor, Bataillons-Hilfsmajor (führte das 2. Bataillon im Gefecht), mehreren Fähnrichen, Quartiermeister, Feldprediger, Chirurgmajor, Tambourmajor, Profos, zwei Adjutanten, zwei Büchsenschmieden und einigen Ordonnanzen. Das Regiment operierte selten als Ganzes, sondern meistens einzeln in Bataillonen. Das 1. Bataillon wurde in der Regel vom Regimentsmajor und das 2. Bataillon vom Oberstleutnant kommandiert. Das Bataillon war dabei in 2 «Centurien» gegliedert, bestehend aus 2 Kompanien. Deren Führung im Kampf lag bei den Hilfsmajoren bzw. erfahrenen Hauptleuten. Die Führung der 4 Kompanien des 1. Bataillons (diejenigen des Obersten, des Oberstleutnants, des Regimentmajors und des Bataillonsmajors) wurden im Gefecht von Kapitän-Leutnants übernommen. Die Füsilierkompanie zählte je 1 Hauptmann, Ober- und Unter-Leutnant, Feldweibel, 2 Wachtmeister (plus 2 Überzählige), 4 Korporale (plus 4 Überzählige), 2 Pfeifer und Tambouren, je 1 Zimmermann, Frater, Kleinprofos, Werbewachtmeister und 106 Füsiliere. Die Grenadierkompanie bestand aus den gleichen Offizieren, aber 1 Wachtmeister (plus 2 Überzählige), 4 Korporalen (plus 2 Überzählige), je 2 Pfeifer und Tambouren sowie 55 Grenadieren. Die Standardbewaffnung waren die Glattrohr-Muskete Modell 1782 mit Bajonett, ein schwerer Säbel von 63 cm Länge und sechs 4-Pfünder-Kanonen (Sachsen-Typ) bei den Artilleriedetachementen. \| Uniform 1791 des Regiments Schmid[29]: \| \| \| \| \| \| \| \| \| \| Rock \| Kragen \| Brustklappen \| Umschläge \| Futter \| Knöpfe \| Weste \| Hose \| Halsbinde \| \| \| \| \| \| \| \| \| \| \| Das 1. Bataillon trug die Oberstenflagge und eine Ordonnanzflagge voran, das 2. Bataillon zwei Ordonnanzflaggen. 1792–1796, während des Ersten Koalitionskrieges, waren die Grenadiere des Regiments Teil des 5. Grenadier-Bataillons und die Jäger-Kompanie des 1. Jäger-Bataillons. 1797, Reduktion auf 1 Bataillon mit 611 Mann: - Stab: 9 Mann: Oberst, Oberstleutnant, Major, Hilfs-Major, Quartiermeister, Unter-Leutnant, Feldprediger, Chirurgmajor, Tambourmajor; - Füsilierkompanie: 88 Mann: Hauptmann, Leutnant, Unter-Leutnant, Feldweibel, Wachtmeister und Überzählige (2), Fourier, Tambour, Pfeifer, Korporale (4) und Überzählige (2), Frater, Zimmermann, Klein-Profos, Füsiliere (67), Ordonnanzen (3); - Grenadierkompanie: 74 Mann: Kaptän-Leutnant, Leutnant, Wachtmeister (2), Tambouren (2), Pfeifer (2), Korporale und Überzählige (6), Grenadiere (60). - Ein- und Umteilungen: - Die Obristen-Kompanie hatte einen zusätzlichen Feldweibel anstelle des Zimmermanns, war ohne Pfeifer, lieferte einen Pfeifer und 11 Füsiliere an die Grenadierkompanie; - Die Oberstleutnant-Kompanie hatte einen Büchsenmacher anstelle des Zimmermanns, war ohne Pfeifer und lieferte 9 Füsiliere an die Grenadierkompanie; - Die 1. und 2. Füsilierkompanie teilten der Grenadierkompanie je einen Trommler und einen Wachtmeister als Zugführer, die restlichen 4 Füsilierkompanien je 10 Füsiliere, die 3. Füsilierkompanie einen Pfeifer und alle Füsilierkompanien je einen Korporal zu. - Die Majors-Kompanie hatte nur 66 Füsiliere. |                                                    |           |        |        |       |      |           |
| Herkunft Kader, Truppe             | Aus der «Centurie» Schmid, entstanden aus dem Bataillon Meyer, und den Kantonen Glarus und Appenzell Ausserrhoden (Appenzell Innerrhoden gestattete strikt keine Werbung). |                                                    |           |        |        |       |      |           |
| Besitzer, Kommandant, Namensgeber  | Oberst Jakob Schmid aus Mollis, mit den Glarner Hauptleuten Johann Melchior Zwicky, Johann Peter Tschudi, Johann Peter Zwicky, aus Appenzell Ausserrhoden Oberstleutnant Johann Jakob Loppacher, die Hauptleute Leonhard Sturzenegger, Jeremias Oberteufer und Johann Ludwig Merz. Die Grenadierkompanien wurden geführt von den Kapitän-Leutnants Martin Mathias Pfister und Konrad Schindler. |                                                    |           |        |        |       |      |           |
| Einsatz, Ereignisse                | 1791 gestatteten die beiden Kantone die Aufstockung der 2 Kompanien der «Centurie» Schmid mit 2 Kompanien zum Bataillon und 1792 zum Regiment von 924 Mann (Friedensbestand) mit 8 Kompanien in 2 Bataillonen. Das Regiment wurde in Sardinien stationiert. Als 1796 6 Kompanien aufs Festland eingeschifft wurden, trieb sie ein Sturm ab nach Korsika, wo sie von den Engländern gefangen und in englische Einheiten zwangseingeteilt wurden. Oberst Schmid verliess sein Regiment und kehrte nach Glarus zurück. Um dem Zorn der geschädigten Heimkehrer zu entgehen, flüchtete er nach Turin, wo er zwei Jahre später starb. Die Glarner Behörden zogen sein Vermögen ein. Die verbliebenen 2 Kompanien wurden 1797 entlassen. |                                                    |           |        |        |       |      |           |
| Uniform 1791 des Regiments Schmid: | |                                                    |           |        |        |       |      |           |
| Rock                               | Kragen | Brustklappen                                       | Umschläge | Futter | Knöpfe | Weste | Hose | Halsbinde |
|                                    | |                                                    |           |        |        |       |      |           |

| Bezeichnung, Einsatzdauer         | (41sav) Bündnerregiment Peyer im Hof 1792–1798 | (41sav) Bündnerregiment Peyer im Hof 1792–1798 |           |        |        |       |      |           |
| Jahr, Vertragspartner             | 1792, Privatkapitulation von Pierre Fatio aus Genf mit König Viktor Amadeus III. von Sardinien-Piemont, wegen Misserfolg der Werbung annulliert. 1793, Privatkapitulation von Johann Theodor von Castelberg aus Disentis mit König Viktor Amadeus III. von Sardinien-Piemont, auf Betreiben von Johann Konrad Peyer im Hof, Major im abgebrochenen Regiment Fatio, mit einer Laufzeit von 12 Jahren. |                                                |           |        |        |       |      |           |
| Bestand, Formation                | 1793, 1 Regiment von 1'249 Mann, Soll-Organisation wie im Regiment Schmid (oben). \| Uniform 1792[29]: \| \| \| \| \| \| \| \| \| \| Rock \| Kragen \| Brustklappen \| Umschläge \| Futter \| Knöpfe \| Weste \| Hose \| Halsbinde \| \| \| \| \| \| \| \| \| \| \| |                                                |           |        |        |       |      |           |
| Herkunft Kader, Truppe            | Hauptsächlich Graubündner und Schweizer aus den in Frankreich entlassenen Regimentern. |                                                |           |        |        |       |      |           |
| Besitzer, Kommandant, Namensgeber | - Besitzer: Johann Theodor von Castelberg; - Kommandant: Oberst Johann Konrad Peyer im Hof aus Schaffhausen. |                                                |           |        |        |       |      |           |
| Einsatz, Ereignisse               | Das Regiment bildete im September 1793 sein erstes Bataillon in Casale, dem später das zweite folgte. Das Regiment war im Ersten Koalitionskrieg von 1794–1796 im Susa-Tal im Einsatz. Es sperrte im Gebirgskrieg gegen Frankreich den Colle di Tenda und litt unter Entbehrungen, Krankheiten und Desertionen fast mehr, als an den Kampfhandlungen. 1797 wurde es, nach dem Separatfrieden von Turin und auf Grund seiner Verluste, auf ein Bataillon mit 6 Kompanien reduziert und 1798, nach der raschen Eroberung des Piemont durch die französischen Truppen von General Joubert, dem französischen Kommando unterstellt. Es bildete 1800 einen Teil der 1. Helvetischen Legion. |                                                |           |        |        |       |      |           |
| Uniform 1792:                     | |                                                |           |        |        |       |      |           |
| Rock                              | Kragen | Brustklappen                                   | Umschläge | Futter | Knöpfe | Weste | Hose | Halsbinde |
|                                   | |                                                |           |        |        |       |      |           |

| Bezeichnung, Einsatzdauer         | (42sav) St. Gallerregiment Bachmann 1793–1798 | (42sav) St. Gallerregiment Bachmann 1793–1798 |           |        |        |       |      |           |
| Jahr, Vertragspartner             | 1793, eine umfangreiche und ausführliche Privatkapitulation mit 76 Artikeln (nachzulesen bei Foerster) von Franz Niklaus von Bachmann an der Letz aus Näfels mit König Viktor Amadeus III. von Sardinien-Piemont, vertreten durch dessen Kriegssekretär Jean-Baptiste Louis Fontana de Cravanzana, mit einer Laufzeit von 12 Jahren. 1797 mit 13 Zusatzartikeln ergänzt zur Reduktion auf 1 Bataillon. |                                               |           |        |        |       |      |           |
| Bestand, Formation                | 1793, 1 Regiment von 1'249 Mann, Organisation wie im Regiment Schmid (oben). \| Uniform 1793[29]: \| \| \| \| \| \| \| \| \| \| Rock \| Kragen \| Brustklappen \| Umschläge \| Futter \| Knöpfe \| Weste \| Hose \| Halsbinde \| \| \| \| \| \| \| \| \| \| \| |                                               |           |        |        |       |      |           |
| Herkunft Kader, Truppe            | Aus der Fürstabtei St. Gallen, der Eidgenossenschaft und dem Ausland (die Soldaten durften auch «Deutsche» sein). |                                               |           |        |        |       |      |           |
| Besitzer, Kommandant, Namensgeber | - Kommandant: Oberst (mit Rang Generalmajor) Niklaus Leodegar Franz Ignaz von Bachmann an der Letz aus Näfels, Eigentümer des Regiments und der 1. Glarner Kompanie; - Stab: Oberstleutnant (Rang Oberst) Wilhelm von Barthes, Eigentümer der 2. St. Galler Kompanie; - Regimentsmajore Fridolin Josef Anton Freuler (Kommandant der 2. Glarner Kompanie, †1794), ab 1794: Josef Andreas von Sartory (Rang Oberstleutnant, Kommandant 1. St. Galler Kompanie); - Regiments-Hilfsmajor: Kaspar Joseph von Müller; - Bataillonsmajor: Leodegar von Müller (†1796), ab 1796: Fridolin Josef von Hauser; - Bataillons-Hilfsmajor: Merian (Rang Kapitän-Leutnant); - Kleiner Stab: Quartiermeister Philippo Merlo (Rang Leutnant), Feldprediger Holweger, Chirurgmajor Chiora, Adjutanten Wiedenmeyer und Züst, Tambourmajor Petermann; - Kompaniekommandanten: - 1. Regimentskompanie = 1. Glarner-Kompanie: Oberst Bachmann; - 2. Regimentskompanie = 2. Glarner-Kompanie: Fridolin Josef Anton Freuler (†1794), ab 1794: Major Balthasar Müller, April 1798: Kaspar Josef Müller; - 3. Regimentskompanie = 3. Glarner-Kompanie: Major Leodegar von Müller (1793–†1796), ab 1796: Fridolin Josef Bachmann, ab 1797: Franz Brunold; - 4. Regimentskompanie = 4. Glarner-Kompanie: ab 1793: Bataillonsmajor Fridolin Josef von Hauser; - 5. Regimentskompanie = 2. St. Galler-Kompanie: ab 1793: Bataillonsmajor Josef Anton - 6. Regimentskompanie = 1. St. Galler-Kompanie: Oberstleutnant Wilhelm von Barthes; - 7. Regimentskompanie = 3. St. Galler-Kompanie: ab 1793: Josef Müller-Friedberg (Eigentümer); - 8. Regimentskompanie = 4. St. Galler-Kompanie: ab 1793: Kaspar Josef Anton von Brendlé (Eigentümer); |                                               |           |        |        |       |      |           |
| Einsatz, Ereignisse               | Das St. Galler-Regiment Bachmann bildete sich in Alexandria. Im Ersten Koalitionskrieg von 1794–1796 war es Teil des Armeekorps des Bruders des Königs, des Herzogs von Montferrat, Moritz Josef Maria von Savoyen, auf einem Nebenkriegsschauplatz im Herzogtum Aosta. Der Einsatz war auf den Pässen nach Frankreich und den angrenzenden Tälern und bestand meist aus Märschen, Vorpostengeplänkel und ab und zu einem Handstreich. Dem Armeekorps gelang es, dieses Nadelöhr bis zum Separatfrieden von Turin 1797 zu behaupten. Das Regiment war anschliessend, auf 1 Bataillon reduziert und in Turin stationiert, mit der Bekämpfung von revolutionären Unruhestiftern im Piemont beschäftigt. Es wurde, nachdem die Friedensbestimmungen den französischen Truppen wieder freie Passage durch Savoyen gestatteten, 1798 beim raschen Vorstoss von General Joubert ins Piemont, in Novara von der französischen Übermacht überrascht und unter französisches Kommando gestellt. Es bildete 1799 einen Teil der 1. Helvetischen Legion. Bachmann selber wurde, als verdächtig, zurück nach Glarus geschickt und unter die Kontrolle des französischen Kantons-Statthalters gestellt. |                                               |           |        |        |       |      |           |
| Uniform 1793:                     | |                                               |           |        |        |       |      |           |
| Rock                              | Kragen | Brustklappen                                  | Umschläge | Futter | Knöpfe | Weste | Hose | Halsbinde |
|                                   | |                                               |           |        |        |       |      |           |

| Bezeichnung, Einsatzdauer         | (43sav) Luzernerregiment Zimmermann 1793–1798 | (43sav) Luzernerregiment Zimmermann 1793–1798 |           |        |        |       |      |           |
| Jahr, Vertragspartner             | 1793, Privatkapitulation von Christian Emanuel Zimmermann mit König Viktor Amadeus III. von Sardinien-Piemont, mit einer Laufzeit von 12 Jahren. |                                               |           |        |        |       |      |           |
| Bestand, Formation                | 1793, 1 Regiment von 1'249 Mann, Organisation wie im Regiment Schmid (oben). \| Uniform 1793[29]: \| \| \| \| \| \| \| \| \| \| Rock \| Kragen \| Brustklappen \| Umschläge \| Futter \| Knöpfe \| Weste \| Hose \| Halsbinde \| \| \| \| \| \| \| \| \| \| \| |                                               |           |        |        |       |      |           |
| Herkunft Kader, Truppe            | Aus dem Kanton Luzern und aus den entlassenen französischen Regimentern. |                                               |           |        |        |       |      |           |
| Besitzer, Kommandant, Namensgeber | - Besitzer und Kommandant: Oberst Christian Emanuel Zimmermann von Hilferdingen im Kanton Luzern; - Oberstleutnant: Ludwig Pfyffer von Wyer; - Majore: Ignaz Benedikt Thomas Peyer aus Luzern und Ludwig Anton Dominik von Reding-Biberegg aus Schwyz; - Füsilierkompanien: die Luzerner Hauptleute Heinrich Ludwig Rudolf Pfyffer von Wyer, Beat Franz Anton Felber, Karl Josef Pfyffer von Altishofen und Joseph Rüttiman; - Grenadierkompanien: die Luzerner Kapitän-Leutnant Emanuel Ludwig Alexander Zimmermann, Sohn des Obersten, und Jakob Josef Peyer. |                                               |           |        |        |       |      |           |
| Einsatz, Ereignisse               | Das Luzerner-Regiment bildete sich in bildete sich in Casale 1793 mit dem 1. Bataillon und erst 1785 mit dem 2. Bataillon. Im Ersten Koalitionskrieg von 1794–1796 war es Teil des Armeekorps des Bruders des Königs, des Herzogs von Montferrat, Moritz Josef Maria von Savoyen, auf einem Nebenkriegsschauplatz im Herzogtum Aosta. Der Einsatz war auf den Pässen nach Frankreich und den angrenzenden Tälern und bestand meist aus Märschen, Vorpostengeplänkel und ab und zu einem Handstreich. Berichtet wird von einem Vorfall im Mai 1794 im Fort Mirabouc auf einem Nebenübergang von Briançon nach Pinerolo. Dessen Kommandant, ein Major Messmer, mit einem Detachement aus den Regimentern Bachmann und Zimmermann von 70 Mann, 30 Verwundeten und 2 Kanonen, räumte die Stellung nach einem «symbolischen» Widerstand und wurde in einem Engpass angehalten. Major Reding konnte die Situation mit dem 11. Grenadierbataillon rasch bereinigen, liess jedoch Messmer wegen Verrats durch ein Peloton vor Ort standrechtlich erschiessen. Dem Armeekorps gelang es, dieses Nadelöhr bis zum Separatfrieden von Turin 1796 zu behaupten. Das Luzerner Regiment Zimmermann erlitt dasselbe Schicksal wie die vorigen fünf: 1797 wurde es auf ein Bataillon mit 6 Kompanien reduziert und 1798 dem französischen Besatzungs-Kommando unterstellt. Auch es bildete 1800 einen Teil der 1. Helvetischen Legion. |                                               |           |        |        |       |      |           |
| Uniform 1793:                     | |                                               |           |        |        |       |      |           |
| Rock                              | Kragen | Brustklappen                                  | Umschläge | Futter | Knöpfe | Weste | Hose | Halsbinde |
|                                   | |                                               |           |        |        |       |      |           |

Der Einsatz der Schweizer Regimenter im Ersten Koalitionskrieg von 1794–1796 war im Gebirgskrieg auf den Pässen von Frankreich nach Savoyen sowie in den Alpen von Nizza in das Piemont und den angrenzenden Tälern. Er bestand meist aus Märschen und Vorpostengeplänkel mit wechselndem Erfolg. Savoyen konnte sich mit österreichischer Unterstützung zuerst vier Jahre lang halten.
Der Zusammenbruch erfolgte, als der junge General Bonaparte von Süden her die piemontesischen Stellungen durchbrach und König Viktor Amadeus III. zum Abfall von der österreichischen Partei und zu einem Separatfrieden zwang. Er wurde in Rom interniert und hinterliess bei seinem Tod 1796 ein durch die jahrelangen Kämpfe weitgehend zerstörtes Savoyen und eine leere Staatskasse.
Nachdem die Bestimmungen im Separatfrieden von Turin 1796 Frankreich die Passage durch Savoyen wieder ermöglicht hatte, eroberte das französische Korps Joubert 1798 das Piemont in einem schnellen Vorstoss und zwang den Nachfolger, Karl Emanuel IV., zur Abdankung und Flucht nach Cagliari auf Sardinien.
Joubert löste 1798 die savoyische Armee auf und in der Schweiz fand das Helvetische Direktorium, unfähig die von der französischen Besatzungsmacht geforderten einheimischen Truppenkontingente zu liefern, mit deren Oberbefehlshaber, General Masséna, einen Kompromiss: die 5 savoyischen Schweizer Regimenter wurden 1799 als 1. Helvetische Legion (unter Belmont) und 2. Helvetische Legion (unter von Ernst) als 2 Halbbrigaden zu 3 Bataillonen in französischen Dienst gestellt.
Als Besatzungstruppen von Festungen in Oberitalien, gerieten sie in österreichisch-russische Kriegsgefangenschaft und wurden 1800 aufgelöst.

## Vom Wiener Kongress gerettet
Karl Emanuels IV. Rückeroberungsversuch während Napoleons Ägyptenfeldzug endete nach dessen Rückkehr kläglich in der Schlacht bei Marengo. Erst nach Napoleons Sturz 1814 erhielt König Viktor Emanuel I. vom Wiener Kongress sein Festlandterritorium zurück und zusätzlich die Republik Genua. Er gliederte sie als Herzogtum in das Königreich Sardinien-Piemont ein.
1814 schloss Graubünden mit ihm noch eine letzte Kapitulation ab.
| Bezeichnung, Einsatzdauer         | (0-2sav) Regiment Graubünden 1814–1815 | (0-2sav) Regiment Graubünden 1814–1815 |
| Jahr, Vertragspartner             | 1814, Privatkapitulation von Hans-Rudolf Christ von Sanz mit König Viktor Emanuel I. von Sardinien-Piemont, für eine Dauer von 20 Jahren. 1815 von Graubünden genehmigt. |                                        |
| Bestand, Formation                | 1 Regiment von 1'200 Mann in 2 Bataillonen mit je 4 Füsilierkompanien zu 150 Mann, aus denen 2 Grenadierkompanien ausgezogen wurden. |                                        |
| Herkunft Kader, Truppe            | Offiziere aus der Schweiz oder Graubünden. Die Soldaten durften auch «Deutsche» sein. |                                        |
| Besitzer, Kommandant, Namensgeber | Oberstleutnant Hans-Rudolf Christ von Sanz. |                                        |
| Einsatz, Ereignisse               | Die Werbung war ein Misserfolg. Das finanzielle Angebot zu den Bedingungen der nationalen piemontesischen Truppen war nicht wettbewerbsfähig und den konkurrierenden Angeboten nicht gewachsen. Die Bildung des Regiments kam nicht zustande und wurde 1816 offiziell aufgegeben. |                                        |

Die Leibgarde der Hundertschweizer entstand, nach einem 3-jährigen französischen Abschnitt als Gendarmerie zu Fuss 1801 entlassen, 1814 bei Viktor Emanuel I. mit einem Bestand von 50 Mann für die Bewachung im Inneren des Königspalastes von neuem. Sie wurde 1832 von König Karl Albert, zu Gunsten einer Leibgarde von altgedienten piemontesischen Unteroffizieren, endgültig abgeschafft.

## Viva l'Italia!
Im Revolutionsjahr 1848 wehte der Geist des Aufbruchs in Italien durch Europa und erreichte auch die Schweiz. Die Vereinigung Italiens weckte die Begeisterung von schweizerischen abenteuerlustigen Zeitgenossen, die ins südliche Nachbarland zogen, um Teil dieses historischen Vorgangs zu werden.
Das Ende der Leibgarde hätte das Ende der Schweizer Truppen im Königreich Sardinien-Piemont bedeutet, wäre da nicht diese letzte Anekdote mit einer Freikompanie von solchen Freiwilligen bekannt geworden:
| Bezeichnung, Einsatzdauer         | (44sav) Freikompanie Ott, 1. compagnia svizzera regolare, Cacciatori, nicht regulär 1848 | (44sav) Freikompanie Ott, 1. compagnia svizzera regolare, Cacciatori, nicht regulär 1848 |
| Jahr, Vertragspartner             | k. A. |                                                                                          |
| Bestand, Formation                | 1 Kompanie von 127 Mann mit 2 Offizieren und 17 Unteroffizieren. |                                                                                          |
| Herkunft Kader, Truppe            | Freiwillige vor allem aus der französischen Schweiz, Tessiner, Deutsche, Veteranen Napoleons und meist Leute aus Diensten in Neapel, Rom, Holland, Algier und aller Herren Länder, Veteranen zwischen 60 und 70 Jahren alt. |                                                                                          |
| Besitzer, Kommandant, Namensgeber | Hauptmann Hans Ott aus Langnau, nannte sich selber «Berner Milize». |                                                                                          |
| Einsatz, Ereignisse               | Hans Ott hatte sich 1848 im ersten italienischen Unabhängigkeitskrieg vergeblich um eine Offiziersstelle bei den lombardischen Freiwilligen für König Karl Albert beworben. Im von den österreichischen Truppen geräumten Mailand, traf er dabei auf dem Domplatz zufällig auf eine Kompanie von freiwilligen Schweizer Veteranen, bereits in lombardische Dienste genommen, deren Hauptmann sich aus dem Staub gemacht hatte. Ott machte sich kurzerhand selber zu dessen Nachfolger und, nachdem er sie organisiert, ausgerüstet, bewaffnet und einigermassen diszipliniert hatte, trat er als 1. compagnia svizzera regolare, Cacciatori (deutsch: Jäger), wie er seine Einheit bezeichnete, den Dienst an. Im Korps des sardinischen Generals Durando besetzte er mit seiner Kompanie wochenlang die Berggegend westlich des Gardasees ohne in ernsthaften Feindkontakt zu kommen. Seine grössten Probleme war die mangelnde Disziplin seiner Truppe, die durch den Zuwachs von zusätzlich 24 aus vatikanischem Dienst entlassenen Schweizern noch weiter gelitten hatte. Als noch im selben Jahr ein Waffenstillstand den Rückzug der sardinischen Truppen aus der Lombardei ermöglichte, hatte das sardinische Freiwilligen-Korps so viele österreichische Überläufer in seinen Reihen, dass sich der neue Kommandant General Griffini, nicht sicher ob für diese der Waffenstillstand auch galt, entschloss, über das Camonicatal, das Veltlin und die Schweiz ins Piemont zurückzumarschieren. Am 20. August 1848 überschritt die Freikompanie Ott, nachdem ihr Hauptmann noch zum lombardischen Infanterie-Major befördert worden war, unter Abgabe der Bewaffnung, die Schweizer Grenze bei Brusio und ging nach Hause. |                                                                                          |

Mit dieser eher kuriosen Episode war die Geschichte der Schweizer Truppen in savoyischen Diensten endgültig zu Ende.